# Liste der Biografien/Wen
Liste der Biografien |
Portal Biografien |
Personensuche
# |
A |
B |
C |
D |
E |
F |
G |
H |
I |
J |
K |
L |
M |
N |
O |
P |
Q |
R |
S |
T |
U |
V |
W |
X |
Y |
Z |
?
 
Wa |
Wc |
Wd |
We |
Wh |
Wi |
Wj |
Wl |
Wn |
Wo |
Wr |
Ws |
Wt |
Wu |
Ww |
Wy |
Wz
 
Wea |
Web |
Wec |
Wed |
Wee |
Wef |
Weg |
Weh |
Wei |
Wej |
Wek |
Wel |
Wem |
Wen |
Weo |
Wep |
Wer |
Wes |
Wet |
Weu |
Wev |
Wew |
Wex |
Wey |
Wez
Die Liste der Biografien führt alle Personen auf, die in der deutschsprachigen Wikipedia einen Artikel haben. Dieses ist eine Teilliste mit 1200 Einträgen von Personen, deren Namen mit den Buchstaben „Wen“ beginnt.

## Wen
- Wen, Führer des Stammes der Zhou
- Wen Ding († 1192 v. Chr.), chinesischer König der Shang-Dynastie
- Wen Pei-an (* 2004), taiwanischer Eishockeyspieler
- Wen Tong (1018–1079), chinesischer Maler der Song-Dynastie
- Wen von Jin († 628 v. Chr.), Gong des Fürstentums Jin
- Wen, Chao (* 1992), chinesischer Eishockeyspieler
- Wen, Jia (* 1989), chinesische Tischtennisspielerin
- Wen, Jiabao (* 1942), chinesischer Politiker, Premierminister der Volksrepublik China
- Wen, Kai (* 1988), chinesischer Badmintonspieler
- Wen, Kezheng (1929–2007), chinesischer Sänger der Stimmlage Bass
- Wen, Li Lai (* 2000), malaysische Squashspielerin
- Wen, Lirong (* 1969), chinesische Fußballspielerin
- Wen, Ming-Na (* 1963), US-amerikanische SchauspielerinMing-Na Wen (* 1963)

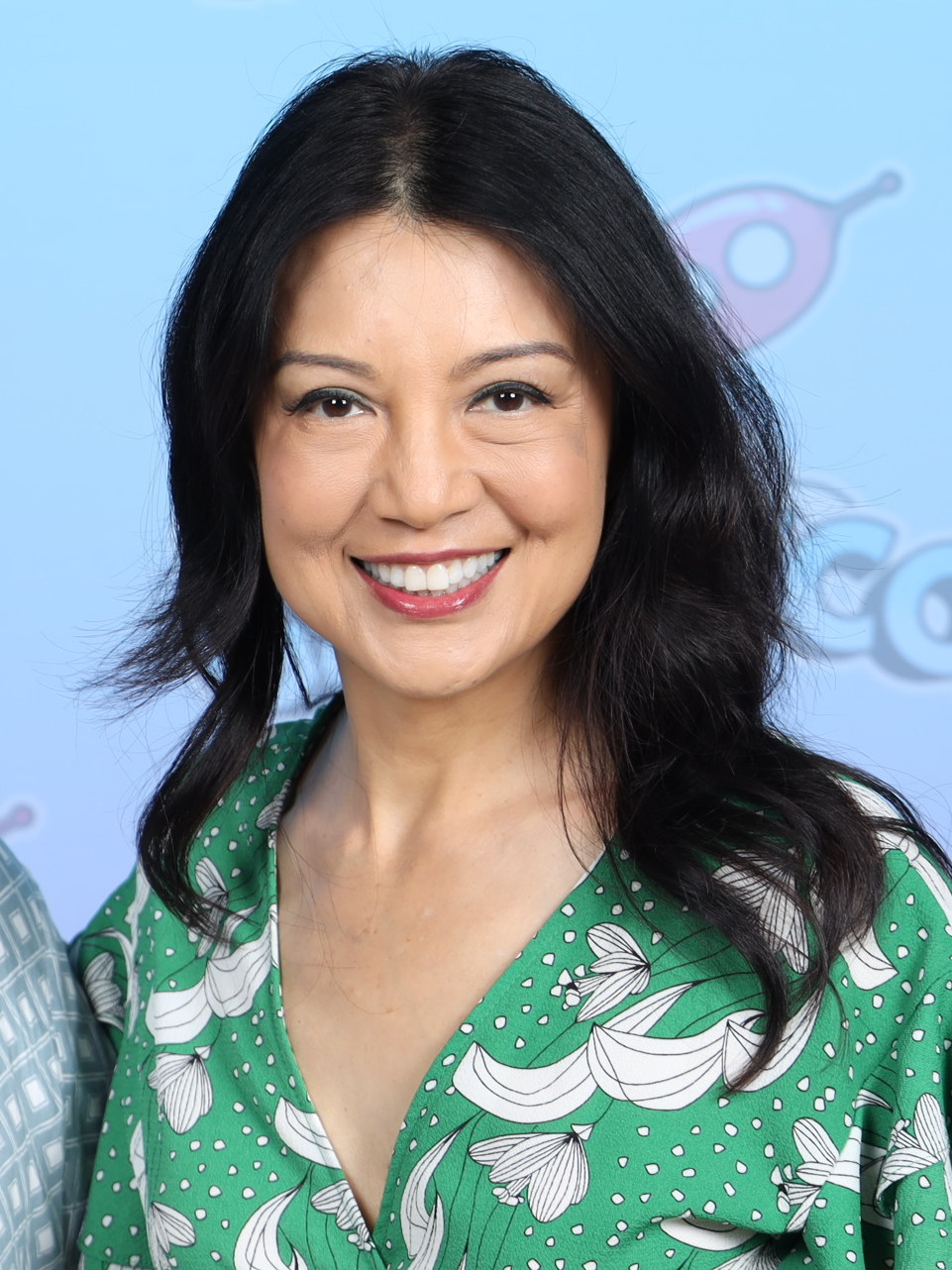
Ming-Na Wen (* 1963)

- Wen, Shuhui (* 1994), chinesische Beachvolleyballspielerin
- Wen, Tzu-yun (* 1993), taiwanische Karateka
- Wen, Xiao-Gang (* 1961), US-amerikanischer Physiker
- Wen, Xin (* 1992), chinesische Tennisspielerin
- Wen, Yiduo (1899–1946), chinesischer Dichter und Forscher
- Wen, Ying (* 1995), chinesische Biathletin und Skilangläuferin
- Wen, Zhengming (1470–1559), chinesischer Maler und Kalligraph

### Wena
- Wenauer, Ferdinand (1939–1992), deutscher Fußball-Nationalspieler
- Wenaweser, Christoph (* 1963), liechtensteinischer Politiker

### Wenb
- Wenban, Sion Longley (1848–1897), amerikanischer Landschaftsmaler und Grafiker
- Wenborne, Caroline, australische Opernsängerin der Stimmlage Sopran

### Wenc
- Wencel, Ewa (* 1955), polnische Schauspielerin
- Wenchell, Chris Grant, US-amerikanischer Schauspieler
- Wenck, Eduard (1894–1954), deutscher Schauspieler
- Wenck, Ernst (1865–1929), deutscher Bildhauer
- Wenck, Ewald (1891–1981), deutscher Schauspieler, Kabarettist und Radio-ModeratorEwald Wenck (1891–1981)

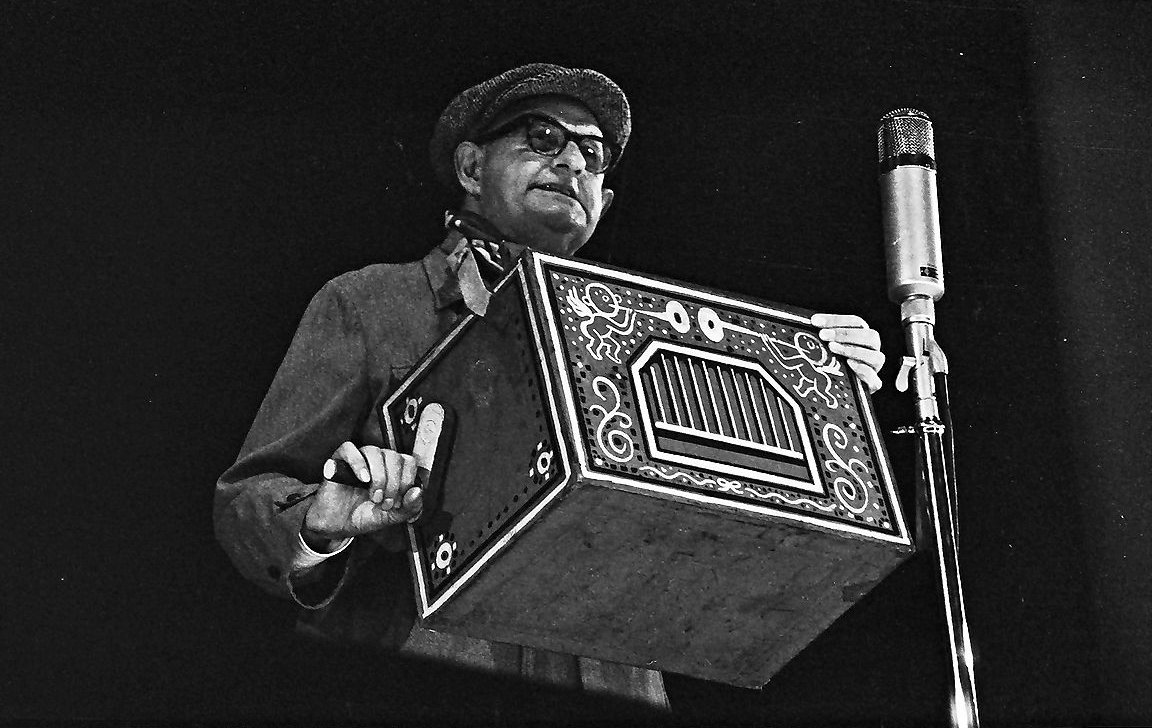
Ewald Wenck (1891–1981)

- Wenck, Friedrich August Wilhelm (1741–1810), deutscher Historiker
- Wenck, Günther (1916–1992), deutscher Japanologe
- Wenck, Heinrich Theodor von (1810–1885), dänischer General
- Wenck, Helfrich Bernhard (1739–1803), deutscher Konsistorialrat, Rektor, Pädagoge, Historiker
- Wenck, Helmut (* 1935), deutscher Chemiker
- Wenck, Johann Baptist († 1727), österreichischer Arzt und Mitglied der „Leopoldina“
- Wenck, Johann Martin (1704–1761), deutscher Lehrer und Bibliothekar
- Wenck, Karl (1854–1927), deutscher Historiker
- Wenck, Karl Friedrich Christian (1784–1828), deutscher Jurist
- Wenck, Rudolf (1820–1880), deutscher Reichsgerichtsrat
- Wenck, Walther (1900–1982), deutscher Generalleutnant, Oberbefehlshaber der 12. Armee im Zweiten Weltkrieg, und ManagerWalther Wenck (1900–1982)

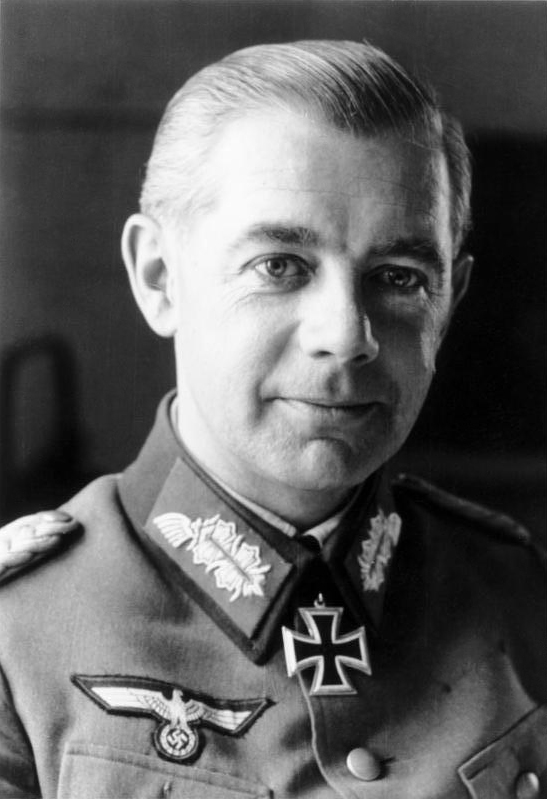
Walther Wenck (1900–1982)

- Wenck-Birgfeld, Helene (1896–1965), deutsche Keramikerin, Bildhauerin und Kunsthandwerkerin
- Wencke, Bernhard (1814–1881), deutscher Schiffbauunternehmer und Reeder
- Wencke, Friedrich (1842–1905), deutscher Schiffbauunternehmer und Reeder
- Wencke, Friedrich Wilhelm (1806–1859), deutscher Schiffbauunternehmer und Reeder
- Wencke, Gesine (1807–1866), deutsche Schiffbauunternehmerin
- Wencke-Meinken, Sophie (1874–1963), deutsche Malerin
- Wenckebach, Johanna (* 1982), deutsche Juristin und Arbeitsrechtlerin
- Wenckebach, Karel Frederik (1864–1940), niederländischer InternistKarel Frederik Wenckebach (1864–1940)

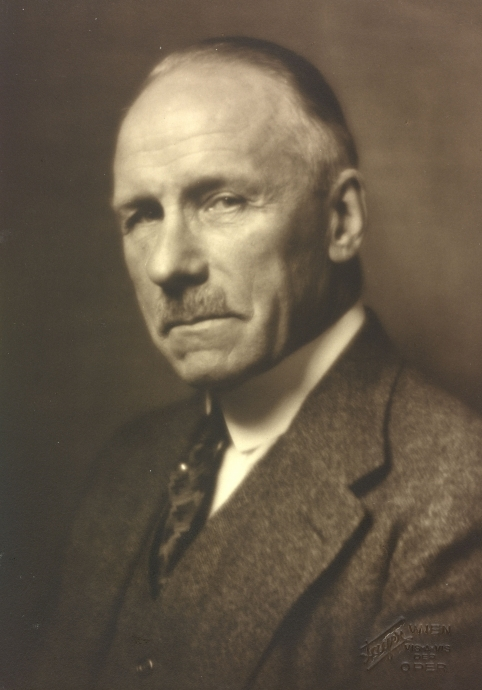
Karel Frederik Wenckebach (1864–1940)

- Wenckenbach, Ernst (1811–1876), nassauischer Kaufmann und Politiker
- Wenckenbach, Ludwig (1803–1854), nassauischer Beamter und Politiker
- Wencker-Wildberg, Friedrich (1896–1970), deutscher Schriftsteller, Übersetzer, Historiker und Redakteur
- Wenckheim, Béla (1811–1879), österreich-ungarischer Politiker
- Wenckheim, Franz Xaver (1736–1794), österreichischer General
- Wenckstern, Adolph von (1862–1914), deutscher Nationalökonom
- Wenckstern, Detlev Alexander von (1708–1792), deutscher Jurist, Autor, Wirklicher Geheimer Rat, Richter, Kammerpräsident und Präsident des Oberappellationsgerichtes in Celle
- Wenckstern, Friedrich Alexander von (1755–1790), deutscher Jurist, Diplomat des Kurfürstentums Braunschweig-Lüneburg
- Wenckstern, Friedrich von (1859–1914), deutscher Japanologe
- Wenckstern, Hermann von (1882–1964), deutscher Volkswirt und Ministerialrat in Sachsen
- Wenckstern, Otto von (1819–1869), deutscher Journalist, Schriftsteller und Vormärzler
- Wenczel, Ján (* 1945), tschechoslowakischer Radrennfahrer
- Wenczel, Michael (* 1977), deutscher Fußballspieler

### Wend
- Wend, Arno (1906–1980), deutscher Politiker (SPD) und Opfer politischer Verfolgung während der NS-Zeit und DDR-Diktatur
- Wend, Christoph Gottlieb († 1745), deutscher Schriftsteller, Librettist und Übersetzer
- Wend, Diethard (1931–2020), deutscher Journalist und Funktionär (NDPD)
- Wend, Hagen (* 1943), deutscher neuapostolischer Geistlicher
- Wend, Rainer (* 1954), deutscher Politiker (SPD), MdBRainer Wend (* 1954)

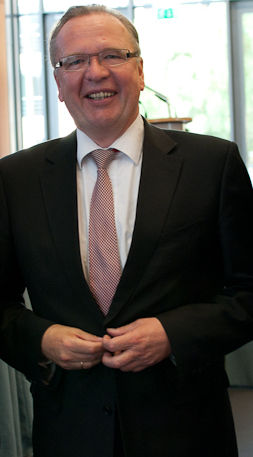
Rainer Wend (* 1954)

#### Wenda
- Wenda, Benny (* 1975), Aktivist für die Uabhängigkeit Westpapuas von Indonesien in Großbritannien
- Wenda, Josef (1890–1940), deutscher römisch-katholischer Lehrer und Märtyrer

#### Wende
- Wende, Adolf (* 1873), deutscher Landwirt, Gutsbesitzer und Politiker (DNVP), MdL
- Wende, Angelika (* 1959), deutsche Fernsehansagerin, Rezensentin, Moderatorin und Redakteurin
- Wende, Daniel (* 1984), deutscher Eiskunstläufer
- Wende, Dieter (* 1938), deutscher Journalist und Autor in der DDR
- Wende, Erich (1884–1966), deutscher Jurist und Verwaltungsbeamter
- Wende, Frank (* 1940), deutscher Historiker und Bibliothekar
- Wende, František (1904–1968), tschechoslowakischer Skispringer und Nordischer Kombinierer
- Wende, Georg (* 1903), deutscher Jurist
- Wende, Hans-Jürgen (1926–2012), deutscher Handballspieler
- Wende, Horst (1919–1996), deutscher Orchesterleiter, Komponist, Arrangeur und Akkordeonist
- Wende, Johannes (* 1978), deutscher Filmwissenschaftler
- Wende, Manfred (1927–2015), deutscher Journalist und Politiker (SPD), MdB
- Wende, Maylin (* 1988), deutsche Eiskunstläuferin
- Wende, Peter (1936–2017), deutscher Historiker
- Wende, Philipp (* 1985), deutscher Ruderer
- Wende, Theodor (1883–1968), deutscher Gold- und Silberschmied
- Wende, Waltraud (* 1957), deutsche Germanistin, Universitätspräsidentin und PolitikerinWaltraud Wende (* 1957)

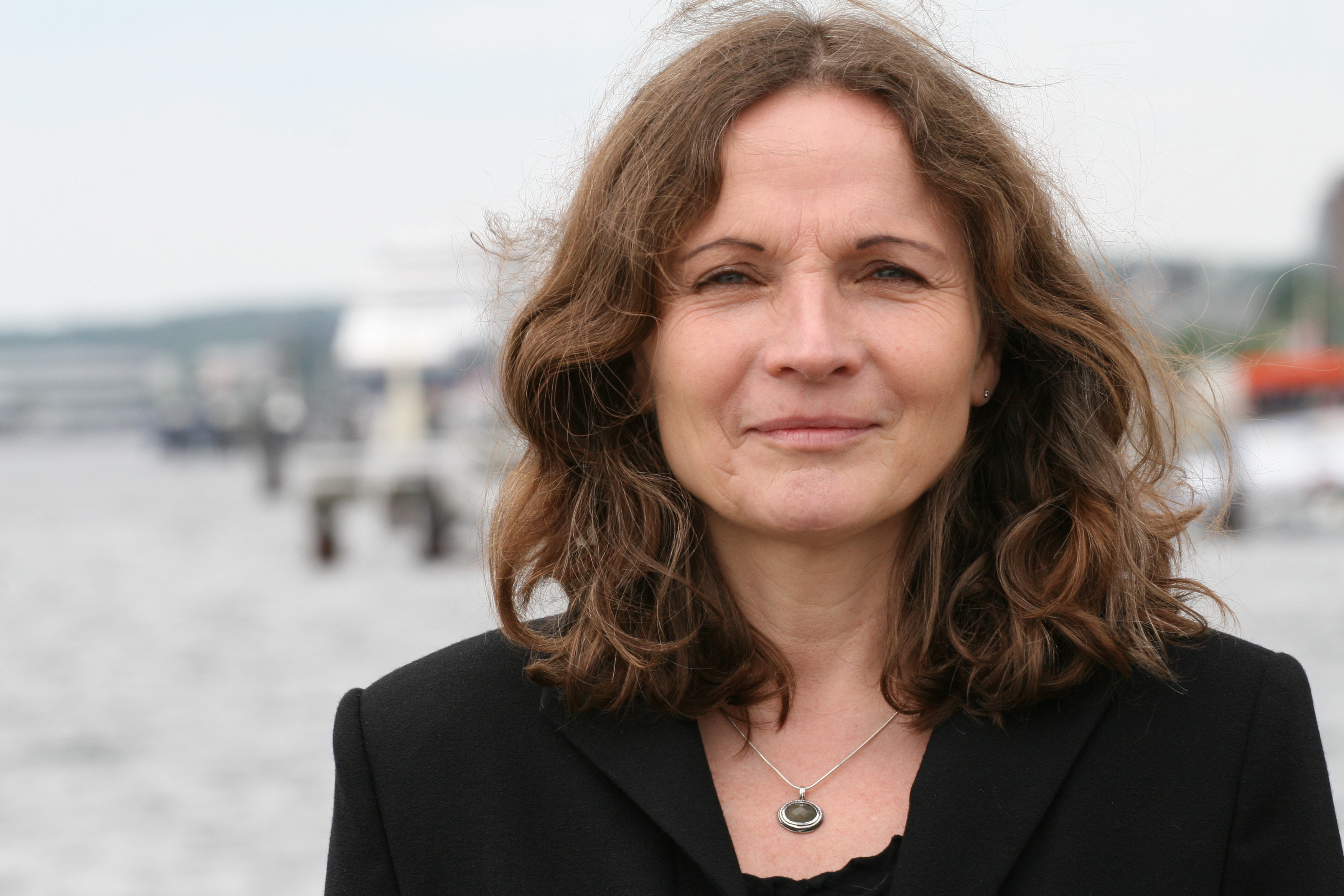
Waltraud Wende (* 1957)

- Wende-Lungershausen, Ilse (1900–1991), deutsche Zeichnerin und Illustratorin
- Wendeberg, Frank (* 1971), deutscher Musiker, Komponist, Produzent, Klangforscher und Psychologe
- Wendeberg, Michael (* 1974), deutscher Dirigent und Pianist
- Wendeborn, Thomas (* 1983), deutscher Sportwissenschaftler und Hochschullehrer
- Wendebourg, Dorothea (* 1952), deutsche evangelische Theologin
- Wendebourg, Eduard (1857–1940), deutscher Architekt
- Wendefilm, David (* 1978), österreichischer Schauspieler
- Wendehorst, Alfred (1927–2014), deutscher Historiker und Hochschullehrer
- Wendehorst, Christiane (* 1968), deutsche Rechtswissenschaftlerin und Hochschullehrerin
- Wendehorst, Stephan (* 1967), deutscher Historiker
- Wendel (* 1997), brasilianischer Fußballspieler
- Wendel (* 2001), brasilianischer Fußballspieler
- Wendel Geraldo Maurício e Silva (* 1982), brasilianischer Fußballspieler
- Wendel, Achim (* 1976), deutscher Regisseur und Drehbuchautor
- Wendel, Alfred (* 1958), deutscher Kulturmanager und Intendant der Duisburger Philharmoniker
- Wendel, Aniya (* 2001), deutsche SchauspielerinAniya Wendel (* 2001)

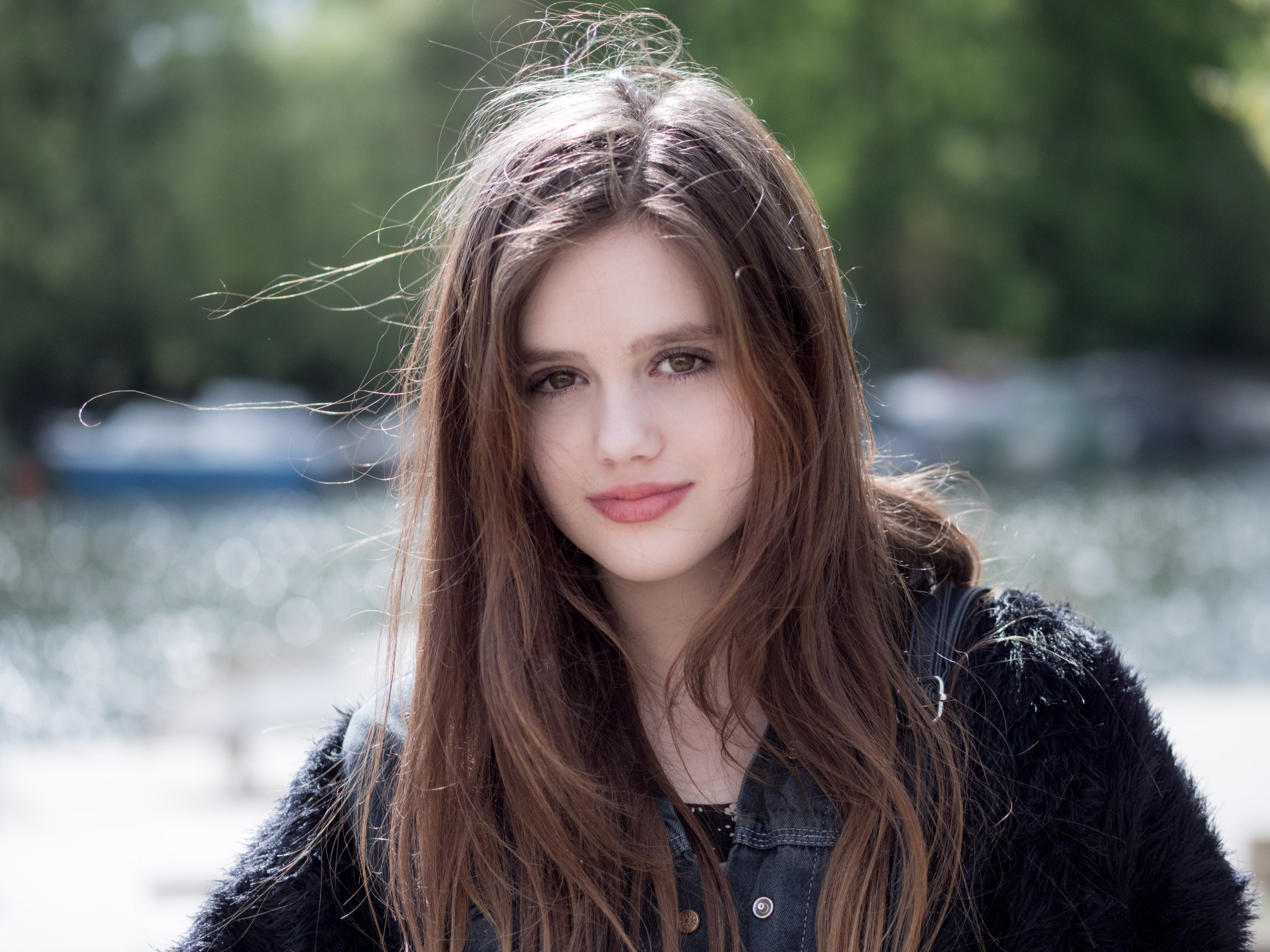
Aniya Wendel (* 2001)

- Wendel, Anna (1909–2002), deutsche Arbeiterin, Gewerkschafterin, Arbeitersportlerin und Widerstandskämpferin gegen den Nationalsozialismus
- Wendel, Arnold (1817–1868), hessischer Bäcker, Mühlenbesitzer und liberaler Politiker
- Wendel, Ben (* 1976), kanadischer Jazzmusiker (Saxophone, Komposition)
- Wendel, Brunhild (1923–2009), deutsche Politikerin (SPD), MdL
- Wendel, Carl (1874–1951), deutscher Klassischer Philologe, Bibliothekar und Buchwissenschaftler
- Wendel, Charles de (1871–1931), französisch-deutscher Hüttenbesitzer und Politiker, MdR
- Wendel, Christian (* 1980), deutscher Politiker (CDU), MdL
- Wendel, Dieter (* 1965), deutscher Musiker und Komponist
- Wendel, Ernst (1876–1938), deutscher Violinist und Dirigent
- Wendel, Eugen (1864–1942), deutscher Generalarzt
- Wendel, François Ignace de (1741–1795), französischer Unternehmer
- Wendel, Friedrich (1886–1960), sozialdemokratischer Journalist und Autor
- Wendel, Fritz (1915–1975), deutscher Flugkapitän, Testpilot und Weltrekordinhaber
- Wendel, Georg (* 1880), deutscher Naturwissenschafter, Philosoph, Lehrer und Schriftsteller
- Wendel, Hans Jürgen (* 1953), deutscher Philosoph
- Wendel, Henri de (1844–1906), französisch-deutscher Industrieller und Politiker, MdR
- Wendel, Hermann (1884–1936), deutscher Historiker, Balkanforscher, Journalist, Schriftsteller und Politiker (SPD), MdR
- Wendel, Johannes (1811–1892), deutscher evangelischer Theologe und Superintendent
- Wendel, Johnathan (* 1981), US-amerikanischer Computerspieler (Pro-Gamer)Johnathan Wendel (* 1981)

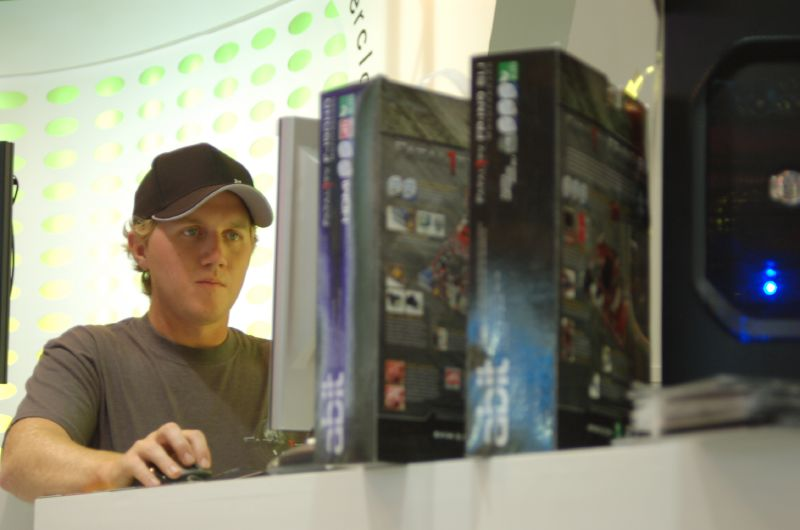
Johnathan Wendel (* 1981)

- Wendel, Jonathan F. (* 1954), US-amerikanischer Botaniker
- Wendel, Joseph (1901–1960), deutscher Geistlicher, römisch-katholischer Erzbischof von München und Freising (1952–1960)Joseph Wendel (1901–1960)

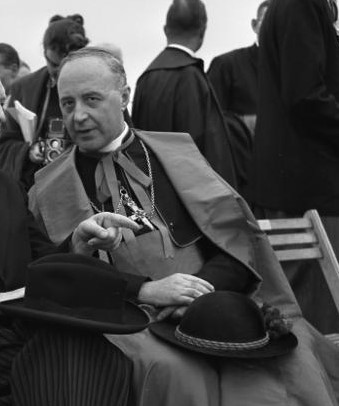
Joseph Wendel (1901–1960)

- Wendel, Julia (* 1992), deutsche Radiomoderatorin
- Wendel, Karl (1912–1999), deutscher Gastronom
- Wendel, Klara (1804–1884), Schweizer Heimatlose und „Räuberkönigin“
- Wendel, Lara (* 1965), deutsch-US-amerikanische Schauspielerin und Fotomodell
- Wendel, Lina (* 1965), deutsche Schauspielerin
- Wendel, Mattias (* 1978), deutscher Rechtswissenschaftler
- Wendel, Nico (* 1984), deutscher DJ und Musikproduzent
- Wendel, Ole Christian (* 1992), norwegischer Skispringer, Nordischer Kombinierer und Skilangläufer
- Wendel, Otto (1869–1951), deutscher Mediziner
- Wendel, Pablo (* 1980), deutscher Künstler in der Performancekunst
- Wendel, Reinhold (1910–1945), deutscher Radrennfahrer
- Wendel, Richard (1894–1971), deutscher Politiker (CDU), MdL
- Wendel, Rudi (1911–2006), deutscher Unternehmer
- Wendel, Samuel (* 1996), österreichischer Handballspieler
- Wendel, Saskia (* 1964), deutsche römisch-katholische Theologin
- Wendel, Siegfried (1935–2016), deutscher Sammler von mechanischen Musikinstrumenten und Museumsbetreiber
- Wendel, Simone (* 1974), deutsche Dokumentarfilmerin, Regisseurin, Filmproduzentin und Art Directorin
- Wendel, Tim (* 1989), deutscher Fußballspieler
- Wendel, Walther (1872–1941), deutscher Chirurg
- Wendel-Plarre, Bruna (1903–1939), deutsche Langstreckenschwimmerin
- Wendelberger, Gustav (1915–2008), österreichischer Botaniker und Universitätsprofessor
- Wendelborn, Gert (* 1935), deutscher Geistlicher, Theologe und Politiker (CDU der DDR)
- Wendelborn, Helmut (1926–2003), deutscher Unternehmer und Politiker (CDU), MdB
- Wendelin, katholischer HeiligerWendelin

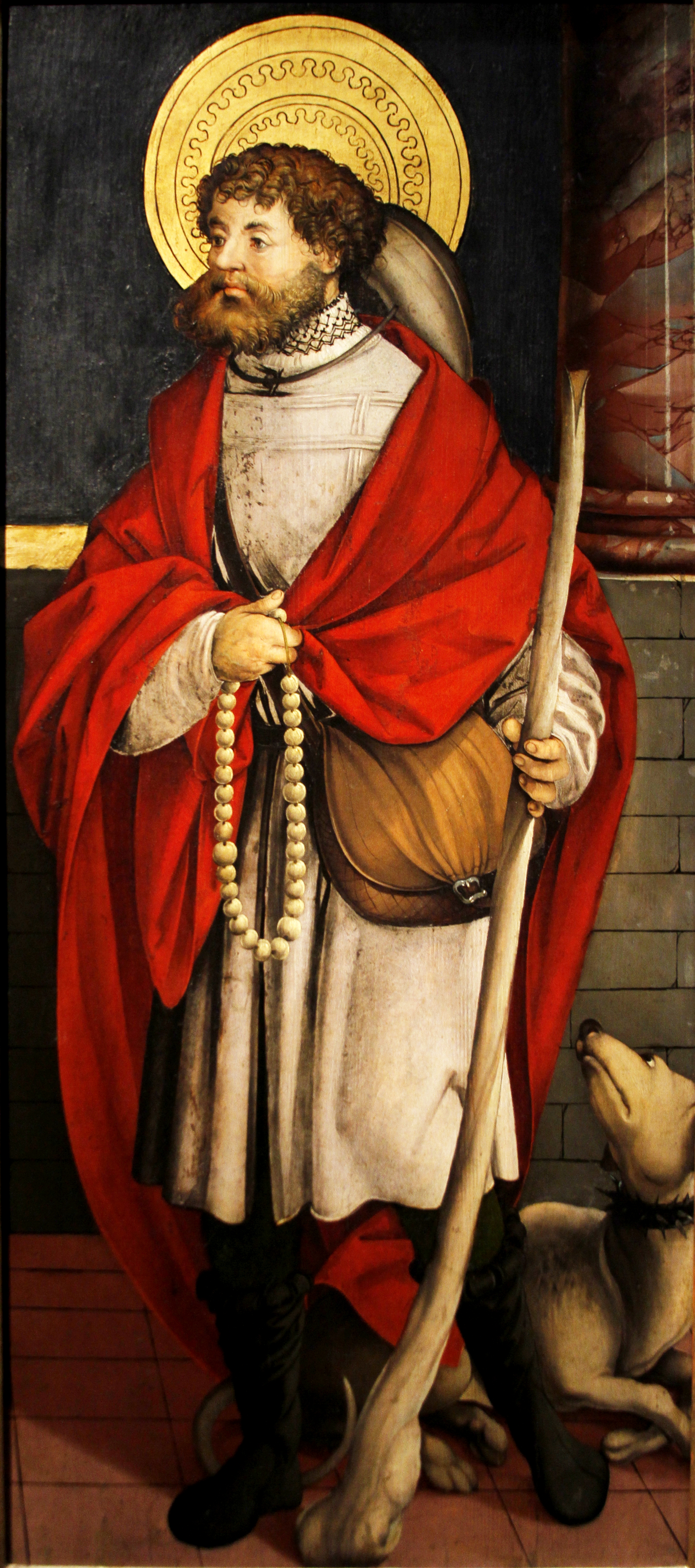
Wendelin

- Wendelin, Felix (* 1992), österreichischer Fußballspieler
- Wendelin, Godefroy (1580–1667), Astronom
- Wendelin, Marcel (* 1939), deutscher Leichtathlet
- Wendelin, Markus Friedrich (1584–1652), reformierter Theologe und Erzieher
- Wendelin, Sebastian (* 1982), österreichischer Schauspieler
- Wendeling-Schröder, Ulrike (* 1948), deutsche Juristin, Autorin, ehemalige Richterin und Hochschulprofessorin
- Wendelken, Barbara (* 1955), deutsche Kinderbuchautorin und Kriminalschriftstellerin
- Wendell (* 1993), brasilianischer FußballspielerWendell (* 1993)

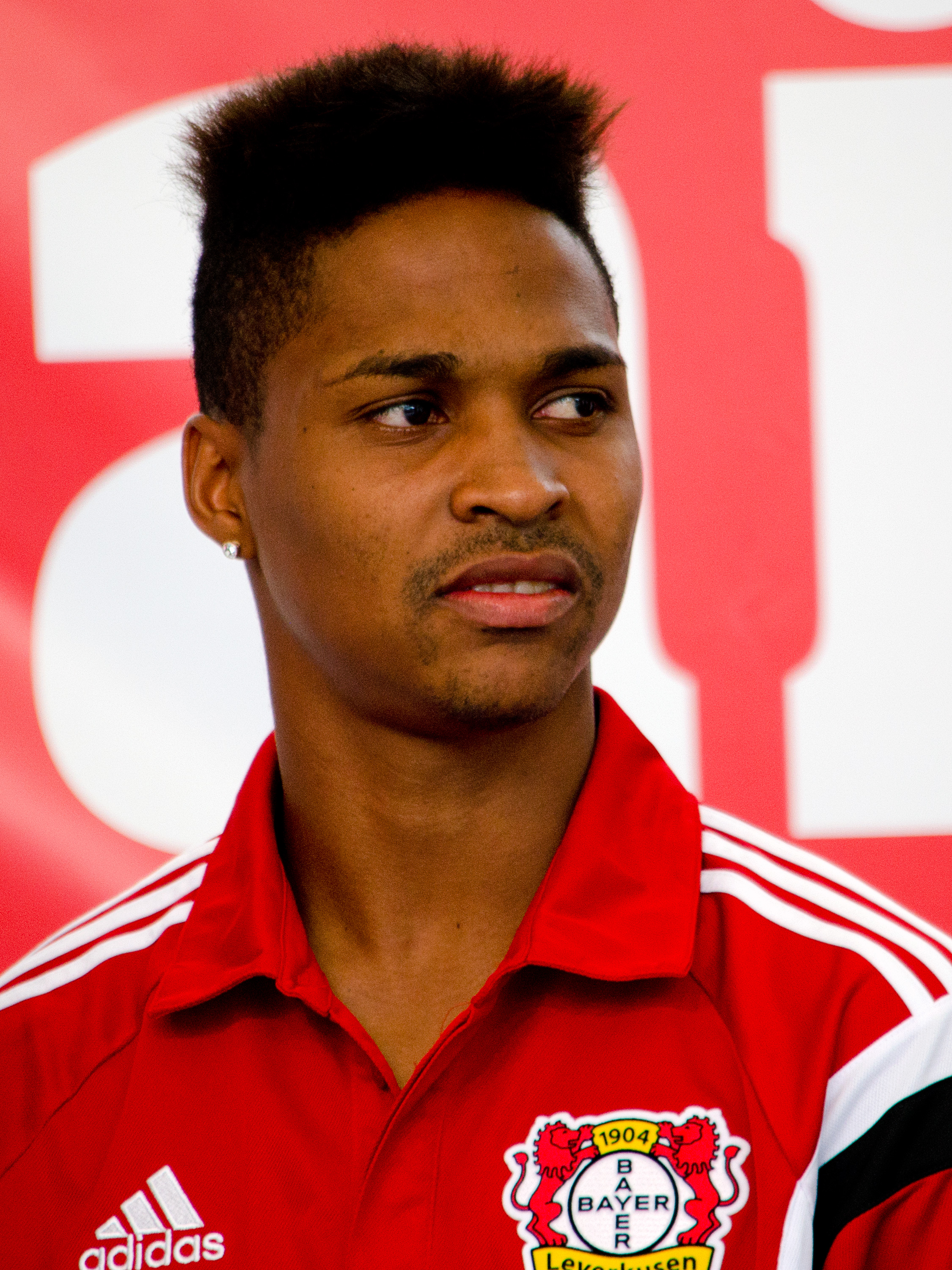
Wendell (* 1993)

- Wendell, Barrett (1855–1921), US-amerikanischer Literaturwissenschaftler und Anglist
- Wendell, James (1890–1958), US-amerikanischer Leichtathlet
- Wendell, James A. (1869–1922), US-amerikanischer Politiker
- Wendell, Johann Georg Friedrich (1774–1836), deutscher Buchdrucker und Zeitungsverleger
- Wendell, Krissy (* 1981), US-amerikanische Eishockeyspielerin
- Wendell, Nathan D. (1835–1886), US-amerikanischer Bankier und Politiker
- Wendels, Franziskus (* 1960), deutscher Maler
- Wendels, Marlise (1923–2012), deutsche Opernsängerin (Sopran)
- Wendelstadt, Carl Friedrich (1786–1840), deutscher Historien- und Porträtmaler, Radierer, Lithograph, Glasmaler, Inspektor und Zeichenlehrer
- Wendelstadt, Hermann (1862–1928), deutscher Mediziner
- Wendelstein, Hermann (1836–1918), württembergischer Oberamtmann
- Wendemuth, Carl (1885–1964), deutscher Handwerker, Journalist und Politiker (SPD), MdR
- Wendemuth, Ludwig (1860–1929), deutscher Wasserbauingenieur und Baubeamter
- Wendemuth, Reinhard (* 1948), deutscher Ruderer
- Wenden, Michael (* 1949), australischer Schwimmer
- Wendenburg, Wilhelm (1855–1924), deutscher Generalmajor der Marineinfanterie der Kaiserlichen Marine
- Wendenschlegel, Joseph Bernhard, deutscher Hofrichter
- Wender, Johann Friedrich († 1729), deutscher Orgelbauer
- Wender, Paul (* 1947), US-amerikanischer Chemiker (Organische Synthese)
- Wenderhold, Alexander (1844–1901), preußischer Landrat im Kreis Simmern
- Wenderholm, Iris (* 1977), deutsche Kunsthistorikerin und Professorin
- Wenderlich, Jerzy (* 1954), polnischer Politiker, Mitglied des Sejm
- Wenderlich, Josef (1882–1945), tschechoslowakischer Politiker
- Wenderoth, Andreas (* 1965), deutscher Journalist und Autor
- Wenderoth, Christian Carl (1777–1860), deutscher Theologe
- Wenderoth, Erich (1896–1993), deutscher Jurist
- Wenderoth, Frederick August (1819–1884), deutsch-US-amerikanischer Maler, Fotograf und Lithograf
- Wenderoth, Georg, deutscher Rugbyspieler
- Wenderoth, Georg Wilhelm Franz (1774–1861), deutscher Botaniker
- Wenderoth, Gerhard (1930–2002), deutscher Politiker (CDU), MdL
- Wenderoth, Nicole (* 1970), deutsche Sportwissenschaftlerin und Hochschullehrerin
- Wenderoth, Tim (* 1971), deutscher pseudonymer Autor
- Wenders, Donata (* 1965), deutsche Fotografin
- Wenders, Hella (* 1977), deutsche Filmregisseurin
- Wenders, Karl (1841–1905), deutscher Bürgermeister und Politiker (Zentrum), MdL, MdR
- Wenders, Udo (* 1972), österreichischer Schlagersänger
- Wenders, Wim (* 1945), deutscher Filmregisseur und FotografWim Wenders (* 1945)

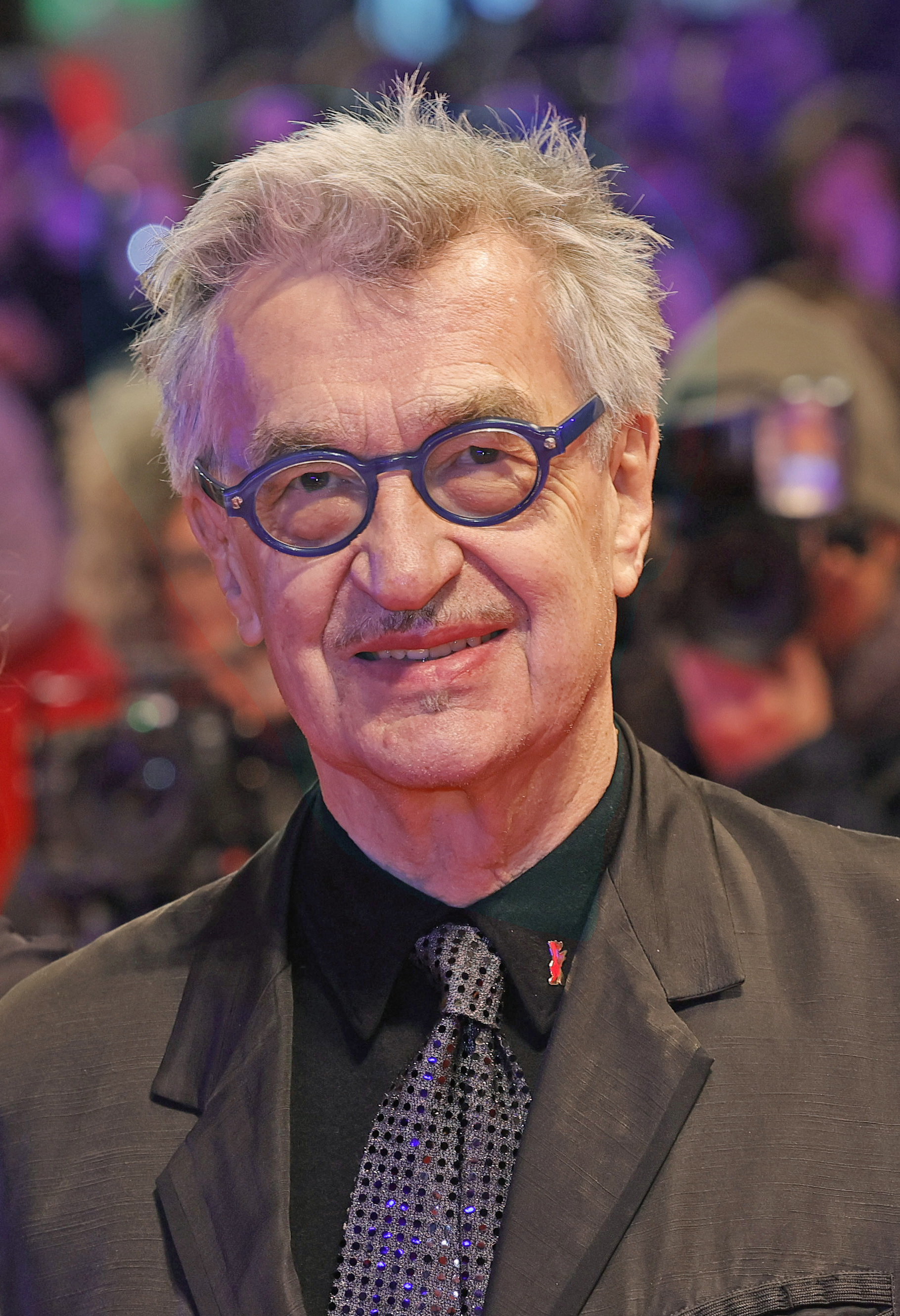
Wim Wenders (* 1945)

- Wendessen, Balthasar Ludwig Christian von (1724–1797), preußischer Generalleutnant, Gouverneur von Neiße und zuletzt von Warschau

#### Wendh
- Wendhausen, Albrecht (1880–1945), deutscher Jurist, Rittergutsbesitzer und Politiker (CNBL), MdR
- Wendhausen, Carl Wilhelm (1812–1872), deutscher Jurist, Gutsbesitzer und Abgeordneter
- Wendhausen, Fritz (1890–1962), deutscher Schauspieler, Filmregisseur und Drehbuchautor
- Wendhausen, Hans-Hermann (1947–2023), deutscher Politiker (SPD), MdL
- Wendholt, Scott (* 1965), US-amerikanischer Jazztrompeter und Flügelhornist
- Wendhut, Adolf (1885–1963), deutscher Architekt

#### Wendi
- Wendig, Friedrich (1921–2005), deutscher Politiker (FDP), MdB
- Wendilgart, Adlige
- Wendimu, Eshetu (* 1986), äthiopischer Langstreckenläufer
- Wendimu, Mulugeta (* 1985), äthiopischer Mittel- und Langstreckenläufer
- Wendisch, Adolph Samuel (1821–1869), deutscher Richter und Parlamentarier
- Wendisch, Dieter (* 1953), deutscher Ruderer
- Wendisch, Günter (* 1944), deutscher Fußballspieler
- Wendisch, Harry (* 1935), deutscher Gebrauchsgrafiker
- Wendisch, Patrick (* 1957), deutscher Versicherungsunternehmer, Politiker (AFB), MdBB und Präses der Handelskammer Bremen
- Wendisch, Trak (* 1958), deutscher Künstler
- Wenditz, Joachim Hinrich Georg (1799–1888), deutscher Schiffskapitän und Politiker

#### Wendj
- Wendjebauendjed, ägyptischer General unter Psusennes I.

#### Wendk
- Wendker, Heinrich Johannes (1938–2008), deutscher Astrophysiker und Radioastronom
- Wendkos, Gina (* 1954), US-amerikanische Schriftstellerin, Theaterregisseurin und Drehbuchautorin
- Wendkos, Paul (1922–2009), US-amerikanischer Filmregisseur

#### Wendl
- Wendl, Annemarie (1914–2006), deutsche SchauspielerinAnnemarie Wendl (1914–2006)

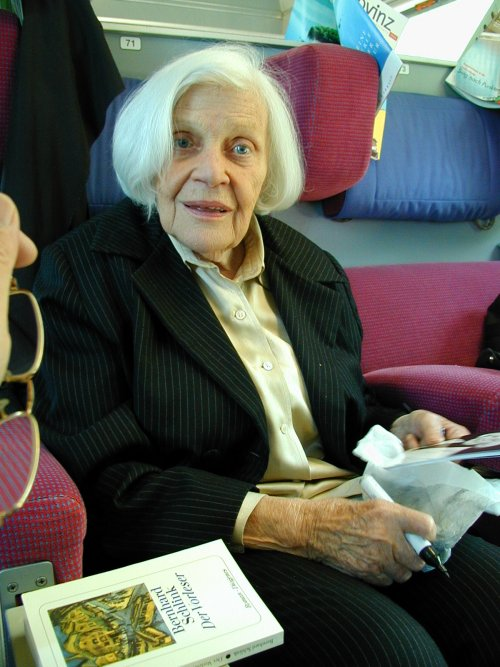
Annemarie Wendl (1914–2006)

- Wendl, Franz (1876–1963), österreichischer Politiker (SdP), Abgeordneter zum Nationalrat
- Wendl, Hans Karl (1925–2003), deutscher Gynäkologe und Anästhesiologe
- Wendl, Josef (1906–1980), deutscher Fußballspieler
- Wendl, Max (1904–1984), deutscher Maler, Grafiker und Glaskünstler
- Wendl, Michael (* 1950), deutscher Gewerkschaftsfunktionär und Politiker (SPD, Die Linke)
- Wendl, Rainer (* 1964), deutscher Jurist, Richter am Bundesfinanzhof
- Wendl, Sepp (1894–1969), österreichischer Politiker (SPÖ), Abgeordneter zum Nationalrat
- Wendl, Tobias (* 1957), deutscher Kunsthistoriker, Ethnologe, Ausstellungs- und Filmemacher
- Wendl, Tobias (* 1987), deutscher Rennrodler
- Wendland, Agnes (1891–1946), Widerstandskämpferin gegen das NS-Regime
- Wendland, Anna (1866–1955), deutsche Heimatkundlerin, Historikerin und Heimatschriftstellerin
- Wendland, Anna Veronika (* 1966), deutsche Technik- und Osteuropahistorikerin und Verfechterin von Kernkraftnutzung
- Wendland, Dieter (1950–2024), deutscher Fußballspieler
- Wendland, Dominik (* 1991), Comic-Zeichner
- Wendland, Erich (1888–1950), deutscher Buchdrucker und Politiker
- Wendland, Folkwin (1910–2006), deutscher Gärtner, Gartenarchitekt und Gartenhistoriker
- Wendland, Gerhard (1910–1986), deutscher Maler und Grafiker
- Wendland, Gerhard (1916–1996), deutscher SchlagersängerGerhard Wendland (1916–1996)

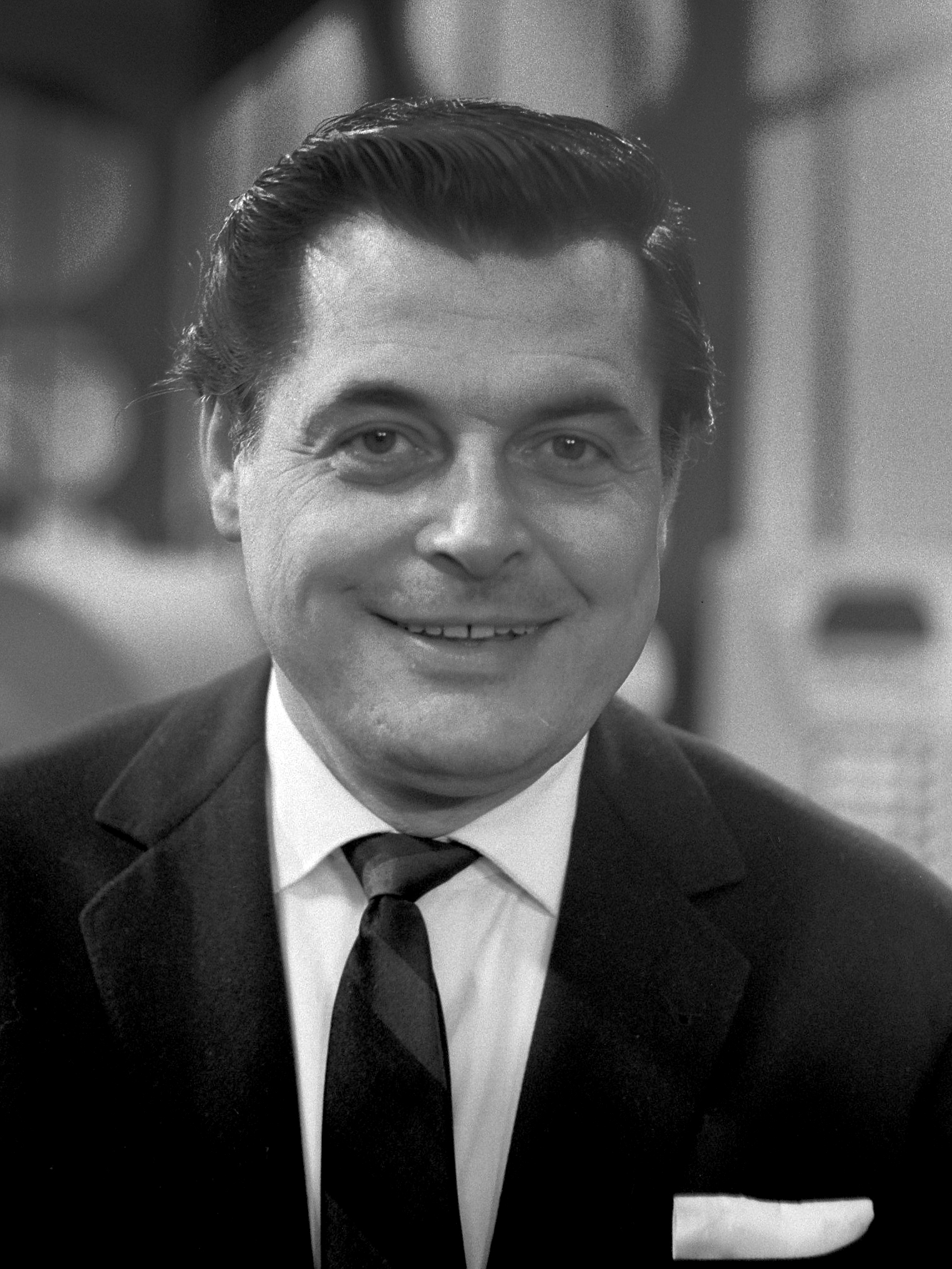
Gerhard Wendland (1916–1996)

- Wendland, Günter (1931–2003), deutscher Jurist (DDR), Generalstaatsanwalt der DDR
- Wendland, Hans (* 1880), deutscher Kunsthändler
- Wendland, Heide (* 1924), deutsche Schriftstellerin sowie Kinder- und Jugendbuchautorin
- Wendland, Heinrich Ludolph (1792–1869), deutscher Botaniker und Gartenbauer
- Wendland, Heinz-Dietrich (1900–1992), evangelischer Theologe und Sozialethiker
- Wendland, Hermann (1825–1903), deutscher Botaniker und Hofgartendirektor in Hannover-Herrenhausen
- Wendland, Holger (* 1968), deutscher Mathematiker
- Wendland, Horst (1912–1968), deutscher Generalmajor
- Wendland, Jens (* 1975), deutscher Synchronsprecher und UnternehmerJens Wendland (* 1975)

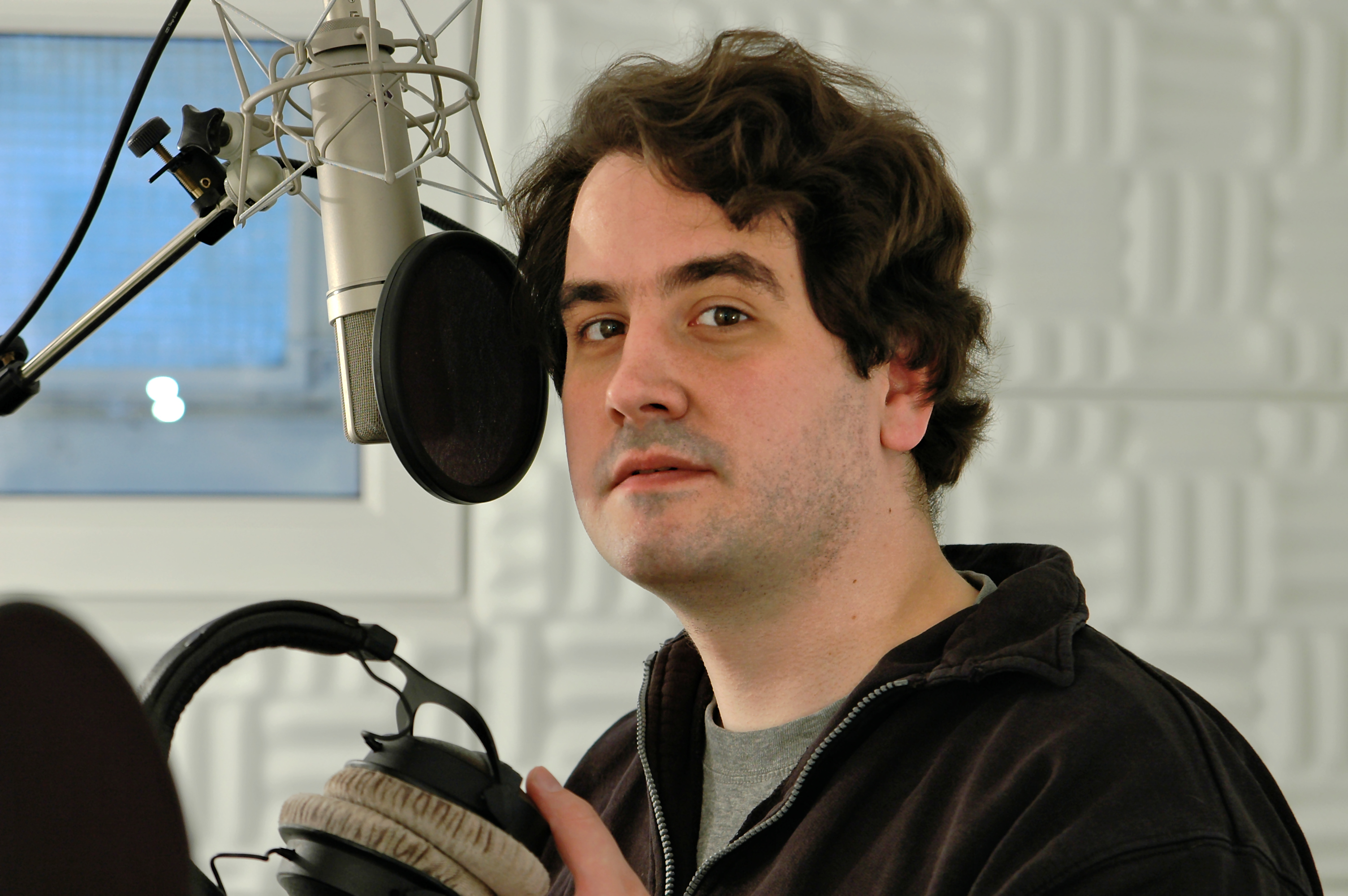
Jens Wendland (* 1975)

- Wendland, Johann Christoph (1755–1828), deutscher Botaniker und Garteninspektor
- Wendland, Johannes (1871–1947), preußischer evangelischer Geistlicher und Hochschullehrer
- Wendland, Karsten (* 1972), deutscher Informatiker
- Wendland, Katrin (* 1970), deutsche Mathematikerin
- Wendland, Manfred (1942–2016), deutscher Eishockeyspieler
- Wendland, Matthias (* 1975), deutscher Jurist
- Wendland, Mustafa (* 1992), deutscher Handballtorwart
- Wendland, Paul (1864–1915), deutscher Klassischer Philologe
- Wendland, Ruth (1913–1977), evangelische Theologin und deutsche Widerstandskämpferin gegen das NS-Regime
- Wendland, Sigurd (* 1949), deutscher Maler und Grafiker
- Wendland, Simone (* 1963), deutsche Politikerin (CDU), MdL
- Wendland, Sören (* 1985), deutscher American-Football-Spieler
- Wendland, Susanne (* 1977), deutsche Politikerin (Bündnis 90/Die Grünen), Mitglied der Bremischen Bürgerschaft
- Wendland, Tilman (* 1969), deutscher Bildhauer
- Wendland, Ulrich (1897–1957), deutscher Archivar und Historiker
- Wendland, Ulrike (* 1960), deutsche Kunsthistorikerin und Denkmalpflegerin
- Wendland, Waldemar (1873–1947), deutscher Komponist
- Wendland, Walter (1879–1952), deutscher Kirchenhistoriker
- Wendland, Winfried (1903–1998), deutscher Architekt
- Wendland, Wolfgang (* 1962), deutscher Musiker, Filmemacher, Schauspieler, Politiker (APPD, POP, SPD) und SatirikerWolfgang Wendland (* 1962)

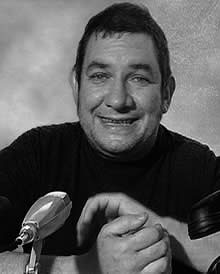
Wolfgang Wendland (* 1962)

- Wendland, York Alexander von (1907–1991), deutscher Botschafter
- Wendlandt, Gertraud (1951–2023), deutsche Bildhauerin
- Wendlandt, Götz (* 1933), deutscher Jazz- und Unterhaltungsmusiker (Bass, Piano, Komposition)
- Wendlandt, Hans (1918–1978), deutscher Fußballtrainer
- Wendlandt, Horst (1922–2002), deutscher Filmproduzent
- Wendlandt, Horst (* 1934), deutscher Fußballspieler
- Wendlandt, Kurt (1917–1998), deutscher Kunstmaler, Grafiker, Autor und Buchillustrator
- Wendlandt, Paul (1852–1916), deutscher Ornithologe
- Wendlandt, Wilhelm (1859–1935), deutscher Schriftsteller und Mitglied des Preußischen Abgeordnetenhauses
- Wendle, Annika (* 1997), deutsche Ringerin
- Wendler, Adolph Christian (1734–1794), sächsischer Jurist und Bürgermeister von Leipzig
- Wendler, Anni (* 1985), deutsche Schauspielerin und Model
- Wendler, Anton (1934–2017), österreichischer Opernsänger (Tenor)
- Wendler, Arne (* 1999), deutscher Basketballspieler
- Wendler, Christian (* 1989), deutscher Eishockeyspieler
- Wendler, Detlef (* 1949), deutscher Geistlicher, evangelischer Pfarrer, Supervisor und Autor spiritueller Bücher
- Wendler, Ekkehard (1965–2011), deutscher Verkehrsingenieur und Professor für Schienenbahnwesen und Verkehrswirtschaft an der RWTH Aachen
- Wendler, Ernst (1890–1986), deutscher Gesandter in Bolivien und Thailand, Unternehmer in Reutlingen
- Wendler, Eugen (* 1939), deutscher Wirtschaftswissenschaftler, Gründer und Leiter des Friedrich-List-Instituts in Reutlingen
- Wendler, Franz (1913–2007), deutscher Glaskünstler
- Wendler, Friedrich Moritz (1814–1872), deutscher Landschafts- und Genremaler
- Wendler, Georg (1619–1688), deutscher RechenmeisterGeorg Wendler (1619–1688)

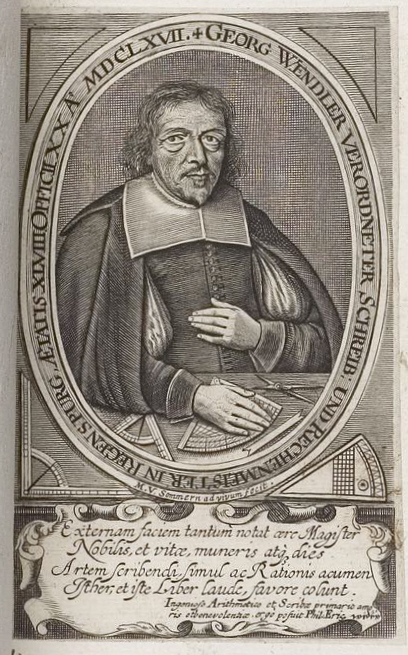
Georg Wendler (1619–1688)

- Wendler, Hans (1905–1989), deutscher Dampflokomotivkonstrukteur
- Wendler, Hansi (1912–2010), deutsche Schauspielerin
- Wendler, Hauke (* 1967), deutscher Dokumentarfilmer, Fernsehjournalist und Produzent
- Wendler, Herbert (1912–1998), deutscher Chocolatier, Erfinder des Dominosteins
- Wendler, Horst Ulrich (1926–2009), deutscher Dramatiker und Autor von Hörspielen und Fernsehspielen
- Wendler, Johann (1713–1799), deutscher Verleger, Buchhändler und Stifter
- Wendler, Kurt (1893–1980), deutscher Grafiker, Maler und Fotograf
- Wendler, Lothar (1927–2016), deutscher Kommunalpolitiker und Heimatforscher
- Wendler, Lutz (* 1957), deutscher Fußballspieler
- Wendler, Michael (1610–1671), deutscher Moralphilosoph und lutherischer Theologe
- Wendler, Michael (* 1972), deutscher Sänger und Reality-Show-TeilnehmerMichael Wendler (* 1972)

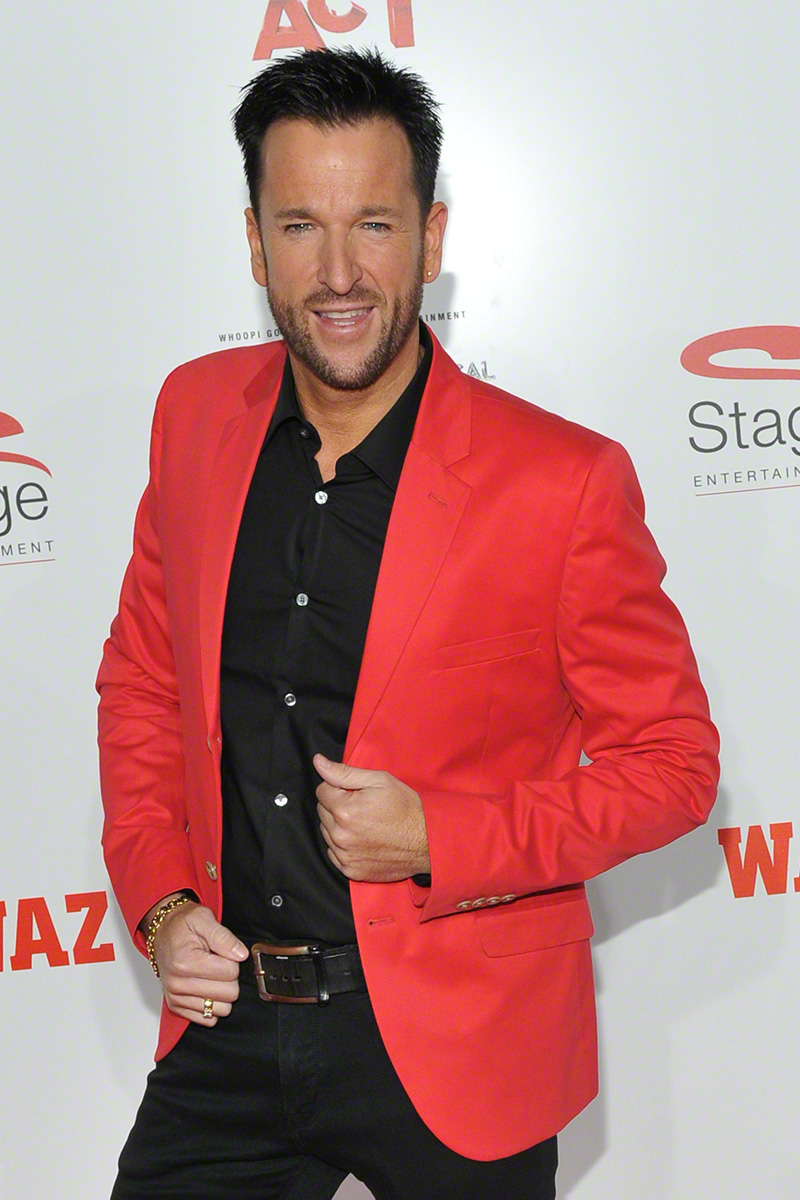
Michael Wendler (* 1972)

- Wendler, Otto (1861–1933), niederdeutscher Regional- und Heimatschriftsteller
- Wendler, Otto Bernhard (1895–1958), deutscher Pädagoge und Schriftsteller
- Wendler, Philipp (* 1991), österreichischer Fußballspieler
- Wendler, Richard (1898–1972), deutscher nationalsozialistischer Politiker
- Wendler, Simone (* 1955), deutsche Journalistin
- Wendler, Willy (* 1883), deutscher Bergmann und KPD/SED-Kulturfunktionär
- Wendling, Anton (1891–1965), deutscher Maler und Schöpfer von Kirchenfenstern
- Wendling, Copé (1890–1966), deutscher Fußballspieler
- Wendling, Dieter (* 1954), deutscher Fußballspieler
- Wendling, Dorothea (1736–1811), deutsche Opernsängerin (Sopran)
- Wendling, Elisabeth Augusta (1746–1786), deutsche Opernsängerin (Koloratursopran)
- Wendling, Elisabeth Augusta (1752–1794), deutsche Opernsängerin (Sopran)
- Wendling, Emil (1869–1941), deutscher Klassischer Philologe
- Wendling, Gustav (1862–1932), deutscher Maler der Düsseldorfer Schule
- Wendling, Jean (* 1934), französischer Fußballspieler
- Wendling, Johann Baptist (1723–1797), deutscher Komponist der Mannheimer Schule und Flötist
- Wendling, Karl (1857–1918), deutscher Pianist, Musikpädagoge und Hochschullehrer
- Wendling, Karl (1875–1962), deutscher Geiger und Hochschullehrer
- Wendling, Paul (1863–1933), deutscher Maler und Illustrator
- Wendling, René (* 1920), luxemburgischer Fußballspieler
- Wendlinger, Jonas (* 2000), österreichischer FußballspielerJonas Wendlinger (* 2000)

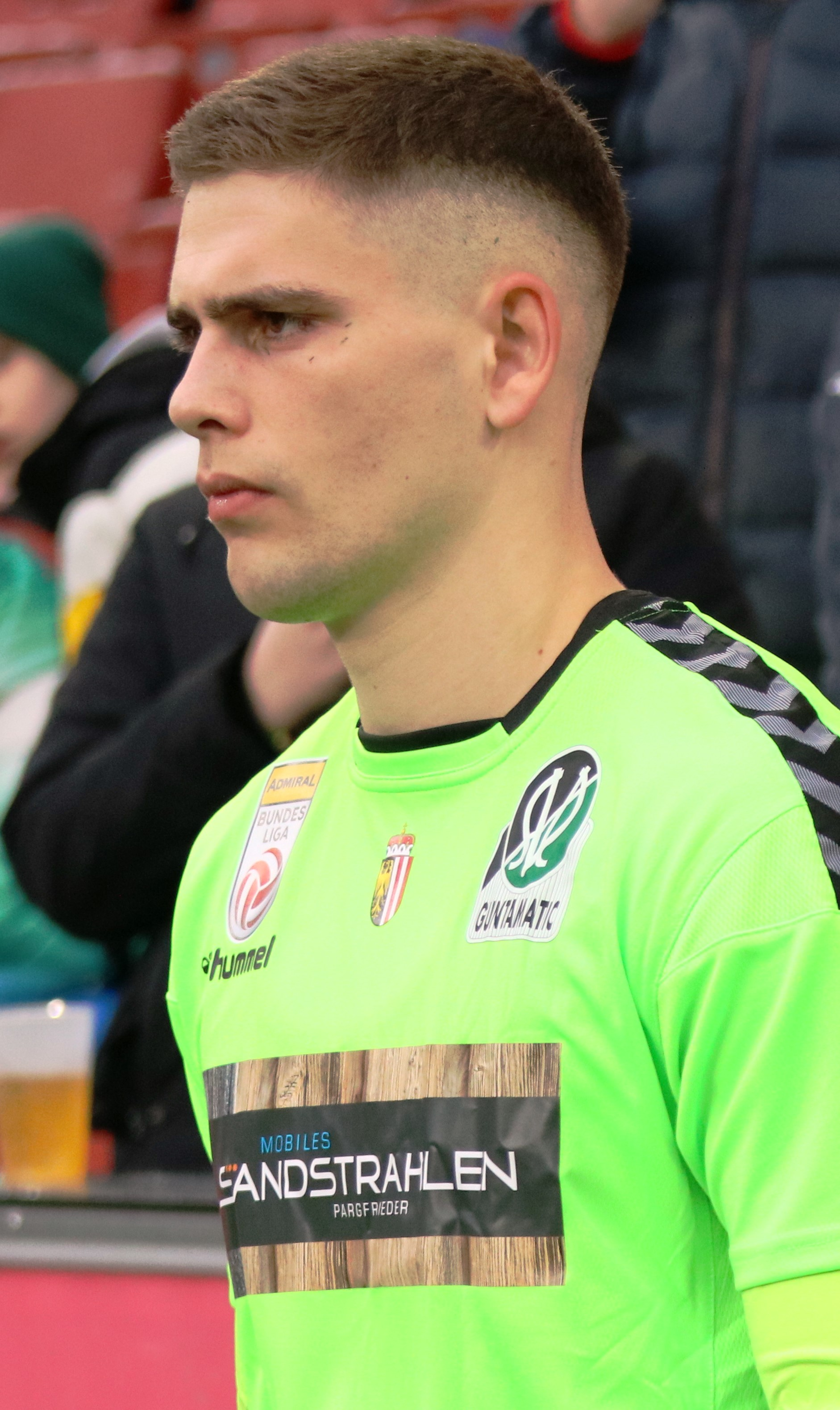
Jonas Wendlinger (* 2000)

- Wendlinger, Karl (* 1968), österreichischer Automobilrennfahrer
- Wendlinger, Stéphanie (* 1980), französische Fußballspielerin

#### Wendo
- Wendolin, Mihter (* 1987), mikronesische Leichtathletin
- Wendorf, Edelgard (* 1944), deutsche Handballtorhüterin
- Wendorf, Hermann (1891–1965), deutscher Historiker
- Wendorf, Maik (* 1965), deutscher Fußballspieler
- Wendorf, Sven (* 1972), deutscher Politiker (AfD), MdB
- Wendorff, Friedrich (1829–1907), deutscher Richter und Parlamentarier
- Wendorff, Hugo (1864–1945), deutscher Landwirt, Gutsbesitzer und Politiker (FVP, DDP, DStP), MdR
- Wendorff-Weidt, Ursula (1919–2000), deutsche Malerin, Grafikerin und Illustratorin
- Wendorp, Nikolaus, deutscher Rechtswissenschaftler, Hochschullehrer und Rektor
- Wendover, Peter H. (1768–1834), US-amerikanischer Politiker

#### Wendr
- Wendrich, Dieter (1929–1985), deutscher Fernsehregisseur
- Wendrich, Falk (* 1995), deutscher HochspringerFalk Wendrich (* 1995)

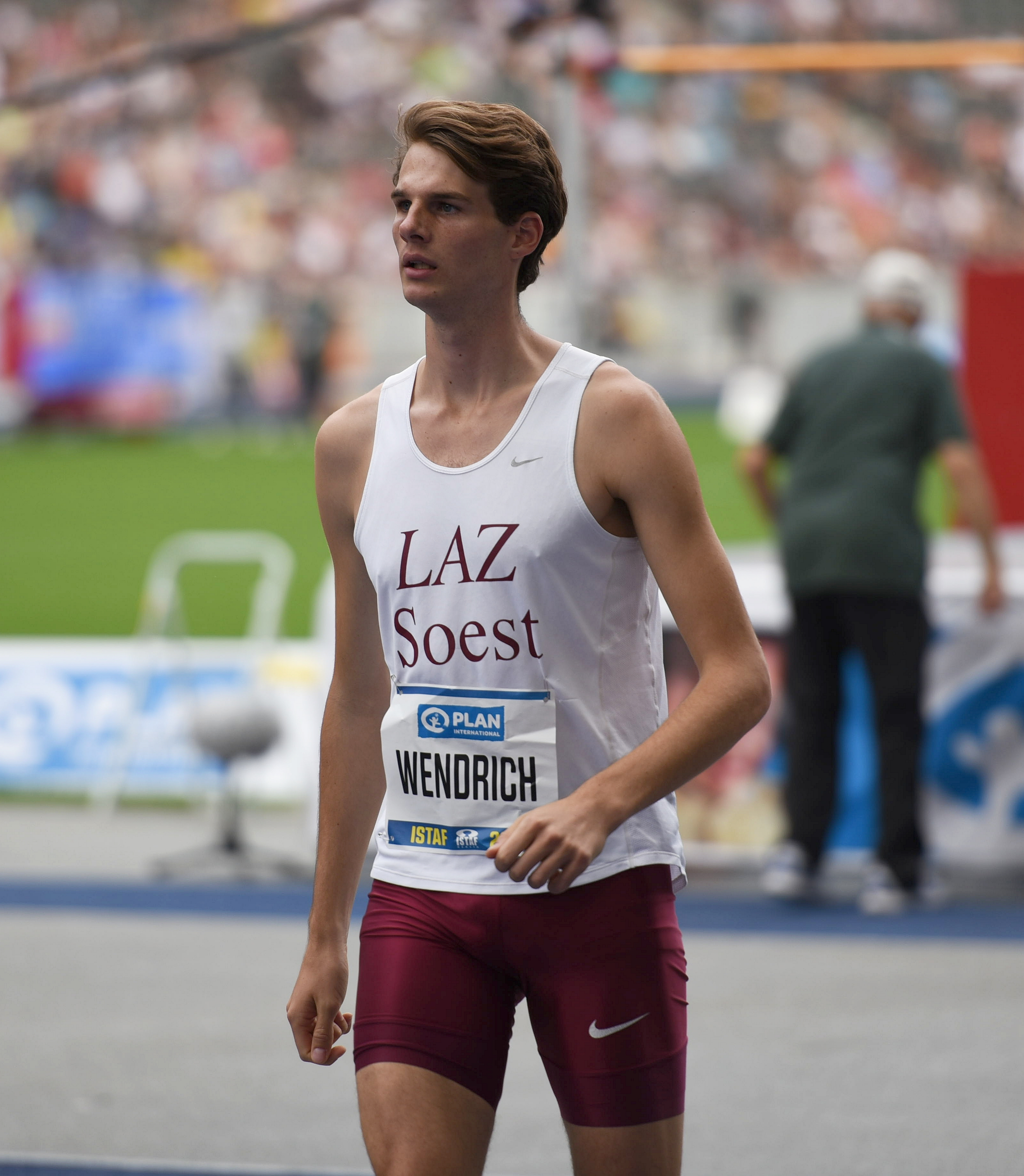
Falk Wendrich (* 1995)

- Wendrich, Thomas (* 1971), deutscher Drehbuchautor und Schauspieler
- Wendroff, Burton (* 1930), US-amerikanischer Mathematiker
- Wendroth, Ole (* 1961), deutscher Agrarwissenschaftler und Hochschullehrer

#### Wends
- Wendsche, Bert (* 1964), deutscher Kommunalpolitiker (parteilos), Oberbürgermeister von Radebeul

#### Wendt
- Wendt von Wendtenthal, Joseph (1732–1786), österreichischer Staatsbeamter
- Wendt, Adolf (1871–1953), deutscher Maler und Radierer
- Wendt, Albert (1851–1932), deutscher Oberlehrer
- Wendt, Albert (* 1939), samoanischer Dichter und Schriftsteller
- Wendt, Albert (* 1948), deutscher Dramatiker und KinderbuchautorAlbert Wendt (* 1948)

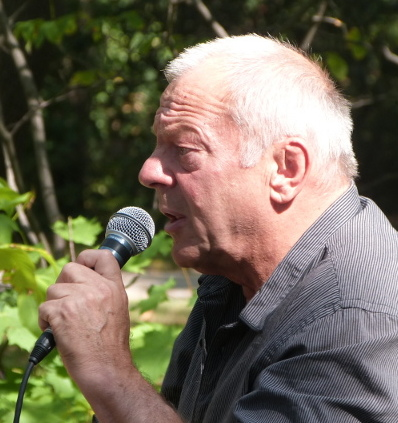
Albert Wendt (* 1948)

- Wendt, Alexander (* 1958), deutsch-US-amerikanischer Politikwissenschaftler
- Wendt, Alexander (* 1966), deutscher Journalist und Buchautor
- Wendt, Amadeus (1783–1836), deutscher Philosoph, Komponist und Musiktheoretiker
- Wendt, André (* 1971), deutscher Berufssoldat, IT-Spezialist und Politiker (AfD), MdL
- Wendt, Andreas (1952–2025), deutscher Fußballtorhüter
- Wendt, Andreas (* 1958), deutscher Manager
- Wendt, August (1861–1927), deutscher Jurist
- Wendt, August Joachim (1685–1748), deutscher evangelisch-lutherischer Geistlicher und Archidiaconus am Lübecker Dom
- Wendt, Beate (* 1971), deutsche Fußballspielerin
- Wendt, Benny (* 1950), schwedischer Fußballspieler
- Wendt, Bernd-Jürgen (1934–2025), deutscher Historiker
- Wendt, Bertha (1859–1937), deutsche Politikerin (DDP), MdHB
- Wendt, Carl (1731–1815), deutscher Arzt, Regierungsbeamter und Oberpräsident von Kiel
- Wendt, Carl (1837–1911), deutscher Theologe und Gymnasiallehrer
- Wendt, Carl (1887–1936), deutscher Politiker (SPD), MdL
- Wendt, Carl Friedrich (1912–1988), deutscher Psychiater und Hochschullehrer, Beteiligter der NS-Euthanasieforschung
- Wendt, Carl Friedrich von (1748–1825), Palastbischof von Kassel im Königreich Westphalen
- Wendt, Carl Hubert von (1832–1903), deutscher Gutsbesitzer und Politiker (Zentrum), MdR
- Wendt, Christian, deutscher Orgelbauer
- Wendt, Christian (* 1976), deutscher Althistoriker
- Wendt, Christoph (1658–1719), deutscher evangelisch-lutherischer Geistlicher, Senior des Geistlichen Ministeriusm in Lübeck
- Wendt, Claus (* 1968), deutscher Soziologe
- Wendt, Conrad Freiherr von (1872–1945), deutscher Adliger
- Wendt, Dietrich von, Domherr in Münster
- Wendt, Dirk (* 1935), deutscher Psychologe
- Wendt, Eckhard (1947–2022), deutscher Basketballspieler
- Wendt, Elisabeth (1906–1980), deutsche Schauspielerin
- Wendt, Ell (1896–1944), deutsche Schriftstellerin
- Wendt, Emil (1895–1944), deutscher Kommunist und Opfer der NS-Justiz
- Wendt, Eric, US-amerikanischer Offizier, Generalleutnant der US-Army
- Wendt, Erich (1902–1965), deutscher Verlagsleiter und Politiker (KPD, Kulturbund), MdV, StaatssekretärErich Wendt (1902–1965)

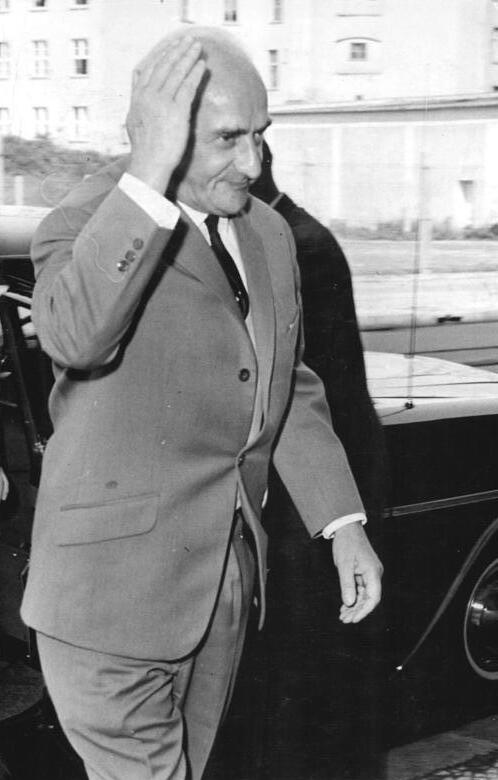
Erich Wendt (1902–1965)

- Wendt, Erika (1917–2003), deutsche Sekretärin und Spionin für Schweden gegen Deutschland während des Zweiten Weltkrieges
- Wendt, Ernst (1876–1946), deutscher Regisseur, Drehbuchautor und Schauspieler bei Bühne und Film
- Wendt, Ernst (1937–1986), deutscher Theaterregisseur
- Wendt, Erwin (1900–1951), deutscher Maler
- Wendt, François Willi (1909–1970), französischer Maler des Informel
- Wendt, Franz Karl von (1675–1748), kurhannoverscher General
- Wendt, Friedrich von (1738–1818), deutscher Mediziner
- Wendt, Georg (1889–1948), deutscher Politiker (SPD, SED), MdR
- Wendt, Georg Gerhard (1921–1987), deutscher Humangenetiker
- Wendt, George (1948–2025), US-amerikanischer SchauspielerGeorge Wendt (1948–2025)

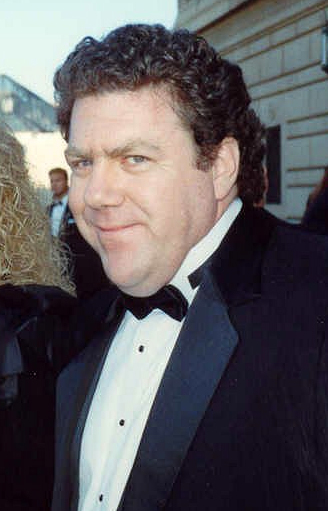
George Wendt (1948–2025)

- Wendt, Gerd (* 1945), deutscher Badmintonspieler
- Wendt, Gregory (* 1963), US-amerikanischer Basketballspieler
- Wendt, Guenter (1923–2010), deutsch-amerikanischer Raketentechniker und Raumfahrtpionier
- Wendt, Guido (* 1976), deutscher Betriebswirt und politischer Beamter (CDU)
- Wendt, Gunna (* 1953), deutsche Schriftstellerin, Ausstellungsmacherin
- Wendt, Günther (1908–1971), deutscher Maler, Grafiker, Chronist und Museumsdirektor
- Wendt, Günther (1931–2017), deutscher Offizier, Generalmajor der NVA
- Wendt, Gustav (1827–1912), deutscher Lehrer und Schulleiter
- Wendt, Gustav (1848–1933), deutscher Lehrer und Politiker (DFP), MdR
- Wendt, Hans (1878–1922), deutscher Schriftsteller
- Wendt, Hans (1930–2008), deutscher Unternehmer
- Wendt, Hans Friedrich (1903–1984), deutscher Offizier und politischer Aktivist
- Wendt, Hans Hinrich (1853–1928), deutscher evangelischer Theologe
- Wendt, Hans-Richard (1908–1975), deutscher Windjammer-Kapitän und Kap Hoornier
- Wendt, Harro (1918–2006), deutscher Psychiater und Psychotherapeut
- Wendt, Hauke (* 1975), deutscher Dirigent, Musiker und Theaterproduzent
- Wendt, Heinrich (1605–1683), niedersächsischer Chronist
- Wendt, Heinrich (1866–1946), deutscher Archivar
- Wendt, Heinrich Wilhelm von († 1703), Dompropst in Minden und Domherr in verschiedenen Bistümern
- Wendt, Heinz Friedrich (1914–2006), deutscher Sprachwissenschaftler und Lektor
- Wendt, Herbert (1913–2005), deutscher Chirurg und Hochschullehrer
- Wendt, Herbert (1914–1979), deutscher Schriftsteller
- Wendt, Hermann (1884–1971), deutscher Politiker (CDU), MdL
- Wendt, Hermann (1909–1940), deutscher Kriegshistoriker
- Wendt, Hermann Friedrich (1838–1875), deutscher Mediziner und Hochschullehrer
- Wendt, Horst (1933–2013), deutscher Gebrauchsgrafiker und Illustrator
- Wendt, Ingeborg (1917–1989), deutsche Kinderbuchautorin
- Wendt, Irmela (1916–2012), deutsche Kinderbuchautorin und Übersetzerin
- Wendt, Joachim (* 1939), deutscher Fußballspieler
- Wendt, Joachim (* 1962), österreichischer Fechter
- Wendt, Joachim Christopher (1693–1764), deutscher evangelisch-lutherischer Geistlicher
- Wendt, Johann (1578–1664), Görlitzer Bürgermeister
- Wendt, Johann (1777–1845), deutscher Arzt, Professor und Rektor der Universität Breslau
- Wendt, Johann Baptist de (1650–1716), Stadtkommandant von München (1705)
- Wendt, Johann Nepomuk (1745–1801), böhmischer Oboist und Komponist
- Wendt, Johann Wilhelm (1747–1815), deutscher Baumeister und Maler
- Wendt, Johann Wilhelm (1802–1847), deutscher Kapitän, Entdecker und Erfinder
- Wendt, Johannes (* 1939), deutscher Historiker und Kulturjournalist
- Wendt, Joja (* 1964), deutscher Jazz-Pianist und KomponistJoja Wendt (* 1964)

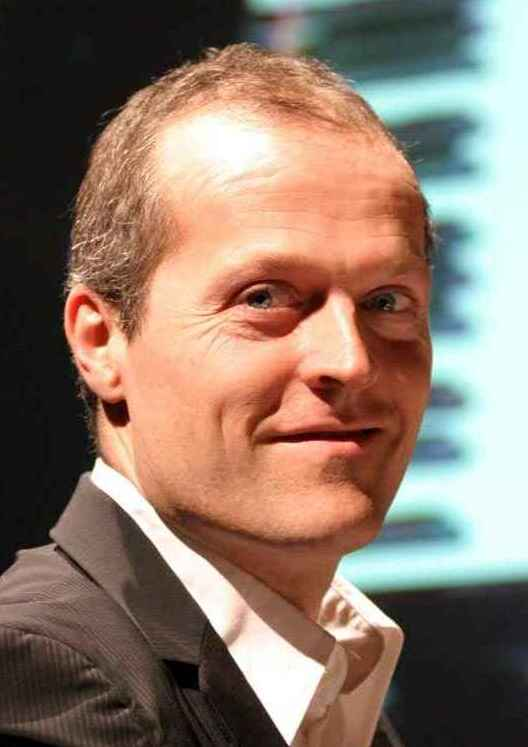
Joja Wendt (* 1964)

- Wendt, Julia Bracken (1868–1942), US-amerikanische Bildhauerin
- Wendt, Karl (1869–1942), deutscher Theologe, Volksschullehrer, Schulleiter und Heimatforscher
- Wendt, Karl (1874–1952), deutscher Ingenieur und VDI-Vorsitzender
- Wendt, Karl Franz (1904–1933), deutscher Nachrichtenmann
- Wendt, Karl von (1937–2006), deutscher Autorennfahrer und Unternehmer
- Wendt, Klaus (* 1957), deutscher Physiker
- Wendt, Kurt (1920–2012), deutscher Maler und Bühnenbildner
- Wendt, Kurto (* 1965), österreichischer Autor und Journalist
- Wendt, Lars (* 1992), deutscher Basketballspieler
- Wendt, Lionel (1900–1944), sri-lankischer Pianist, Fotograf, Regisseur und Kritiker
- Wendt, Margarete (1887–1979), deutsche Künstlerin, Designerin und Unternehmerin
- Wendt, Margo (1907–1978), russischstämmige deutsche Malerin und Grafikerin
- Wendt, Margret (* 1955), deutsche Politikerin (AfD), MdL
- Wendt, Maria (1876–1961), deutsche Schauspielerin
- Wendt, Marian (* 1985), deutscher Politiker (CDU), MdBMarian Wendt (* 1985)

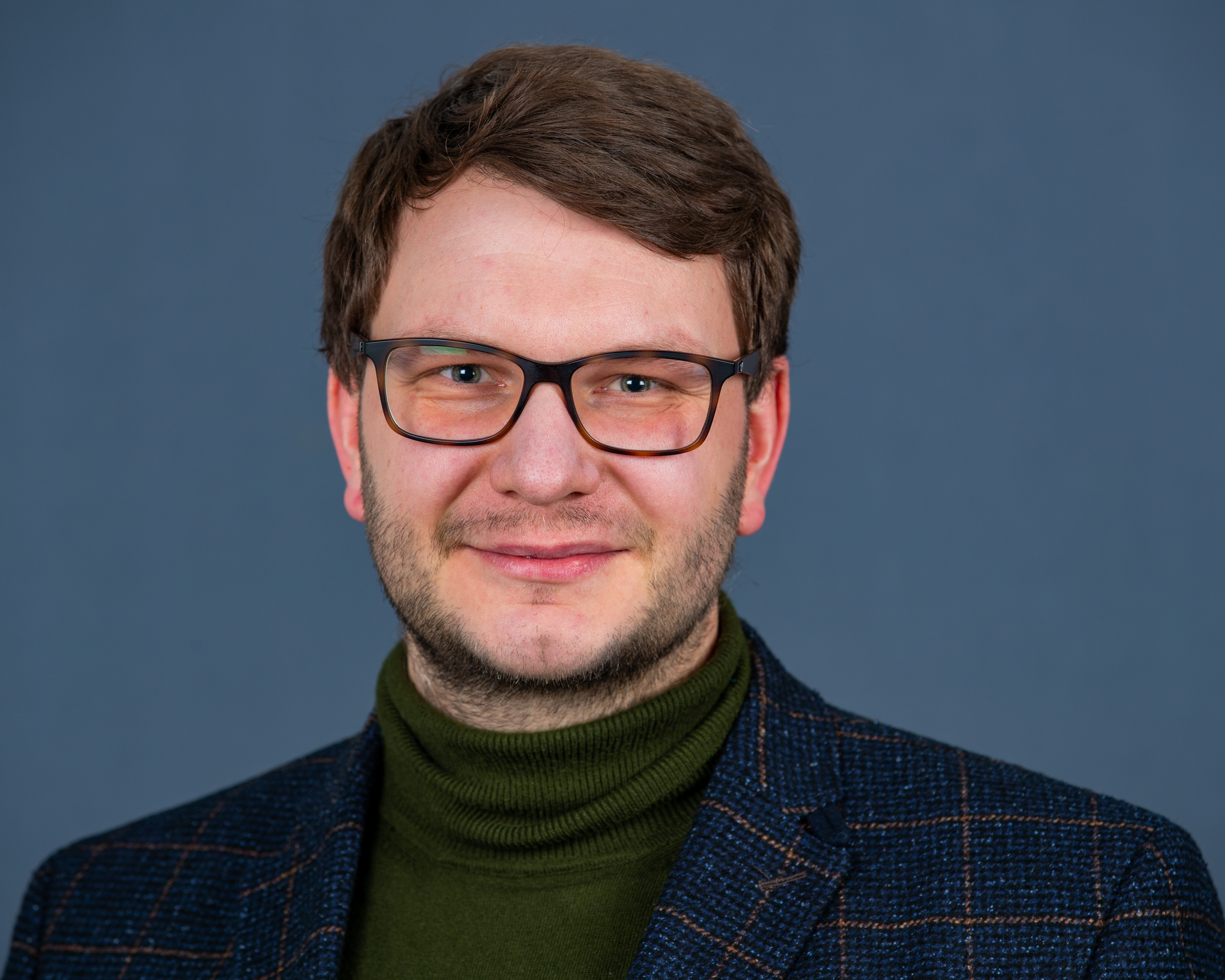
Marian Wendt (* 1985)

- Wendt, Marianne (* 1974), deutsche Autorin, Regisseurin und Dramaturgin
- Wendt, Marisa (* 1984), deutsche Schriftstellerin
- Wendt, Martin (1886–1947), deutscher Politiker (NSDAP), MdR, MdL
- Wendt, Martin (1935–2010), deutscher Politiker (SPD), MdB
- Wendt, Mathilde (1838–1927), deutsche Musiklehrerin
- Wendt, Michael (* 1955), deutscher Jurist und Vorsitzender Richter am Bundesfinanzhof
- Wendt, Michael (1955–2011), deutscher Politiker (Bündnis 90/Die Grünen), MdA
- Wendt, Nevio (* 2006), deutscher Schauspieler
- Wendt, Ole (* 1992), deutscher Basketballspieler
- Wendt, Olga (1896–1991), deutsche Künstlerin und Designerin
- Wendt, Oscar (* 1985), schwedischer FußballspielerOscar Wendt (* 1985)

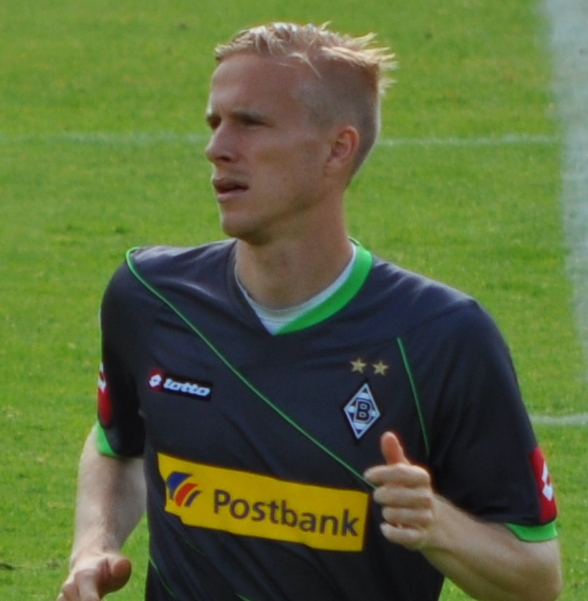
Oscar Wendt (* 1985)

- Wendt, Otto (1846–1911), deutscher Rechtswissenschaftler
- Wendt, Otto (1861–1934), deutscher Schauspieler und Regisseur
- Wendt, Otto (1889–1969), deutscher Politiker
- Wendt, Otto (1902–1984), deutscher Jurist und Politiker (GB/BHE), MdL
- Wendt, Paul (1913–1995), deutscher Maler, Grafiker und Bildhauer
- Wendt, Paul Jaromar (1840–1919), deutscher Kaufmann und Schriftsteller
- Wendt, Rainer (* 1956), deutscher Polizist, Bundesvorsitzender der Deutschen Polizeigewerkschaft, AutorRainer Wendt (* 1956)

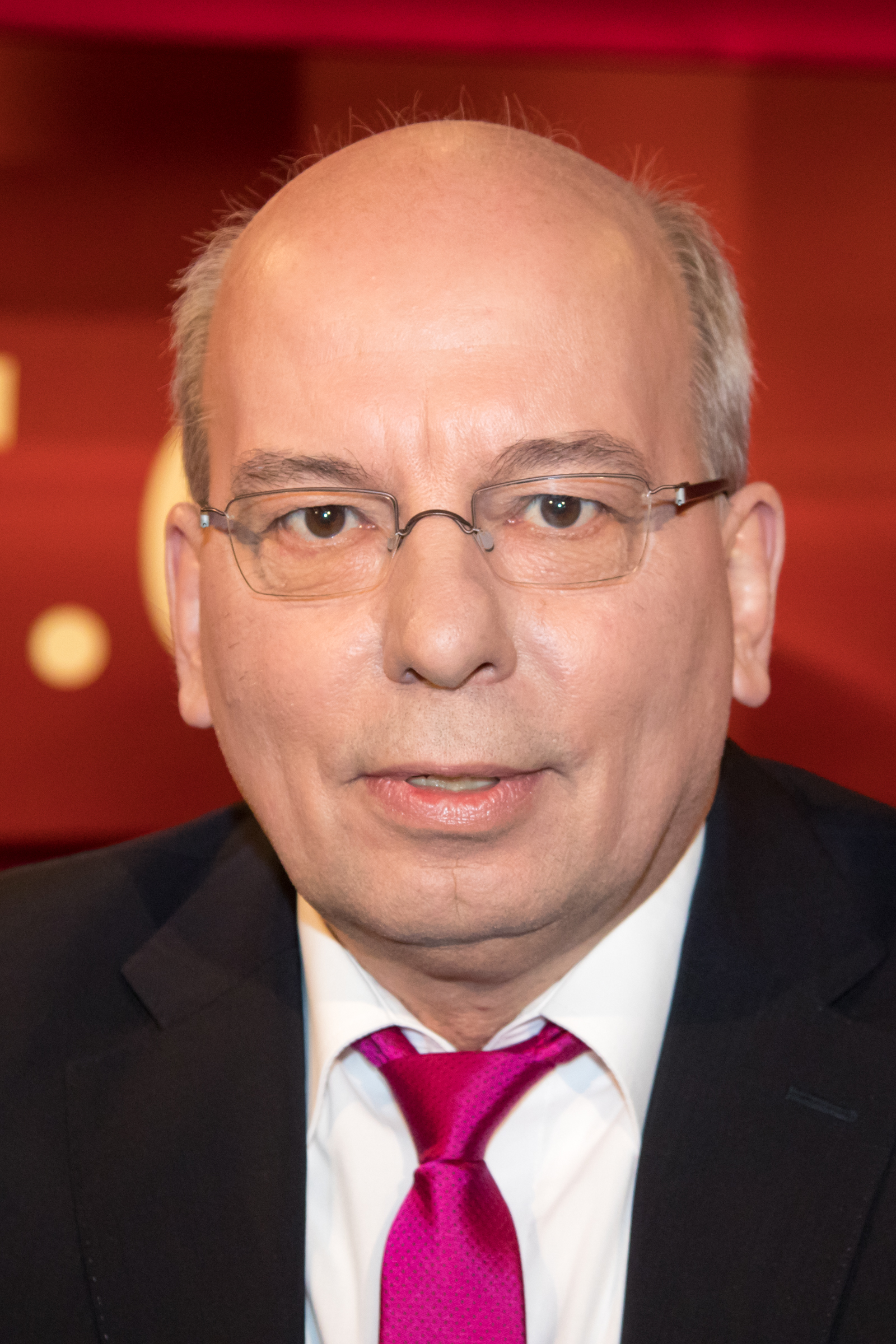
Rainer Wendt (* 1956)

- Wendt, Reinhard (* 1949), deutscher Historiker und Hochschullehrer
- Wendt, Roland (* 1949), deutscher Jurist, ehemaliger Richter am Bundesgerichtshof
- Wendt, Rudolf (* 1945), deutscher Jurist
- Wendt, Siegfried (1901–1966), deutscher Wirtschaftswissenschaftler und Hochschullehrer
- Wendt, Siegfried (* 1940), deutscher Informatiker und Hochschullehrer
- Wendt, Tanja de (* 1967), deutsche Stuntfrau und Schauspielerin
- Wendt, Tim (* 1997), deutscher Handballspieler
- Wendt, Ulrich (1855–1936), deutscher Architekt, Baubeamter und Direktor der Reichsdruckerei
- Wendt, Ulrich (* 1945), deutscher Politiker (CDU), MdL Baden-Württemberg, Oberbürgermeister von Baden-Baden
- Wendt, Ulrich Kodjo (* 1962), deutscher Filmkomponist und Musiker
- Wendt, Volker (1945–2016), deutscher Maler und Grafiker und Hochschullehrer
- Wendt, Walter (* 1907), deutscher Personalchef der Erla-Maschinenwerke
- Wendt, Wilhelm von, Domherr in Münster
- Wendt, Willi (* 1854), deutscher Gartengestalter und Gartenbaudirektor in Berlin
- Wendt, William (1865–1946), deutsch-amerikanischer Landschaftsmaler
- Wendt, Willy (1906–1967), deutscher Politiker (SPD), MdL
- Wendt, Wolf Rainer (* 1939), deutscher Sozialwissenschaftler und Sozialarbeiter/Sozialpädagoge
- Wendt, Wolfgang, deutscher Ingenieur
- Wendt-Kummer, Elke (* 1941), deutsche Dokumentarfilmerin
- Wendt-Walther, Ursula (1934–2016), deutsche Opernsängerin (Sopran)
- Wendtlandt, Elfriede (1877–1960), deutsche Gebrauchsgrafikerin und Illustratorin
- Wendtner, Clemens (* 1965), Chefarzt der Infektiologie an der München Klinik Schwabing
- Wendtoin, Ezé (* 1991), burkinisch-deutscher Aktivist, Musiker und LiedermacherEzé Wendtoin (* 1991)

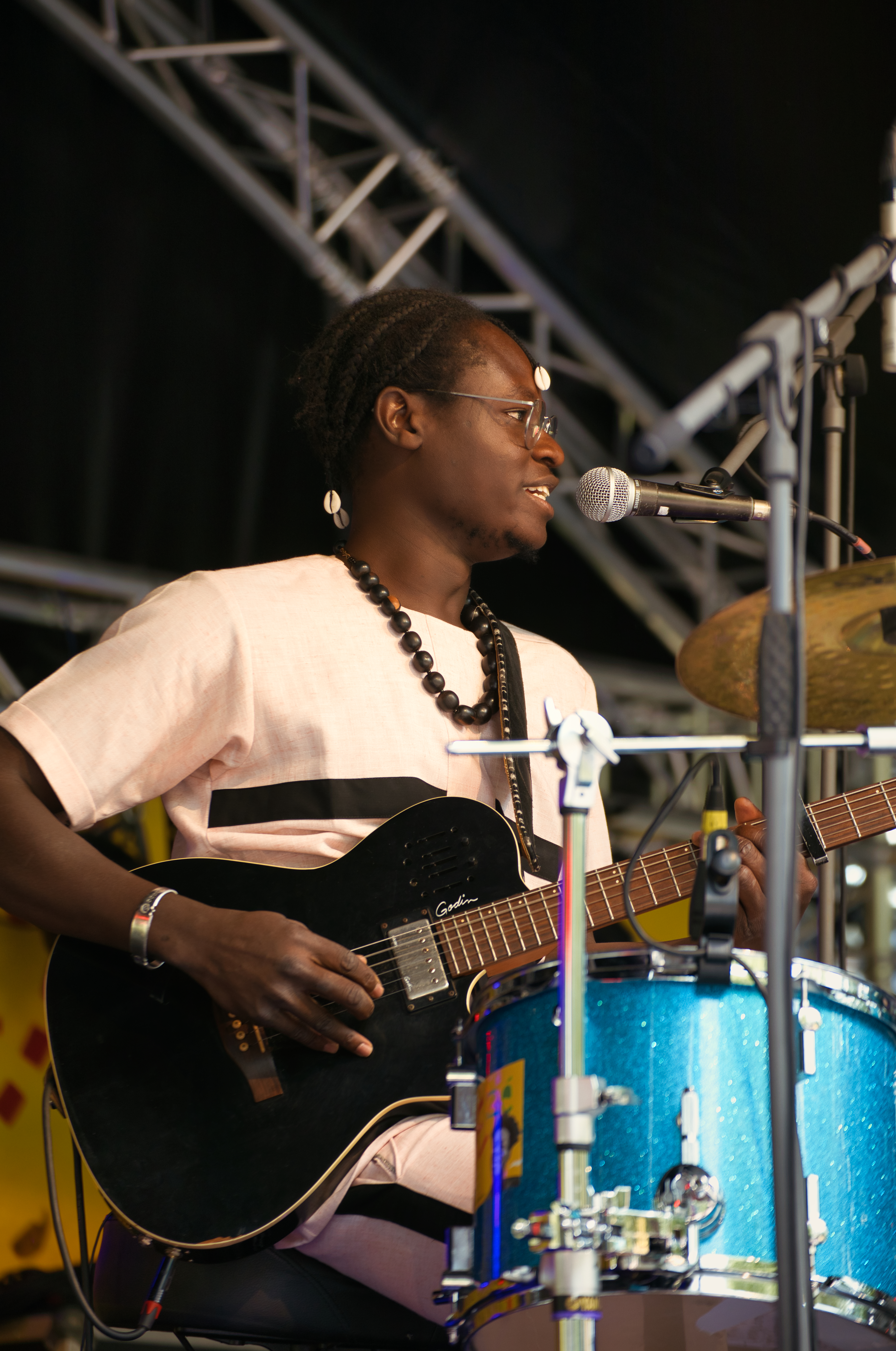
Ezé Wendtoin (* 1991)

- Wendtseisen, Johann († 1689), steirischer Hexenrichter und Hexenschriftsteller

#### Wendy
- Wendy (* 1994), südkoreanische Sängerin

#### Wendz
- Wendzel, Steffen (* 1984), deutscher Autor von IT-Büchern
- Wendzinski, Gerhard (* 1935), deutscher Politiker (SPD), MdL

### Wene
- Wene, Elmer H. (1892–1957), US-amerikanischer Politiker
- Wenedikow, Iwan (1916–1997), bulgarischer Archäologe und Historiker
- Wenediktow, Alexei Alexejewitsch (* 1955), russischer Journalist und Hörfunkmoderator
- Wenediktowa, Iryna (* 1978), ukrainische Juristin, Generalstaatsanwältin und Botschafterin
- Weneg, ägyptischer Pharao der 2. Dynastie
- Wenegbu, Pharao der altägyptischen Prädynastik
- Wenennefer, ägyptischer Beamter unter Nektanebos I.
- Wenes, Aristarch Wiktorowitsch (* 1989), russischer Schauspieler
- Weneskoski, Gerda (1892–1984), finnische Pianistin und Musikpädagogin
- Weneskoski, Ilmari (1882–1976), finnischer Geiger, Dirigent und Musikpädagoge
- Wenew, Stojan (1904–1989), bulgarischer Maler, Karikaturist und Grafiker
- Wenewa-Mateewa, Wenelina (* 1974), bulgarische Hochspringerin
- Wenewitinow, Dmitri Wladimirowitsch (1805–1827), russischer Dichter und Philosoph der Romantik
- Wenezianow, Alexei Gawrilowitsch (1780–1847), russischer Maler

### Weng
- Weng To (* 1991), taiwanischer Eishockeyspieler und -trainer
- Weng Tojirakarn (* 1951), thailändischer Politiker
- Weng Weng (1957–1992), philippinischer Schauspieler, insbesondere Kampfkunstdarsteller
- Weng, Bin (* 1983), US-amerikanischer Pokerspieler
- Weng, Christina (* 1961), deutsche Politikerin (SPD), MdL
- Weng, Gerd (1916–1988), deutscher Politiker (CDU), MdL
- Weng, Gustav (1869–1945), deutscher Schriftsteller, Dramatiker und Lyriker
- Weng, Heidi (* 1991), norwegische SkilangläuferinHeidi Weng (* 1991)

Heidi Weng (* 1991)

- Weng, Jude, US-amerikanische Fernsehregisseurin, Drehbuchautorin und Filmproduzentin
- Weng, Kerstin, deutsche Journalistin
- Weng, Lotta Udnes (* 1996), norwegische Skilangläuferin
- Weng, Steffen (* 1986), deutscher Basketballspieler
- Weng, Tiril Udnes (* 1996), norwegische Skilangläuferin
- Weng, Wolfgang (* 1942), deutscher Politiker (FDP), MdB
- Weng, Yangning (* 2006), chinesische Skispringerin
- Wengård, Ulf (1927–2003), norwegischer Schauspieler
- Wengberg, Emma (* 1987), schwedische Badmintonspielerin
- Wengberg, Lars (* 1952), schwedischer Badmintonspieler
- Wengberg, Rasmus (* 1974), schwedischer Badmintonspieler
- Wenge zu Beck, Levin Johann von (1772–1822), Domherr in Münster
- Wenge, Clemens August von der (1740–1818), kölnischer Generalleutnant, Geheimrat, Oberjägermeister
- Wenge, Franz von der (1707–1788), deutscher Kanoniker
- Wenge, Friedrich Florenz Raban von der (1702–1775), Offizier in kurkölnischen, kaiserlichen, paderbornischen und münsterischen Diensten
- Wenge, Jürgen (* 1962), deutscher Geistlicher, Generalvikar des Katholischen Bistums der Alt-Katholiken in Deutschland
- Wenge-Wulffen, Ludolf von (1820–1903), preußischer Offizier und Landrat
- Wengel, Julius (1865–1934), deutsch-französischer Genre- und Landschaftsmaler
- Wengeler, Martin (* 1960), deutscher Germanist und Hochschullehrer
- Wengels, Margarete (1856–1931), deutsche Sozialistin
- Wengels, Robert (1852–1930), sozialdemokratischer Politiker
- Wengen, Daniel F. à (* 1957), Schweizer HNO-Arzt und Erfinder
- Wengen, Friedrich von der (1838–1912), deutscher Militärschriftsteller
- Wengen, Johann Jakob à (1814–1875), Schweizer Architekt des Historismus
- Wengen, Stefan à (* 1964), Schweizer Maler und Zeichner
- Wengenmayer, Franz (1926–2021), deutscher Fußballschiedsrichter
- Wengenmayr, Ralf (* 1965), deutscher Filmkomponist
- Wengenmayr, Roland (* 1962), deutscher Wissenschaftsjournalist
- Wengenmeier, Richard (1928–2002), deutscher Landespolitiker (CSU), MdL
- Wengenroth, Patrick (* 1976), deutscher Hörspielautor, Regisseur, Schauspieler und Hörspielsprecher
- Wengenroth, Ulrich (1949–2025), deutscher Historiker
- Wengenroth, Wolfgang (* 1975), deutscher Dirigent
- Wenger, Adolf (1893–1944), österreichischer Zugführer und Opfer des NS-Regimes
- Wenger, Alex (* 1975), Schweizer Multimedia-Künstler und Autor
- Wenger, Andreas (* 1964), Schweizer Politikwissenschaftler
- Wenger, Andrew (* 1990), US-amerikanischer Fußballspieler
- Wenger, Arsène (* 1949), französischer Fußballtrainer und -funktionärArsène Wenger (* 1949)

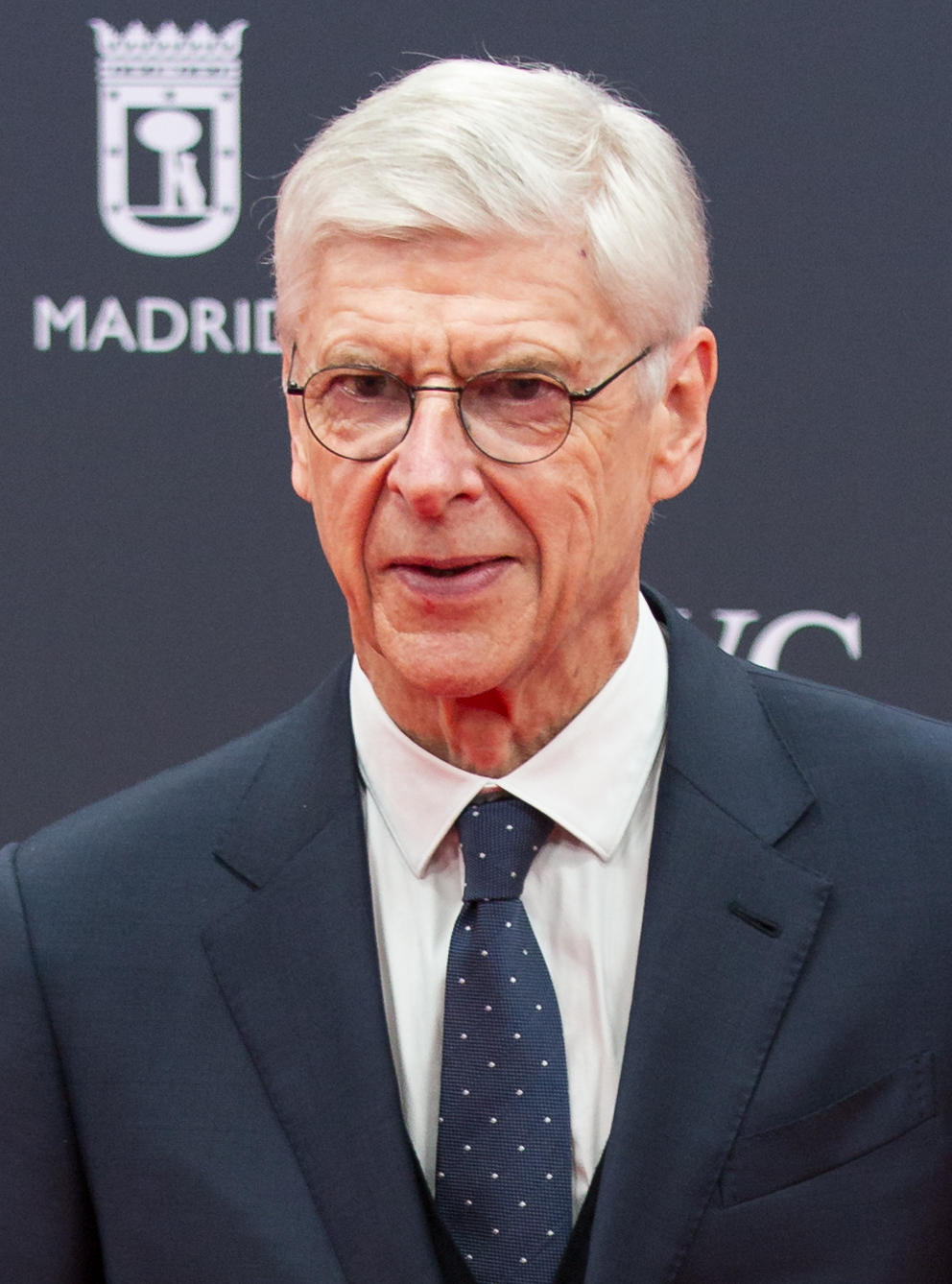
Arsène Wenger (* 1949)

- Wenger, Bernhard (* 1992), österreichischer Filmregisseur und Drehbuchautor
- Wenger, Brahm (* 1953), kanadischer Komponist
- Wenger, Christian (* 1925), Schweizer Skilangläufer
- Wenger, Claudia (* 2001), österreichische Fußballspielerin
- Wenger, Clemens (* 1982), österreichischer Musiker (Piano, Akkordeon, Live-Elektronik, Komposition)
- Wenger, Damien (* 2000), Schweizer Tennisspieler
- Wenger, Dieter (1940–2025), deutscher Dekorateur, Bildhauer und Wagenbauer
- Wenger, Ekkehard (* 1952), deutscher Wirtschaftswissenschaftler
- Wenger, Emanuel (* 1953), österreichischer Informatiker und Wasserzeichenforscher
- Wenger, Emmerich (1902–1973), österreichischer Politiker (SPÖ), Landtagsabgeordneter
- Wenger, Erich (1912–1978), deutscher Gestapo-Mitarbeiter und bundesdeutscher Ermittler im Bundesamt für Verfassungsschutz
- Wenger, Ernst (1926–2022), Schweizer Eishockeyspieler und -trainer
- Wenger, Esther (* 1958), deutsche Fernsehregisseurin und -produzentin
- Wenger, Étienne (* 1952), Schweizer Sozialforscher
- Wenger, Franz (* 1950), österreichischer Politiker (ÖVP), Mitglied des Bundesrates
- Wenger, Georg Philipp (1701–1763), deutscher Baumeister
- Wenger, Georges (* 1947), Schweizer darstellender Künstler
- Wenger, Günter (* 1940), deutscher Brigadegeneral der Bundeswehr
- Wenger, Heinz (1939–2018), deutscher Politiker (CSU), MdL
- Wenger, Josef (1840–1903), österreichischer Politiker
- Wenger, Joseph N. (1901–1970), US-amerikanischer Konteradmiral der United States Navy
- Wenger, Jürg, Schweizer Skeletonpilot
- Wenger, Karin (* 1979), Schweizer Journalistin
- Wenger, Kilian (* 1990), Schweizer Schwinger
- Wenger, Klaus (1947–2012), deutscher Journalist, Geschäftsführer von ARTE Deutschland und ARTE-Koordinator der ARD
- Wenger, Lauren (* 1984), US-amerikanische Wasserballspielerin
- Wenger, Leopold (1874–1953), österreichischer Rechtshistoriker
- Wenger, Lisa (1858–1941), Schweizer Künstlerin, Kinderbuchautorin und Malerin
- Wenger, Livio (* 1993), Schweizer Inline-Speedskater und Eisschnellläufer
- Wenger, Louis (1809–1861), Schweizer Architekt und Politiker, Ständerat
- Wenger, Nelly (* 1955), Generaldirektorin der Schweizer Landesausstellung Expo.02
- Wenger, Otto (1910–1999), Schweizer Arzt, Unternehmensleiter und Politiker
- Wenger, Otto Paul (1919–1981), Schweizer Münzhändler, Numismatiker und Amateurodonatologe
- Wenger, Paul Wilhelm (1912–1983), deutscher Journalist und Publizist
- Wenger, Percy (1918–1992), Schweizer Grafikdesigner, Plakatkünstler und Verleger
- Wenger, Rico (1944–2002), Schweizer Politiker
- Wenger, Robert (1886–1922), deutscher Physiker
- Wenger, Rosalia (1906–1989), Schweizer Autorin
- Wenger, Rudolf (1831–1899), Schweizer Theologe und Pfarrer
- Wenger, Ruth (1897–1994), Schweizer Sängerin, Ehefrau von Hermann Hesse und später Erich Haußmann
- Wenger, Susanne (1915–2009), österreichische Künstlerin und Yoruba-Priesterin
- Wenger, Théo (1868–1928), Schweizer Messerfabrikant
- Wenger, Ulrich (* 1944), Schweizer Skilangläufer
- Wenger, Walter (1906–1983), deutscher Grafiker und Illustrator
- Wenger, Walter (1911–1990), Schweizer Ringer
- Wenger, Wolfgang (* 1962), österreichischer Schriftsteller
- Wenger-Reymond, Amélie (* 1987), schweizerische Telemarkerin
- Wengeroff, Pauline (1833–1916), russische Autorin
- Wengert, Joseph (1835–1896), deutscher Geistlicher, Redakteur und Politiker (Zentrum), MdR
- Wengert, Julius (1871–1925), deutscher Komponist und Liederdichter
- Wengert, Nina (* 1984), deutsche Riemenruderin
- Wengert, Paul (* 1952), deutscher Politiker (SPD), MdLPaul Wengert (* 1952)

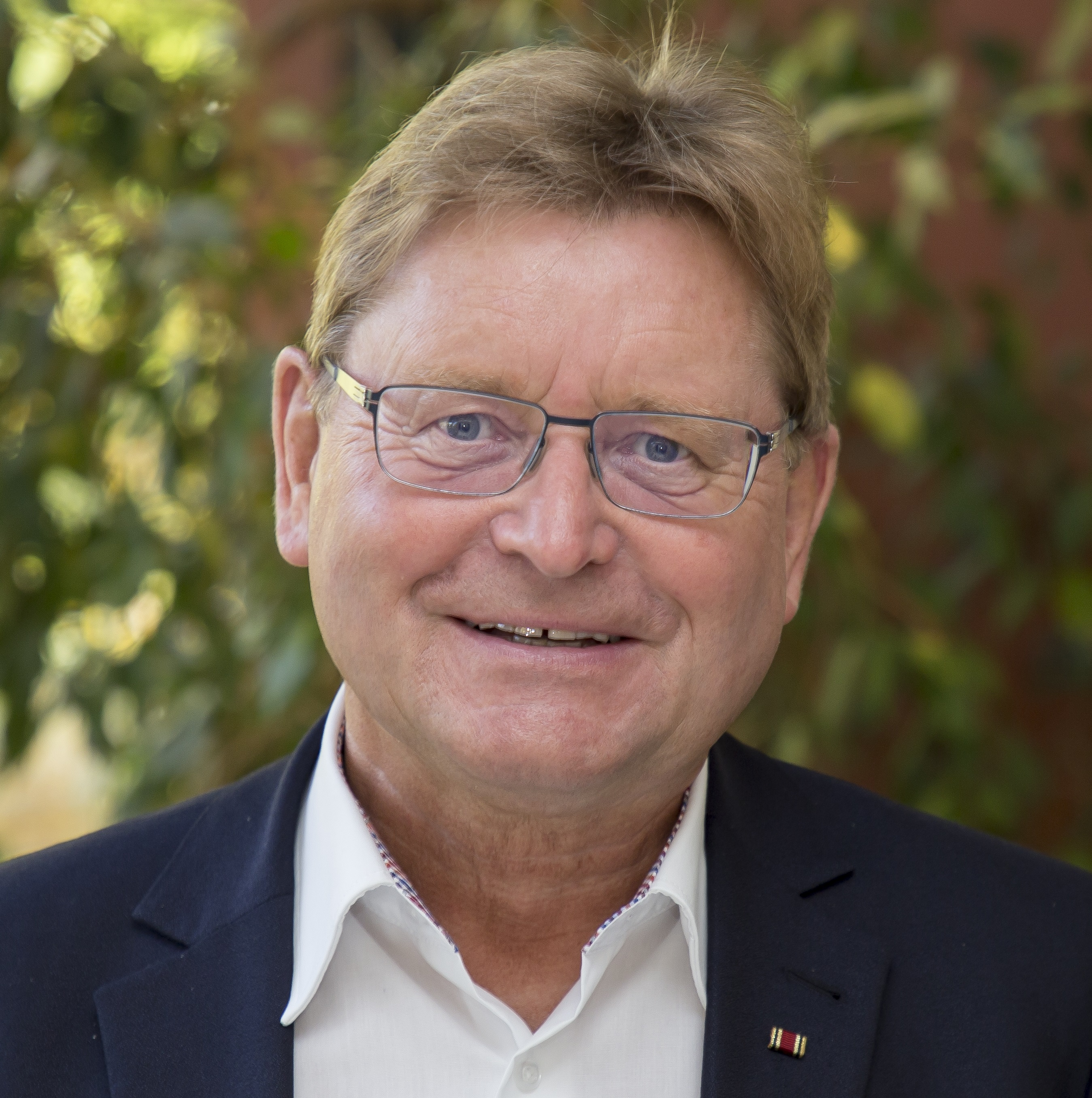
Paul Wengert (* 1952)

- Wenghöfer, Walter (1877–1918), deutscher Dichter
- Wengi, Niklaus von (1485–1549), solothurnischer Politiker
- Wengierek, Reinhard (* 1949), deutscher Journalist und Theaterkritiker
- Wenglein, Adam (1833–1915), deutscher Apotheker und Politiker
- Wenglein, Carl (1882–1935), deutscher Unternehmer und Begründer des Weltbundes für Natur und Vogelschutz
- Wenglein, Joseph (1845–1919), deutscher Maler
- Wengler, Heinz (1912–1942), deutscher Radsportler
- Wengler, Johann Baptist (1816–1899), österreichischer Maler
- Wengler, Jörg (* 1967), deutscher Schachspieler
- Wengler, Lisa (* 1992), luxemburgische Fußballspielerin
- Wengler, Marcus (* 1985), deutscher Schauspieler
- Wengler, Maximilian (1890–1945), deutscher Generalmajor der Reserve im Zweiten Weltkrieg
- Wengler, Theodor (1933–2023), deutscher Jurist und Historiker
- Wengler, Verena (* 1962), österreichische Schauspielerin
- Wengler, Wilfried (* 1944), deutscher Politiker (CDU), MdL
- Wengler, Wilhelm (1907–1995), deutscher Rechtswissenschaftler und Professor
- Wengraf, John (1897–1974), österreichischer Schauspieler
- Wengraf, Senta (1924–2020), österreichische Filmschauspielerin
- Wengren, Mike (* 1971), US-amerikanischer Schlagzeuger
- Wengrow, David (* 1972), britischer Prähistoriker
- Wengst, Klaus (* 1942), deutscher evangelischer Theologe und emeritierter Professor für Neues Testament
- Wengst, Udo (* 1947), deutscher Historiker

### Wenh
- Wenham, David (* 1965), australischer SchauspielerDavid Wenham (* 1965)

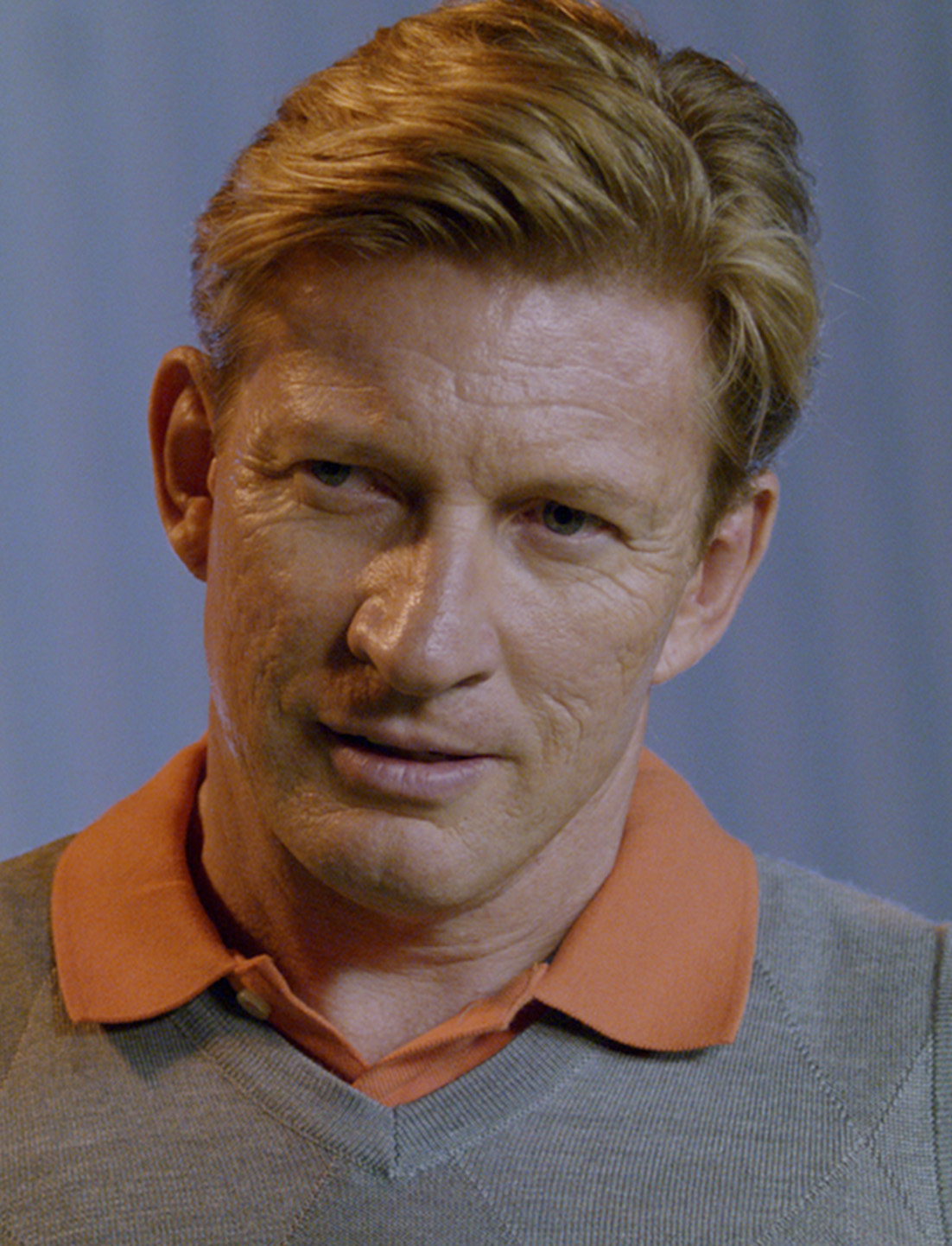
David Wenham (* 1965)

- Wenham, Kelly (* 1983), britische Schauspielerin in Film und Fernsehen
- Wenhold, Hermann (1891–1976), deutscher Politiker (FDP), MdBB

### Weni
- Weni, altägyptischer Beamter der 6. Dynastie
- Wenick, Georges-Henri, Komponist
- Wenig, Carl (1830–1908), russischer Maler deutscher Abstammung
- Wenig, Daniel (* 1991), deutscher Skispringer
- Wenig, Ernst (* 1944), deutscher Schriftsteller
- Wenig, Horst (1919–1986), deutscher Flottillenadmiral der Bundesmarine
- Wenig, Johann Baptist (1826–1875), österreichischer Jesuit
- Wenig, Johann Gottlieb (1837–1872), russischer Maler baltisch-deutscher Abstammung
- Wenig, Josef (1896–1981), deutscher Politiker (SED), MdV, Mitglied des Zentralkomitees der SEDJosef Wenig (1896–1981)

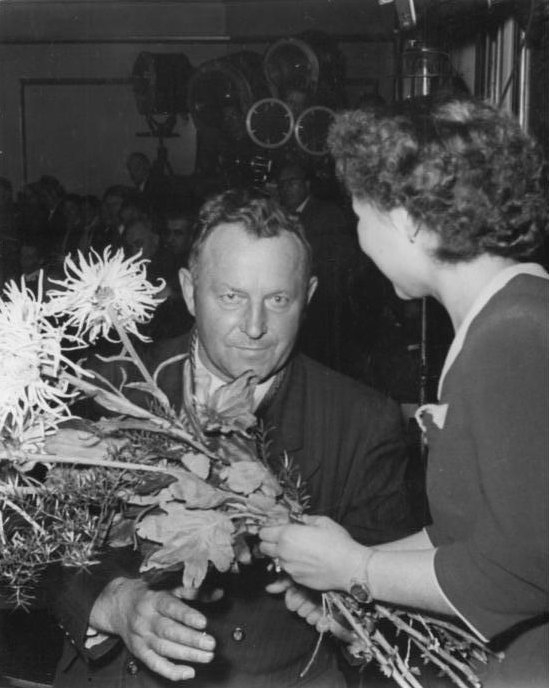
Josef Wenig (1896–1981)

- Wenig, Karl (1845–1908), deutscher Ingenieur des Bauwesens und preußischer Bahnbeamter
- Wenig, Lukas (* 1994), deutscher Dartspieler
- Wenig, Marcel (* 2004), deutscher Fußballspieler
- Wenig, Michaela (* 1992), deutsche Skirennläuferin
- Wenig, Otto (1911–1972), deutscher Theologe und Bibliothekar
- Wenig, Paul († 2015), deutscher Kommunalpolitiker (SPD), ehrenamtlicher Stadtbrandmeister und Bürgermeister von Ronnenberg
- Wenig, Peter (* 1961), deutscher Journalist
- Wenig, Steffen (1934–2022), deutscher Ägyptologe und Sudanarchäologe
- Weniger, Andreas (* 1958), deutscher Langstreckenläufer
- Weniger, Carl Wilhelm (1874–1945), deutscher Konteradmiral der Kriegsmarine
- Weniger, Erich (1894–1961), deutscher Pädagoge
- Weniger, Fritz (* 1948), deutscher Fußballspieler
- Weniger, Hans (1925–1996), österreichischer Schauspieler und Bankkaufmann
- Weniger, Ingo (* 1957), deutscher Fußballspieler
- Weniger, Joachim Hans (1925–2015), deutscher Agrarwissenschaftler und Hochschullehrer
- Weniger, Karl (1899–1941), deutscher Marineoffizier, zuletzt Kapitän zur See der Kriegsmarine
- Weniger, Kay (* 1956), österreichischer Kunsthistoriker, Filmwissenschaftler
- Weniger, Ludwig (1841–1926), deutscher Gymnasiallehrer, Klassischer Philologe und Archäologe
- Weniger, Martin, Prediger des frühen schweizerischen Täufertums
- Weniger, Matthias (* 1962), deutscher Kunsthistoriker und Kurator
- Weniger, Michael (1763–1836), Schweizer Unternehmer und Kaufmann
- Weniger, Nina (* 1968), deutsche Schauspielerin
- Weniger, Peter (* 1964), deutscher Jazzmusiker (Saxophone, auch Flöte, Komposition)
- Weniger, Wolfram (* 1940), deutscher Schauspieler
- Wenigk, Johann Ernst (1702–1745), deutscher lutherischer Theologe, Geistlicher und Kirchenlieddichter
- Wenikow, Walentin Andrejewitsch (1912–1988), sowjetischer Elektroingenieur und Hochschullehrer
- Wening, Bernhard (1886–1974), deutscher Verwaltungsjurist und Politiker (Zentrum)
- Wening, Johann Adam († 1800), deutscher Pfarrer und Schriftsteller
- Wening, Michael (1645–1718), deutscher KupferstecherMichael Wening (1645–1718)

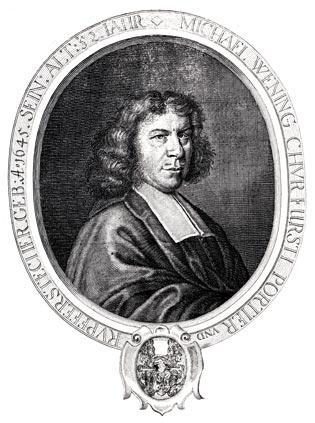
Michael Wening (1645–1718)

- Wening, Rudolf (1893–1970), Schweizer Bildhauer, Maler, Zeichner und Hofbildhauer des Königs von Siam
- Wening-Ingenheim, Johann Nepomuk von (1790–1831), deutscher Rechtswissenschaftler und Hochschullehrer
- Weninger, Brigitte (* 1960), österreichische Schriftstellerin
- Weninger, Franz Xaver (1805–1888), österreichischer Jesuitenpater und Buchautor in den USA
- Weninger, Fritz (1892–1981), österreichischer Maler und Restaurator
- Weninger, Günter (1940–2016), österreichischer Gewerkschaftsfunktionär (SPÖ)
- Weninger, Hannes (1958–2005), österreichischer Fußballspieler, Trainer und Sportmanager
- Weninger, Hannes (* 1961), österreichischer Politiker (SPÖ), Landtagsabgeordneter, Abgeordneter zum Nationalrat
- Weninger, Josef (1886–1959), österreichischer Anthropologe und Hochschullehrer
- Weninger, Jürgen (* 1958), deutscher Fußballspieler
- Weninger, Katharina (* 1986), österreichische Politikerin (SPÖ), Landtagsabgeordnete
- Weninger, Leopold (1879–1940), deutscher Komponist, Dirigent und Arrangeur
- Weninger, Ludwig (1904–1945), deutscher Maler der Neuen Sachlichkeit
- Weninger, Margarete (1896–1987), österreichische Anthropologin und Humangenetikerin
- Weninger, Michael (* 1951), österreichischer Diplomat und römisch-katholischer PriesterMichael Weninger (* 1951)

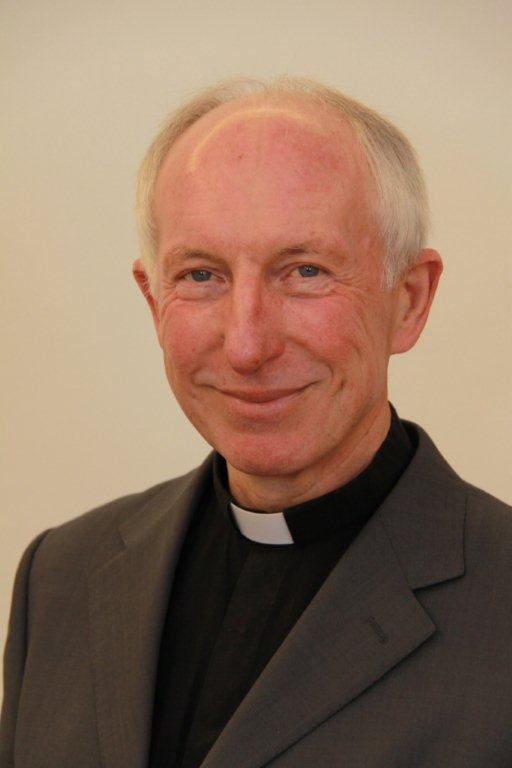
Michael Weninger (* 1951)

- Weninger, Peter (* 1926), österreichischer Kunsthistoriker und Restaurator
- Weninger, Stefan (* 1959), deutscher Semitist und Äthiopist
- Wenisch, Bernhard (* 1942), österreichischer katholischer Theologe
- Wenisch, Ernst (1916–2003), österreichischer Erwachsenenbildner
- Wenisch, Fritz (1944–2020), österreichischer Philosoph
- Wenisch, Johann von (1802–1895), österreichischer Jurist und Politiker
- Wenisch, Max (* 1961), österreichischer Langstreckenläufer
- Wenitsch, Robert (* 1958), österreichischer Politiker (FPÖ, BZÖ), Abgeordneter zum Nationalrat

### Wenk
- Wenk, Albert (1863–1934), deutscher Maler und Marinemaler
- Wenk, Alexandra (* 1995), deutsche Schwimmerin
- Wenk, Eduard (1907–2001), Schweizer Geologe
- Wenk, Erna (1893–1973), deutsche Politikerin, MdL
- Wenk, Florian (* 1998), Schweizer Unihockeyspieler
- Wenk, Gustav (1884–1956), Schweizer Politiker (SP)
- Wenk, Hans (1890–1986), deutscher Pflanzenzüchter
- Wenk, Hans-Rudolf (* 1941), Schweizer Mineraloge und Geophysiker
- Wenk, János (1894–1962), ungarischer Schwimmer und Wasserballspieler
- Wenk, Karl (1887–1985), deutscher Kommunalpolitiker
- Wenk, Karl (* 1934), deutscher Sportschütze
- Wenk, Kerstin (* 1971), Schweizer Politikerin (SP)
- Wenk, Klaus (1927–2006), deutscher Thailand-Forscher
- Wenk, Moritz (* 2000), Schweizer Unihockeyspieler
- Wenk, Niklaus (1913–2013), Schweizer Bauernmaler
- Wenk, Richard (1881–1962), deutscher Generalleutnant im Zweiten Weltkrieg
- Wenk, Silke (* 1949), deutsche Kunsthistorikerin
- Wenk, Stefan (* 1981), deutscher Speerwerfer
- Wenk, Stephan (* 1982), Schweizer Langstreckenläufer, Duathlet und Bergläufer
- Wenk, Wilhelm (1890–1956), Schweizer Maler, Holzschneider und Zeichenlehrer
- Wenk, Willi (1914–1994), Schweizer Politiker (SP)
- Wenke, Hans (1903–1971), deutscher Erziehungswissenschaftler und parteiloser Bildungspolitiker
- Wenke, Heinrich (1888–1961), deutscher Politiker (SPD), MdL
- Wenke, Heinrich (1908–1964), deutscher Politiker (SPD), MdBB
- Wenke, Heinz (1936–2009), deutscher Politiker (SPD), MdBB
- Wenke, Johannes (1910–1977), deutscher Politiker (SPD), MdBB
- Wenke, Thomas (* 1968), deutscher Schauspieler und Synchronsprecher
- Wenke, Wolfgang (* 1939), deutscher Fußballspieler
- Wenkel, Max (1864–1940), deutscher Ingenieur, Erfinder und Automobilpionier
- Wenkel, Ortrun (* 1942), deutsche Opernsängerin (Alt)
- Wenkemann, Jasmin (* 1981), deutsche Fernsehmoderatorin
- Wenker, Georg (1852–1911), deutscher Sprachwissenschaftler
- Wenker, Heinrich (1825–1905), deutscher Brauereibesitzer und Unternehmer
- Wenker, Martina (* 1958), deutsche Fachärztin, Präsidentin der Ärztekammer Niedersachsen
- Wenker, Wilhelm (1874–1956), deutscher römisch-katholischer Pfarrer
- Wenkert, Ernest (1925–2014), US-amerikanischer Chemiker
- Wenkhaus, Kurt (1891–1965), deutscher Schauspieler
- Wenkhaus, Rolf (1917–1942), deutscher Filmschauspieler
- Wenking, Hans (1923–2007), deutscher Physiker und Erfinder
- Wenkoff, Spas (1928–2013), bulgarisch-österreichischer Opernsänger (Tenor)
- Wenkow, Alexei Borissowitsch (* 1946), russischer Mathematiker
- Wenkow, Boris Alexejewitsch (1900–1962), russischer Mathematiker
- Wenkow, Boris Borissowitsch (1934–2011), russischer Mathematiker
- Wenkow, Michail (* 1983), bulgarischer Fußballspieler
- Wenkow, Wenelin (* 1982), bulgarischer Ringer
- Wenkowa, Iwanka (* 1952), bulgarische Leichtathletin
- Wenkus, Alan (* 1966), US-amerikanischer Autor, Drehbuchautor und Filmproduzent

### Wenm
- Wenman, Thomas Francis (1745–1796), britischer Hochschullehrer und Politiker

### Wenn
- Wennberg, Alexander (* 1994), schwedischer Eishockeyspieler
- Wennberg, Erik (1910–1982), schwedischer Mittelstreckenläufer
- Wennberg, Gustavo (1920–1983), schwedisch-spanischer Maler, Plakatmaler, Bühnenmaler, Zeichenlehrer und Glasmaler
- Wennecker, Johannes der Ältere († 1469), Weihbischof in Münster, Titularbischof von Larissa in Syrien
- Wennefer, altägyptischer Wesir der 20. Dynastie
- Wennefer, Hohepriester des Osiris alten Ägypten zur Zeit des Neuen Reichs
- Wennefer, ägyptischer Beamter, Chefarzt
- Wenneis, Fritz (1889–1969), deutscher Filmkomponist
- Wenneker, Erich (* 1960), deutscher evangelischer Pfarrer und Kirchenhistoriker
- Wenneker, Paul (1890–1979), deutscher Admiral im Zweiten Weltkrieg
- Wenneker-Iven, Dora (1889–1980), deutsche Fabrikantentochter, Landschaftsmalerin und Mäzenin
- Wennekers, Udo (* 1969), deutscher Lehrer und Schulbuchautor
- Wennemann, Josef (1926–2021), deutscher Mediziner
- Wennemann, Klaus (1940–2000), deutscher Schauspieler
- Wennemar von Silvolde, Domherr und Domscholaster in Münster
- Wennemar von Staden († 1409), Titularbischof von Cembalo und Weihbischof in Münster
- Wennemars, Erben (* 1975), niederländischer Eisschnellläufer
- Wennemars, Joep (* 2002), niederländischer Eisschnellläufer
- Wennemer, Manfred (* 1947), deutscher Manager, Vorstandsvorsitzender des Reifenherstellers Continental AG
- Wennemers, Helma (* 1969), deutsche organische Chemikerin
- Wennemo, Irene (* 1966), schwedische Soziologin und Autorin
- Wennemuth, Gunther (* 1968), deutscher Anatom und Zellbiologe
- Wennemuth, Udo (* 1955), deutscher Historike und Archivar der Badischen Landeskirche
- Wenner, Adrian M. (1928–2023), US-amerikanischer Biologe und Bienenexperte
- Wenner, Annemarie (1909–1990), Schweizer Sängerin und Schauspielerin
- Wenner, Carl Georg (1806–1863), Bürgermeister von Lörrach und Revolutionär 1848/49
- Wenner, Dorothee (* 1961), deutsche Filmemacherin und Kuratorin
- Wenner, Friedrich (1876–1955), deutscher Verwaltungsjurist in Bayern
- Wenner, Friedrich Albert (1812–1882), Schweizer Baumwoll-Grossindustrieller
- Wenner, Georg (1903–1964), deutscher Kaufmann und SS-Führer
- Wenner, Griseldis (* 1970), deutsche Fernsehmoderatorin, Schauspielerin, Kabarettistin und VorleserinGriseldis Wenner (* 1970)

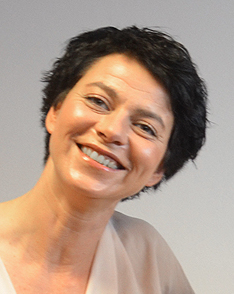
Griseldis Wenner (* 1970)

- Wenner, Horst (1923–1987), deutscher Offizier
- Wenner, Jann (* 1946), US-amerikanischer Journalist, Publizist, Herausgeber des „Rolling Stone“
- Wenner, Kaspar (1895–1965), deutscher Politiker (Zentrum), Bürgermeister der Stadt Werl
- Wenner, Robert (1853–1919), Schweizer Grossindustrieller
- Wenner, Rosemarie (* 1955), deutsche Bischöfin der Evangelisch-methodistischen Kirche
- Wenner, Thomas (* 1947), deutscher Polizeibeamter, ehemaliger Polizeipräsident von Bochum
- Wenner, Ulrich (* 1956), deutscher Jurist
- Wenner-Gren, Axel (1881–1961), schwedischer Großindustrieller
- Wennerberg, Brynolf (1866–1950), schwedisch-deutscher Maler, Zeichner und Gebrauchsgrafiker
- Wennerberg, Gunnar (1817–1901), schwedischer Dichter, Komponist, Beamter und Politiker, Mitglied des Riksdag
- Wennerberg, Gunnar Brynolf (1823–1894), schwedischer Landwirt, Gestütbesitzer sowie Porträt- und Pferdemaler
- Wennergren, Charles (1889–1978), schwedischer Tennisspieler
- Wennerholm, Edward (1890–1943), schwedischer Turner
- Wenners, Peter (* 1950), deutscher Sprach- und Literaturwissenschaftler, Pädagoge und Sachbuchautor
- Wennerscheid, Sophie (* 1973), deutsche Skandinavistin
- Wennersten, Julia (* 2001), schwedische Hürdenläuferin
- Wennerström, Cecilia (* 1947), schwedische Jazzmusikerin (Saxophon, Flöte, Komposition)
- Wennerström, Erik (* 1962), schwedischer Jurist und Richter am Europäischen Gerichtshof für Menschenrechte
- Wennerström, Gunnar (1879–1931), schwedischer Schwimmer und Wasserballspieler
- Wennerström, Leif (* 1937), schwedischer Schlagzeuger des Modern Jazz
- Wennerström, Stig (1906–2006), schwedischer Offizier, deutscher und sowjetischer SpionStig Wennerström (1906–2006)

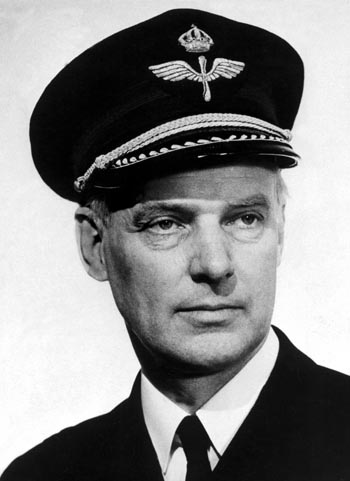
Stig Wennerström (1906–2006)

- Wennerström, Stig (* 1943), schwedischer Segler
- Wennerstrum, Charles F. (1889–1986), US-amerikanischer Jurist, Richter bei den Nürnberger Prozessen
- Wennesland, Tor (* 1952), norwegischer und UN-Diplomat
- Wenng, Carl Heinrich (1787–1850), deutscher Maler
- Wenng, Gustav (1814–1880), Kartograf und Lithograf im Königreich Bayern
- Wennick, Jan (* 1946), dänischer Schlagersänger
- Wennick, Kjeld (1944–2020), dänischer Schlagersänger
- Wenning, Andreas (* 1965), deutscher Architekt
- Wenning, Arnulf (* 1957), deutscher Popsänger
- Wenning, Christian (* 1974), deutscher Politologe, Generalsekretär der Union Europäischer Föderalisten
- Wenning, Gregor K. (1964–2024), deutscher Mediziner
- Wenning, Joachim (* 1965), deutscher Manager
- Wenning, Michael (* 1965), deutscher Regisseur und ehemaliger Journalist
- Wenning, Michael H. (1935–2011), US-amerikanischer presbyterianischer Geistlicher
- Wenning, Norbert (* 1957), deutscher Pädagoge
- Wenning, Robert (* 1946), deutscher Archäologe
- Wenning, Theodor (1887–1958), deutscher Architekt und Politiker (CDU)
- Wenning, Thorsten (* 1982), deutscher Drehbuchautor und Filmregisseur
- Wenning, Werner (1914–1986), deutscher Diplomat, Botschafter der DDR
- Wenning, Werner (* 1946), deutscher Manager und Vorstandsvorsitzender der Bayer AGWerner Wenning (* 1946)

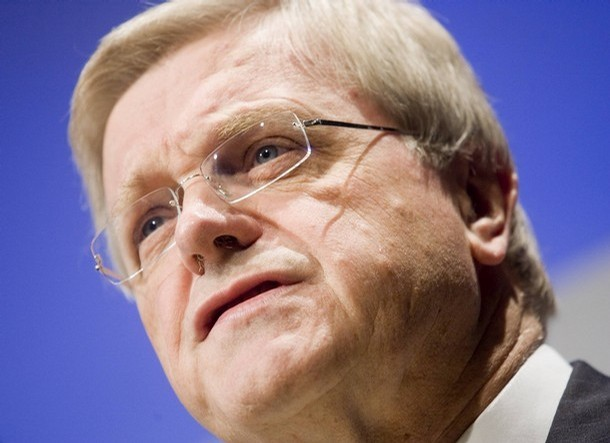
Werner Wenning (* 1946)

- Wenning, Wilhelm (* 1950), deutscher Jurist, Regierungspräsident von Oberfranken
- Wenninger, Carina (* 1991), österreichische FußballspielerinCarina Wenninger (* 1991)

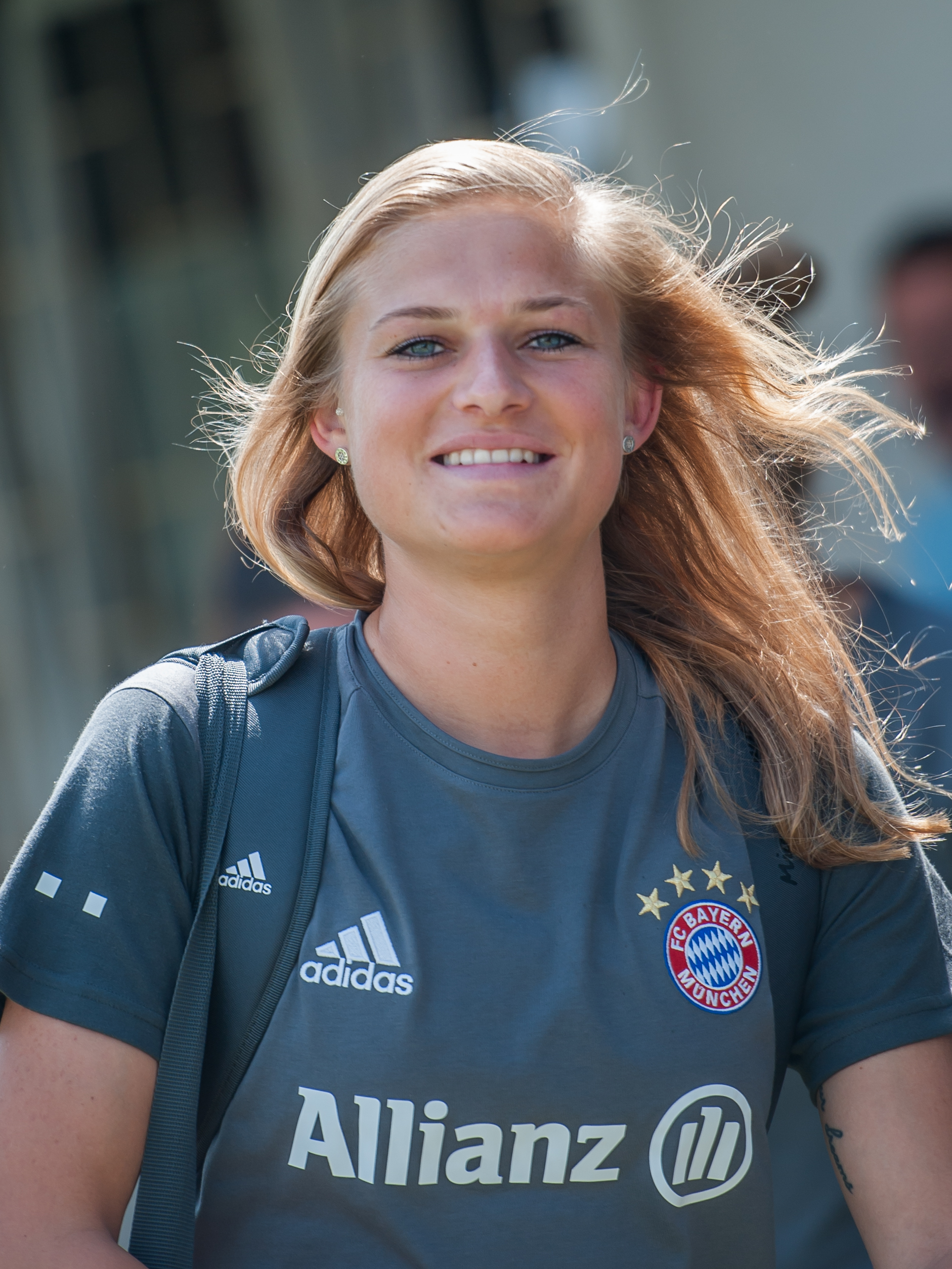
Carina Wenninger (* 1991)

- Wenninger, Florian (* 1978), österreichischer Historiker
- Wenninger, Fritz (1899–1951), Leicht- und Schwerathletik, mehrfacher Deutscher- und Europameister
- Wenninger, Heinrich (1887–1950), österreichischer Politiker
- Wenninger, Hermann (1907–1986), deutscher Dramaturg, Schauspieler, Regisseur und Schriftsteller
- Wenninger, Karl von (1861–1917), bayerischer Generalleutnant und Führer des XVIII. Reserve-Korps im Ersten Weltkrieg
- Wenninger, Magnus (1919–2017), US-amerikanischer Benediktiner-Mönch und Mathematiker
- Wenninger, Markus (* 1951), österreichischer Historiker
- Wenninger, Michael (* 1969), deutscher Schauspieler
- Wenninger, Ralph (1890–1945), deutscher General der Flieger im Zweiten Weltkrieg
- Wenninghoff, Josef (1937–2017), deutscher Tischtennisspieler
- Wennington, Bill (* 1963), kanadischer Basketballspieler
- Wennlöf, Sune (* 1943), schwedischer Radrennfahrer
- Wennlund, Dag (* 1963), schwedischer Speerwerfer
- Wennmacher, Rita (* 1939), luxemburgische Autorin und Journalistin
- Wennmachers, Margit (* 1965), US-amerikanische Unternehmerin
- Wennmann, Frank (* 1959), deutscher Schwimmer
- Wenno († 1209), erster Herrenmeister des Schwertbrüderordens
- Wennrich, Hermann (1892–1974), deutscher Finanzjurist und Bundesrichter
- Wennström, Annica (* 1966), schwedisch-samische Schriftstellerin
- Wennström, Eric (1909–1990), schwedischer Leichtathlet

### Weno
- Weno, Marianne (1931–2012), deutsche Publizistin, Dramaturgin, Übersetzerin und Umweltaktivistin

### Wenp
- Wenpaserth, Chony (* 2002), laotischer Fußballspieler

### Wenr
- Wenrich von Trier, deutscher Gelehrte, Leiter der Schule an der Trierer Domkirche
- Wenrich, Johann Georg (1787–1847), österreichischer evangelischer Theologe und Hochschullehrer
- Wenrich, Percy (1887–1952), US-amerikanischer Komponist

### Wens
- Wensaas, Espen (* 1986), norwegischer Musiker und Multiinstrumentalist
- Wensapa Lobsang Döndrub, tibetischer Buddhist, wurde postum als dritter Panchen Lama der Gelug-Tradition des tibetischen Buddhismus bezeichnet
- Wensch, Bernhard (1908–1942), deutscher Priester der katholischen Kirche
- Wensch, Hildegard (1926–2004), deutsche Schauspielerin und Kabarettistin
- Wensch, Kurt (1902–1997), deutscher Genealoge
- Wenschet, altägyptische Prinzessin
- Wenschkewitz, Hans (1904–1987), deutschbaltischer lutherischer Geistlicher, Superintendent von Osnabrück
- Wenschlag, Kay (* 1970), deutscher Fußballspieler und -trainer
- Wenschow, Karl (1884–1947), deutscher Bildhauer und Kartograf
- Wense, Adolf August Friedrich von der (1754–1836), Königlich Großbritannischer und Königlich Hannoverscher Oberhof-Bau- und Garten-Direktor
- Wense, Adolf Friedrich von der (1832–1883), Offizier, Gutsbesitzer und Reichstagsabgeordneter
- Wense, August von der (1792–1867), deutscher Verwaltungsjurist und königlich-hannoverscher Drost und Landrat
- Wense, August von der (1854–1930), deutscher Rittergutsbesitzer und Politiker, MdR
- Wense, Ernst (1875–1929), österreichischer Politiker (PÖM), Abgeordneter zum Nationalrat
- Wense, Ernst von der (1791–1875), Verwaltungsjurist und Königlich Hannoverscher Drost
- Wense, Ernst-August von der (1899–1966), deutscher Politiker (DP), MdL
- Wense, Friedrich von der (1812–1880), preußischer Generalmajor
- Wense, Georg Joachim von der (1666–1725), preußischer Generalmajor, Chef des Dragonerregiments Nr. 1 sowie Erbherr von Hattorf, Mörse und Dedenhausen
- Wense, Georg von der (1582–1641), deutscher Verwaltungsbeamter
- Wense, Hans Jürgen von der (1894–1966), deutscher Universalgelehrter, Schriftsteller, Übersetzer und Komponist
- Wense, Joachim von der (* 1945), deutscher Jurist und Politiker (CDU)
- Wense, Ludwig von der (1863–1929), deutscher Verwaltungsbeamter, Rittergutsbesitzer und Parlamentarier
- Wense, Theodor von der (1904–1977), österreichischer Mediziner
- Wensel, Jean-Louis (1825–1899), deutscher Fotograf, Porträt- und Landschaftsmaler
- Wenselaers, Selm (* 1983), belgischer flämischer Historiker, Schriftsteller und Aktionskünstler
- Wenseler, Heinrich (1891–1943), deutscher Sprinter
- Wensierski, Peter (* 1954), deutscher Autor, Journalist und Dokumentarfilmer
- Wensinck, Arent Jan (1882–1939), niederländischer Islamwissenschaftler
- Wensing, Luisa (* 1993), deutsche FußballspielerinLuisa Wensing (* 1993)

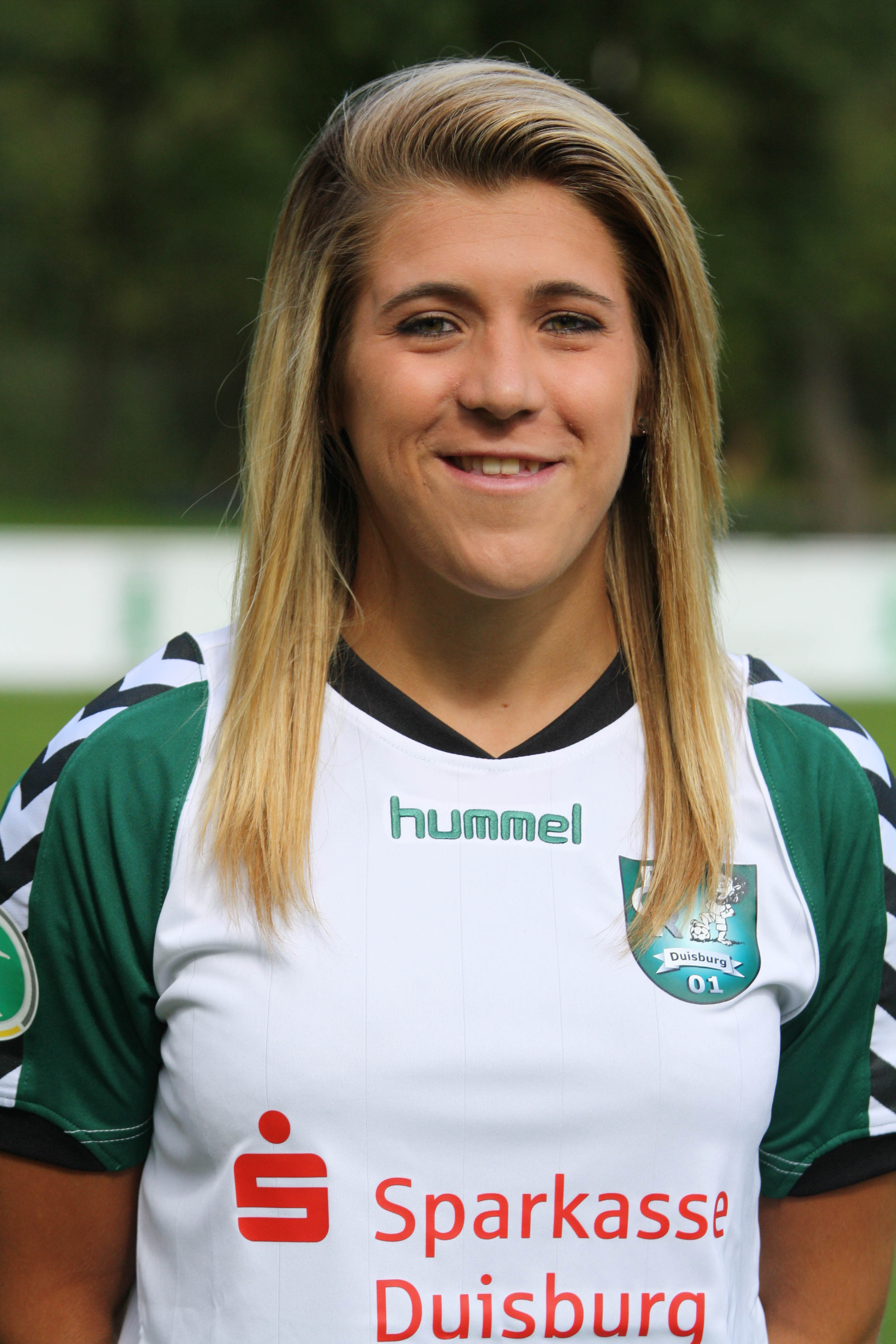
Luisa Wensing (* 1993)

- Wensing, Thomas (* 1978), deutscher Schriftsteller und Dichter
- Wensink, Caroline (* 1984), niederländische Volleyball-Nationalspielerin
- Wensink, John (* 1953), niederländisch-kanadischer Eishockeyspieler und -trainer
- Wenskat, Reinhard, dänischer Jazz- und Unterhaltungsmusiker (Schlagzeug), Arrangeur, Komponist und Bandleader
- Wenske, Helmut (* 1940), deutscher Maler, Grafiker und Autor
- Wenske, Manfred (1924–2012), deutscher Fußballspieler
- Wenske, Marc (* 1972), deutscher Jurist, Richter am Bundesgerichtshof
- Wenski, Thomas (* 1950), US-amerikanischer Geistlicher, römisch-katholischer Erzbischof von Miami
- Wenskus, Claus (1891–1966), deutscher Maler
- Wenskus, Otta (* 1955), österreichische Altphilologin deutscher Herkunft
- Wenskus, Reinhard (1916–2002), deutscher Historiker
- Wensley, Penelope (* 1946), australische Politikerin, Gouverneurin von Queensland (seit 2008)
- Wenstrom, Frank A. (1903–1997), US-amerikanischer Politiker
- Wenström, Jonas (1855–1893), schwedischer Erfinder (Drehstrom)
- Wenstrom, Matt (* 1970), US-amerikanischer Basketballspieler
- Wenstrup, Brad (* 1958), US-amerikanischer Politiker
- Wensveen, Sem (* 1998), niederländische Tennisspielerin

### Went
- Went, Frits (1863–1935), niederländischer Botaniker, Professor für Botanik und Direktor des Botanischen Gartens der Universität Utrecht
- Went, Frits Warmolt (1903–1990), niederländisch-US-amerikanischer Botaniker
- Wenta, Bogdan (* 1961), deutsch-polnischer Handballspieler und -trainer sowie Politiker (PO), MdEPBogdan Wenta (* 1961)

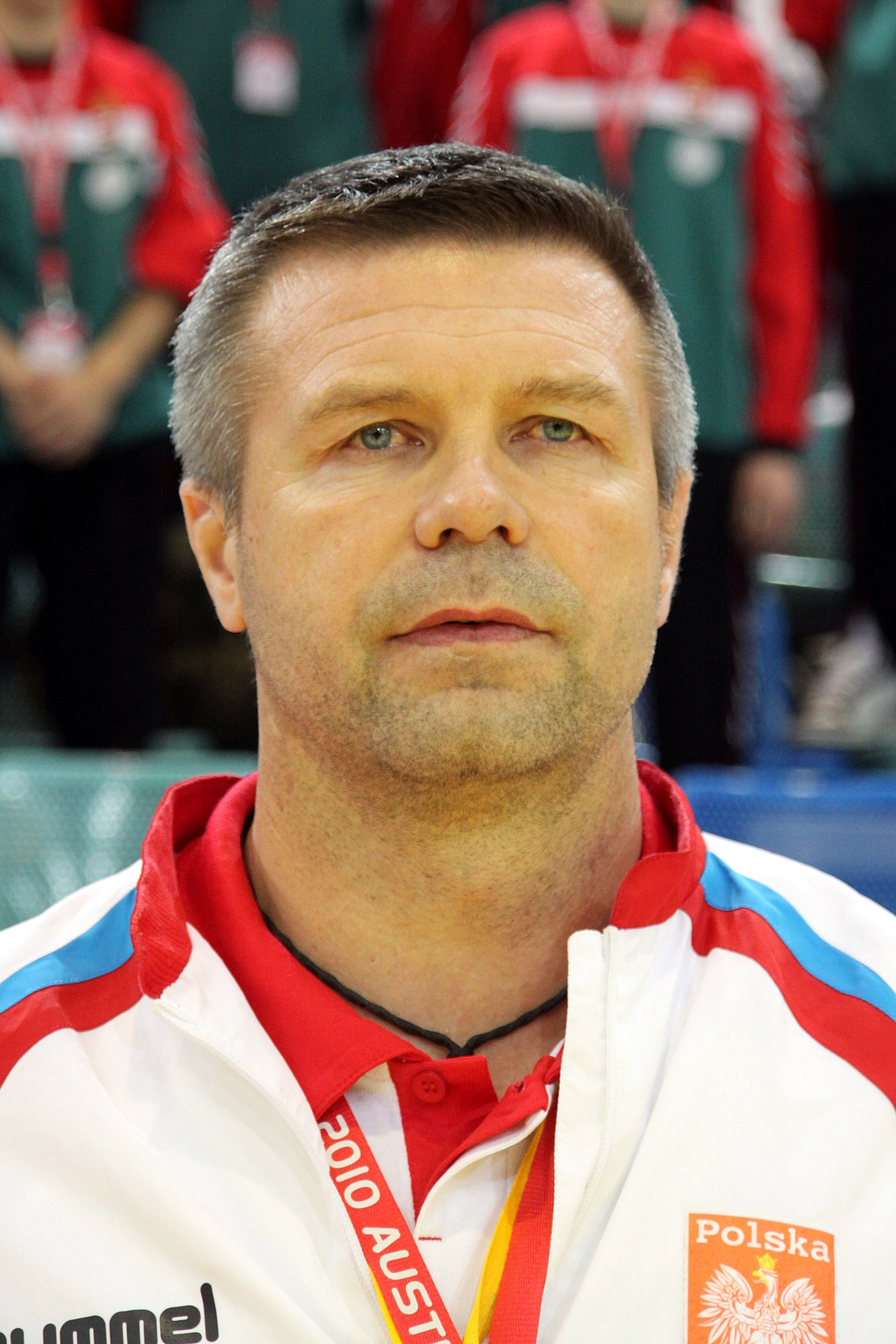
Bogdan Wenta (* 1961)

- Wente, Bettina (* 1960), deutsche Filmproduzentin
- Wente, Edward C. (1889–1972), US-amerikanischer Physiker
- Wente, Fritz (* 1913), deutscher Fußballspieler
- Wente, Heinz-Gerhard (* 1951), deutscher Manager
- Wente, Henry Christian (1936–2020), US-amerikanischer Mathematiker
- Wente, Peer (* 1977), deutscher Basketballspieler
- Wenten, I Nyoman, balinesischer Musiker, Tänzer und Schauspieler
- Wenten, Nanik, indonesische Tänzerin, Choreographin und Tanzpädagogin
- Wenter, Adolf (1883–1933), deutschbaltischer Theaterschauspieler sowie Filmschauspieler und Regisseur
- Wenter, Daniel (* 2001), Südtiroler Klarinettist
- Wenter, Josef (1880–1947), Südtiroler Dramatiker und Schriftsteller
- Wenter, Martin (* 1955), italienischer Politiker
- Wentges, Hugo (* 2002), niederländischer Fußballtorwart
- Wenth, Jennifer (* 1991), österreichische Mittel- und Langstreckenläuferin
- Wenth, Johann († 1541), Superintendent
- Wenthe, Johann Christoph (1811–1873), deutscher Landwirt und Mitglied der kurhessischen Ständeversammlung
- Wenthin, Joachim (1778–1857), deutscher Orgelbauer
- Wenthin, Johann Friedrich (1746–1805), deutscher Orgelbauer
- Wentholt, Josephine (* 1992), niederländische Badmintonspielerin
- Wentker, Hermann (* 1959), deutscher Historiker und Hochschullehrer
- Wentland, A. J. (* 1994), US-amerikanischer Footballspieler
- Wentorf, Hans (1899–1970), deutscher Fußballtorhüter
- Wentorf, Robert (1926–1997), US-amerikanischer Chemieingenieur
- Wentrup, Oskar (1877–1958), deutscher Politiker
- Wentsch, Rico (* 1994), deutscher Fußballspieler
- Wentscher, Dora (1883–1964), deutsche Schauspielerin, Bildhauerin und Schriftstellerin
- Wentscher, Else (1877–1946), deutsche Philosophin und Pädagogin
- Wentscher, Erich (1892–1953), deutscher Genealoge und Schriftsteller
- Wentscher, Herbert (1900–1994), deutscher Maler und Kunsterzieher
- Wentscher, Herbert (* 1951), deutscher Videokünstler
- Wentscher, Julius junior (1881–1961), deutsch-australischer Maler
- Wentscher, Julius senior (1842–1918), deutscher Landschafts- und Marinemaler
- Wentscher, Max (1862–1942), deutscher Philosoph
- Wentura, Dirk (* 1961), deutscher Psychologe
- Wenturis, Nikolaus (1936–2001), deutscher Politikwissenschaftler
- Wentworth, Benning (1696–1770), britischer Gouverneur von New Hampshire
- Wentworth, Buddy (1937–2014), namibischer Politiker der SWAPO
- Wentworth, Cecilia (1853–1933), amerikanisch-französische Malerin
- Wentworth, D’Arcy (1762–1827), Pionier Australiens, Mediziner, Landbesitzer
- Wentworth, Henrietta, 6. Baroness Wentworth (1660–1686), englische Adlige und die Mätresse von James Scott, 1. Duke of MonmouthHenrietta Wentworth, 6. Baroness Wentworth (1660–1686)

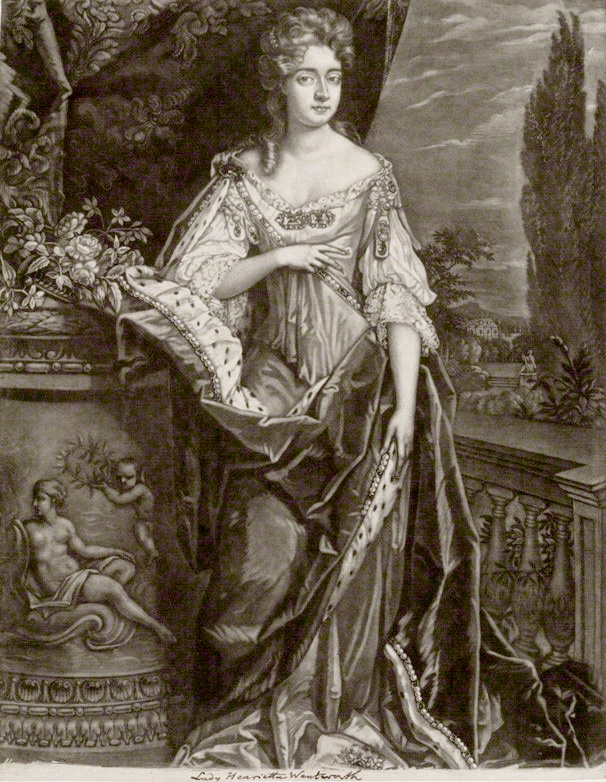
Henrietta Wentworth, 6. Baroness Wentworth (1660–1686)

- Wentworth, John (1671–1730), englischer Vizegouverneur in Amerika
- Wentworth, John (1737–1820), britischer Gouverneur von zwei Kolonien
- Wentworth, John (1815–1888), US-amerikanischer Politiker
- Wentworth, John junior (1745–1787), britisch-amerikanischer Rechtsanwalt und Politiker
- Wentworth, K. D. (1951–2012), US-amerikanische Science-Fiction-Autorin
- Wentworth, Marvin (1905–1982), kanadischer Eishockeyspieler
- Wentworth, Patricia (1878–1961), britische Kriminalschriftstellerin
- Wentworth, Philip (1424–1464), englischer Ritter
- Wentworth, Raymond (* 1933), US-amerikanischer Sänger und Komponist
- Wentworth, Richard (* 1947), britischer Künstler, Kurator und Hochschullehrer
- Wentworth, Tappan (1802–1875), US-amerikanischer Politiker
- Wentworth, Thomas († 1747), britischer Generalleutnant und Unterhausabgeordneter
- Wentworth, Thomas, 1. Baron Wentworth (1501–1551), englischer Politiker und Höfling
- Wentworth, Thomas, 1. Earl of Strafford (1593–1641), englischer Politiker
- Wentworth, Thomas, 1. Earl of Strafford († 1739), englisch-britischer Peer, Militär, Diplomat und Politiker
- Wentworth, Vera (1890–1957), englisch-britische Suffragette
- Wentworth, William Charles (1790–1872), Pionier Australiens, Politiker
- Wentworth, William, 1. Baronet († 1614), englischer Adliger
- Wentz, Carson (* 1992), US-amerikanischer American-Football-SpielerCarson Wentz (* 1992)

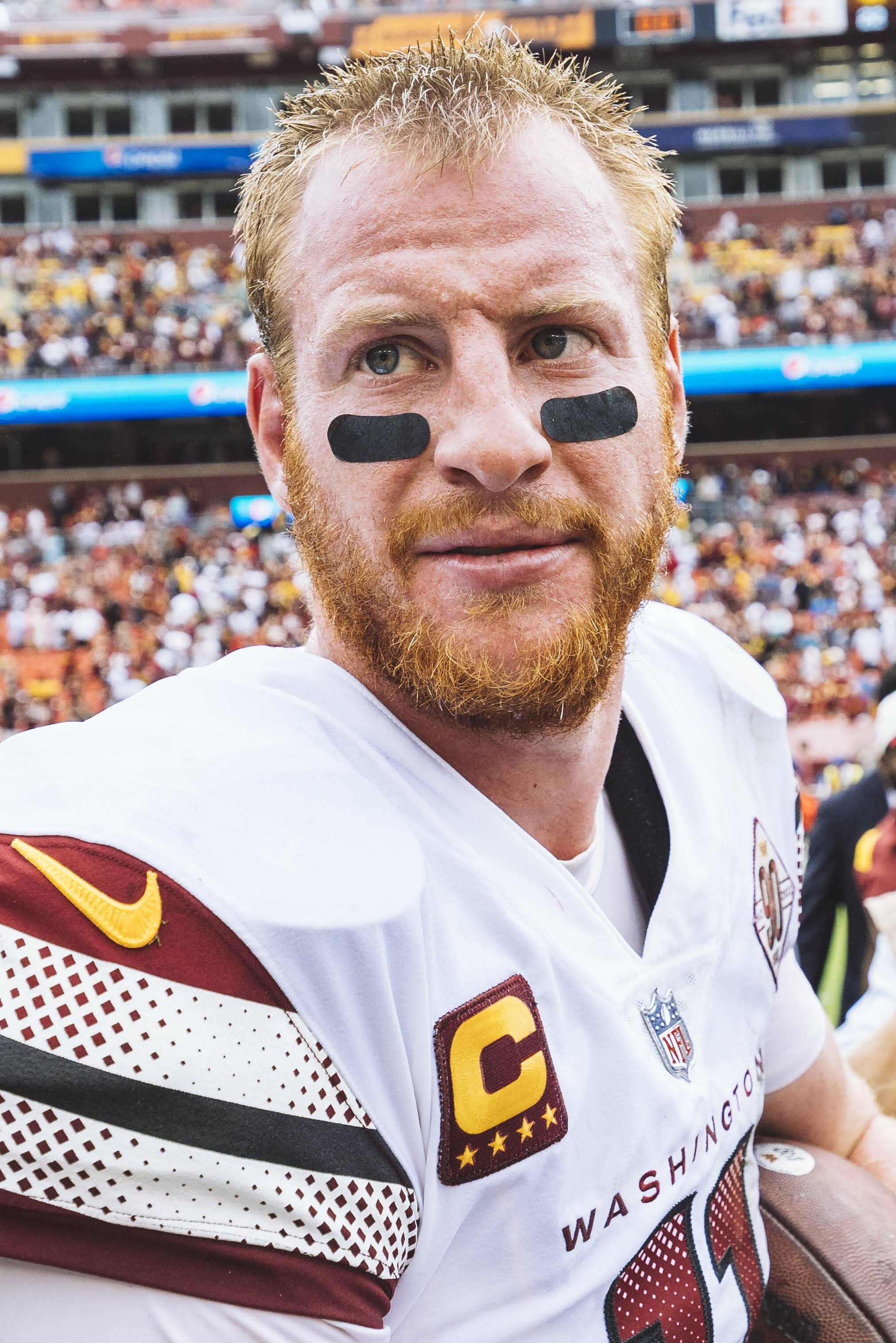
Carson Wentz (* 1992)

- Wentz, Gottfried (1894–1945), deutscher Archivar und Historiker
- Wentz, Jed (* 1960), US-amerikanischer Flötist und Dirigent
- Wentz, Lisa (* 1995), österreichische Dramatikerin
- Wentz, Martin (* 1945), deutscher Politiker (SPD), Physiker, Stadtplaner und Honorarprofessor für Stadtplanung
- Wentz, Max (1881–1941), deutscher Fotograf
- Wentz, Pete (* 1979), US-amerikanischer MusikerPete Wentz (* 1979)

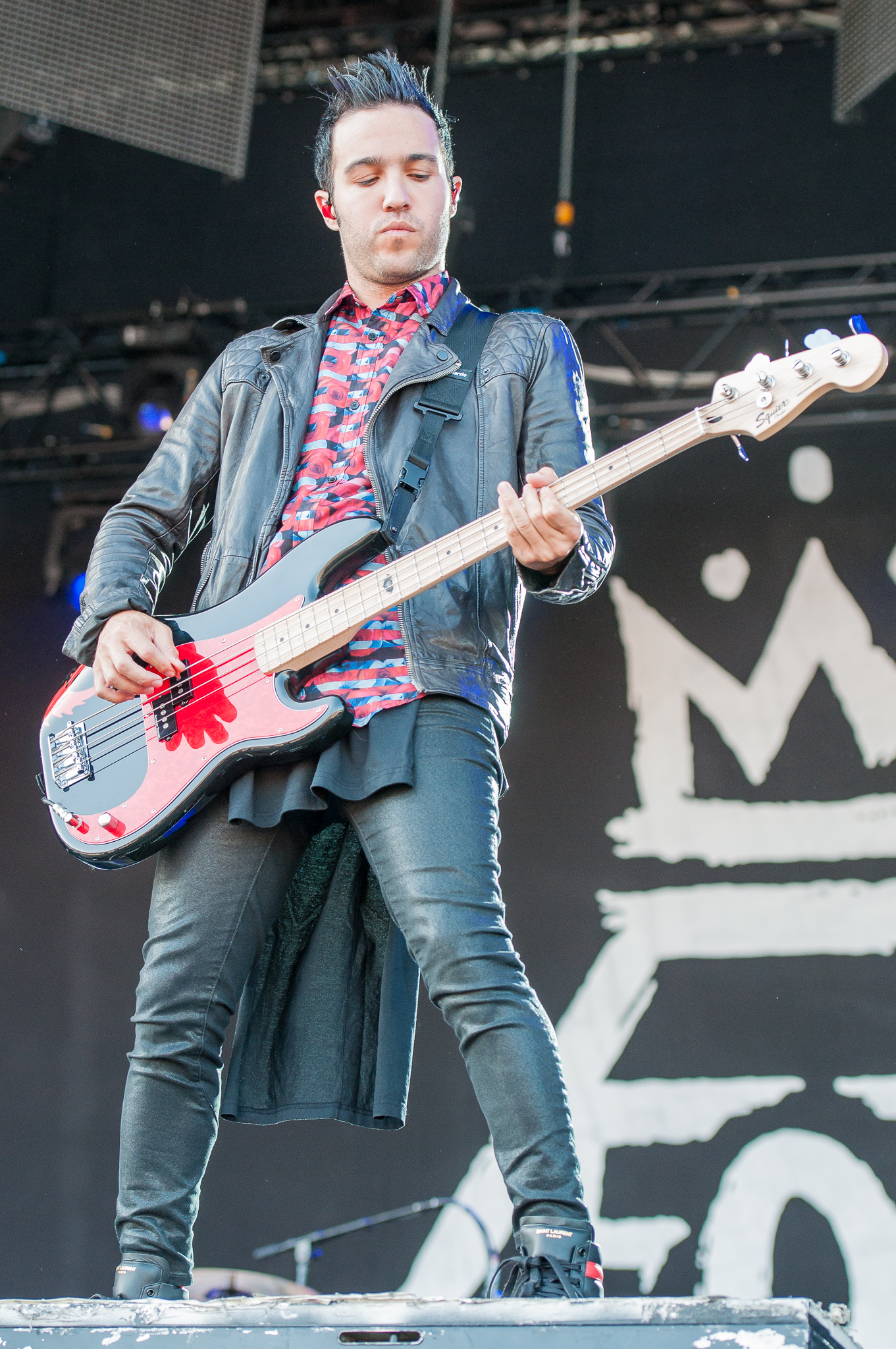
Pete Wentz (* 1979)

- Wentz, Siegfried (* 1960), deutscher Leichtathlet und Olympiamedaillengewinner
- Wentzcke, Paul (1879–1960), deutscher Historiker und Archivar
- Wentzek, Birte (* 1983), deutsche Schauspielerin
- Wentzel, Adolf (1825–1890), deutscher Theaterschauspieler
- Wentzel, Alexander Dmitrijewitsch (* 1937), russischer Mathematiker
- Wentzel, August (1799–1860), deutscher Jurist und Politiker
- Wentzel, Bernhard (1899–1977), deutscher Kameramann, Dokumentarfilmregisseur und -produzent
- Wentzel, Carl (1876–1944), deutscher Landwirt und Agrarunternehmer, dem eine Mitwisserschaft am Attentat vom 20. Juli 1944 vorgeworfen wurde, weshalb er zum Tode verurteilt wurde
- Wentzel, Carl (1895–1952), deutscher Regattasegler
- Wentzel, Dimitri Alexandrowitsch (1898–1955), russischer Physiker und Hochschullehrer
- Wentzel, Dirk (* 1963), deutscher Ökonom
- Wentzel, Georg (1862–1919), deutscher Klassischer Philologe
- Wentzel, Gottlob Michael (1792–1866), deutscher Stillleben- und Landschaftsmaler
- Wentzel, Gregor (1898–1978), deutscher Physiker
- Wentzel, Hans (1913–1975), deutscher Kunsthistoriker
- Wentzel, Hermann (1820–1889), deutscher Architekt
- Wentzel, Jakob († 1693), deutscher Glockengießer
- Wentzel, Johann Christoph (1659–1723), deutscher Gymnasiallehrer und Schriftsteller
- Wentzel, Johann Friedrich (1670–1729), deutscher Maler und Radierer
- Wentzel, Johann Friedrich der Jüngere (1709–1782), deutscher Maler
- Wentzel, Magni (* 1945), norwegische Sängerin und Gitarristin
- Wentzel, Matthias (* 1970), deutscher Fußballspieler
- Wentzel, Richard von (1850–1916), deutscher Jurist in der Verwaltung
- Wentzel, Robert Hans (1878–1970), deutscher Bauingenieur, Rektor der RWTH Aachen
- Wentzel, Uta (* 1979), deutsche Politikerin (CDU)
- Wentzel, Wilhelm Johannes (1852–1919), deutscher Jurist und Immobilienmakler
- Wentzel, Wilhelm von (1791–1868), preußischer Generalleutnant
- Wentzel-Heckmann, Maria Elisabeth (1833–1914), deutsche Wohltäterin und Ehrenmitglied der Preußischen Akademie der Wissenschaften
- Wentzell, Fritz (1899–1948), deutscher Offizier, zuletzt Generalleutnant im Zweiten Weltkrieg
- Wentzien, Birgit (* 1959), deutsche Journalistin und Chefredakteurin des Deutschlandfunks
- Wentzing, Carl (1784–1877), deutscher Kaufmann und Landschaftsmaler
- Wentzinger, Johann Christian (1710–1797), deutscher Bildhauer, Maler und Architekt des Rokoko
- Wentzke, Friedhelm (* 1935), deutscher Kanute und Olympiasieger
- Wentzky und Petersheyde, Ernst Friedrich von (1767–1852), preußischer Landrat
- Wentzky und Petersheyde, George Friedrich von (1730–1790), preußischer Landrat
- Wentzky und Petersheyde, Hans Ernst von (1700–1779), preußischer Landrat
- Wentzky und Petersheyde, Hans Friedrich von (* 1726), preußischer Landrat
- Wentzky und Petersheyde, Hans Friedrich von (1763–1851), preußischer Landrat
- Wentzky, Albin von (1804–1849), preußischer Landrat
- Wentzlaff-Eggebert, Friedrich-Wilhelm (1905–1999), deutscher Germanist und Hochschullehrer
- Wentzlaff-Eggebert, Harald (* 1941), deutscher Romanist, Hispanist und Literaturwissenschaftler
- Wentzler, Ernst (1891–1973), deutscher Kinderarzt und NS-Euthanasietäter
- Wentzler, Josef (1884–1942), deutscher Architekt

### Wenz
- Wenz, Armin (* 1965), deutscher lutherischer Theologe
- Wenz, Émile (1863–1940), französischer Wollhändler und Pionier der Luftbildfotografie
- Wenz, Florian (* 1958), deutscher Netzkünstler
- Wenz, Frank (* 1968), deutscher Handballschiedsrichter
- Wenz, Friedrich (1875–1954), deutscher Verwaltungsbeamter
- Wenz, Gerhard (* 1953), deutscher Chemiker
- Wenz, Gunther (* 1949), deutscher lutherischer Theologe und Hochschullehrer
- Wenz, Herbert (1928–2017), deutscher Fußballtrainer
- Wenz, Ludwig (1906–1968), deutscher Fußballtorhüter
- Wenz, Paul (1869–1939), französisch-australischer Farmer, Wollhändler und Schriftsteller
- Wenz, Paul (1875–1965), deutscher Architekt
- Wenz, Peter (* 1945), US-amerikanischer Philosoph
- Wenz, Richard (1876–1953), deutscher Pädagoge, Journalist und Schriftsteller
- Wenz, Sebastian (1890–1915), deutscher Klassischer Archäologe
- Wenz, Stefan (* 1957), deutscher Schwimmer
- Wenz, Tanja (* 1972), deutsche Kinder- und Jugendbuchautorin
- Wenz, Valentin (1831–1909), deutscher Gutsbesitzer und Politiker
- Wenz, Werner (1926–2019), deutscher Chirurg
- Wenz, Wilhelm (1886–1945), deutscher Zoologe
- Wenz, Willy (1893–1971), deutscher Maler
- Wenz-Gahler, Ingrid (* 1946), deutsche Innenarchitektin und Fachbuchautorin
- Wenz-Hartmann, Gisela (1904–1979), deutsche Schriftstellerin
- Wenz-Viëtor, Else (1882–1973), deutsche Kinderbuchillustratorin
- Wenzao, Gregory Luo († 1691), erster römisch-katholische Bischof chinesischer Herkunft und Dominikaner
- Wenzel († 1488), Herzog von Sagan
- Wenzel († 1369), Herzog von Oppeln, Falkenberg und Strehlitz
- Wenzel (1361–1419), römisch-deutscher König und als Wenzel IV. König von Böhmen, Kurfürst von BrandenburgWenzel (1361–1419)
- Wenzel, Herzog von Glogau

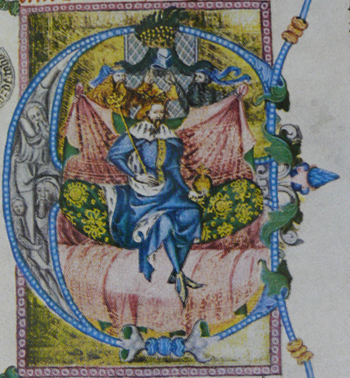
Wenzel (1361–1419)

- Wenzel († 1456), Herzog von Ratibor und Jägerndorf
- Wenzel († 1479), Herzog von Jägerndorf und Rybnik
- Wenzel I. (1107–1130), mährischer Herzog von Olmütz (1126–1130)
- Wenzel I. († 1253), König von Böhmen
- Wenzel I. († 1364), Herzog von Liegnitz
- Wenzel I. († 1388), Kurfürst von Sachsen-Wittenberg
- Wenzel I. (1337–1383), Sohn des Johann von Luxemburg und der Beatrix von Bourbon
- Wenzel I. († 1381), Herzog von Troppau
- Wenzel I. (1413–1474), Herzog von Teschen (1431–1442), Herzog von Bielitz (1442–1474)
- Wenzel I. († 1465), Herzog von Teschen und Zator
- Wenzel II., Herzog von Troppau und Leobschütz
- Wenzel II. (* 1137), Herzog von Böhmen
- Wenzel II. (1271–1305), König von Böhmen (ab 1278), Herzog von Krakau (ab 1291) und König von Polen (ab 1300)
- Wenzel II. (1348–1419), Herzog von Liegnitz, Bischof von Lebus und Fürstbischof von Breslau
- Wenzel II., Herzog von Zator
- Wenzel II. († 1524), Herzog von Teschen
- Wenzel III. (1289–1306), König von Ungarn, Böhmen und Polen
- Wenzel III. (1400–1423), Herzog von Liegnitz und Ohlau
- Wenzel III. († 1474), Herzog von Troppau
- Wenzel III. (1524–1579), Herzog von Teschen (1528–1579)
- Wenzel von Böhmen, böhmischer und tschechischer Nationalheiliger; Herzog von Böhmen (921–935)Wenzel von Böhmen

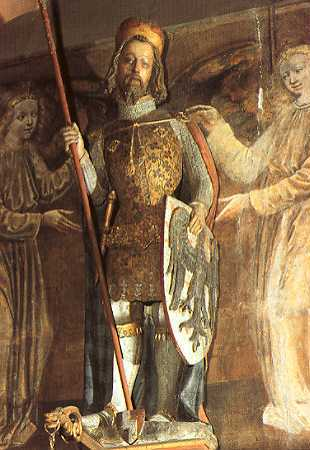
Wenzel von Böhmen

- Wenzel von Cleen († 1474), Schultheiß von Frankfurt am Main
- Wenzel von Olmütz, spätmittelalterlicher Kupferstecher und Goldschmied
- Wenzel von Österreich (1561–1578), Großprior des Johanniterordens von Kastilien
- Wenzel von und zu Liechtenstein (1767–1842), Domherr und kaiserlich-königlicher Generalmajor
- Wenzel, Albert (1901–1971), deutscher Journalist und Politiker (SPD), MdBB
- Wenzel, Alfred (1910–1976), deutscher Verwaltungsjurist
- Wenzel, Andreas (1759–1831), österreichischer Ordensgeistlicher, Abt des Schottenstiftes
- Wenzel, Andreas (* 1958), liechtensteinischer Skirennläufer
- Wenzel, Anne (* 1972), deutsch-niederländische Künstlerin
- Wenzel, August (1912–2000), deutscher Fußballfunktionär
- Wenzel, Benedetta (* 1997), deutsche Hockeyspielerin
- Wenzel, Brian (* 1991), deutscher Basketballspieler
- Wenzel, Bruno (1879–1948), deutscher Kaufmann und Journalist
- Wenzel, Carl (1820–1894), deutscher Mediziner
- Wenzel, Carl (1831–1903), deutscher Sanitätsoffizier, zuletzt Marinegeneralarzt der Kaiserlichen Marine
- Wenzel, Carl Friedrich (1740–1793), deutscher Chemiker
- Wenzel, Catherina (* 1963), deutsche Religionswissenschaftlerin
- Wenzel, Christine (* 1981), deutsche Sportschützin
- Wenzel, Christoph (* 1979), deutscher Schriftsteller
- Wenzel, Claudia (* 1959), deutsche SchauspielerinClaudia Wenzel (* 1959)

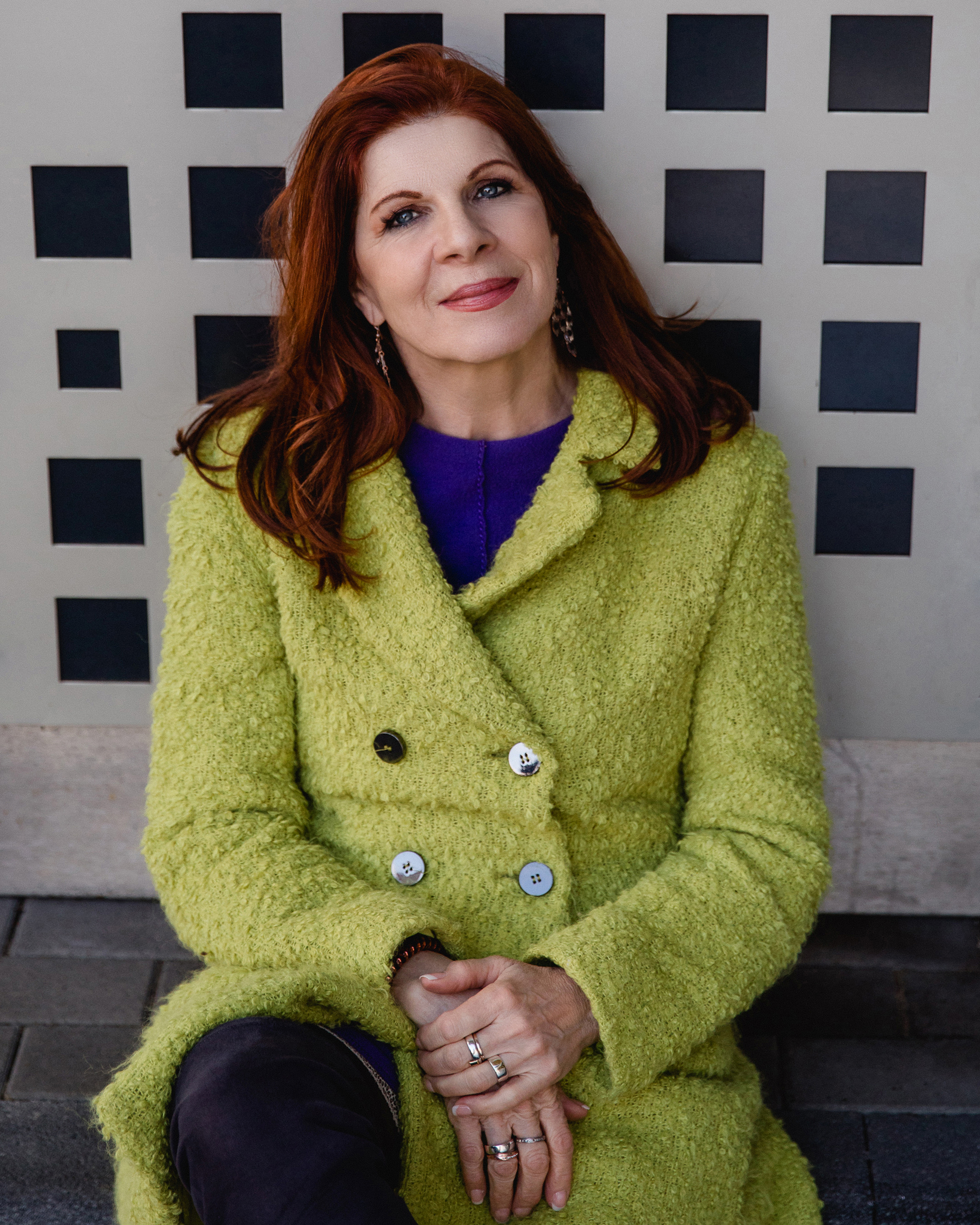
Claudia Wenzel (* 1959)

- Wenzel, Claudia (* 1970), deutsche Fußballspielerin
- Wenzel, Clemens (* 1988), deutscher Ruderer
- Wenzel, Eberhard (1896–1982), deutscher Kirchenmusiker und Komponist
- Wenzel, Edgar (1919–1980), deutscher Schauspieler und Tänzer
- Wenzel, Eike (* 1966), deutscher Trendforscher
- Wenzel, Ernst (1840–1896), deutscher Mediziner und Hochschullehrer
- Wenzel, Ernst (1891–1945), deutscher Mediziner und Generalarzt der Polizei, SS-Brigadeführers
- Wenzel, Ernst Ferdinand (1808–1880), deutscher Pianist, Klavierpädagoge und Musikschriftsteller
- Wenzel, Federico (1924–2011), deutscher Protozoologe
- Wenzel, Fritz (* 1910), deutscher Theologe und Politiker (SPD), MdB
- Wenzel, Fritz (1930–2020), deutscher Bauingenieur
- Wenzel, Gabriele (* 1958), deutsche Ägyptologin
- Wenzel, Gerald (* 1950), österreichischer Bankmanager
- Wenzel, Gerhard (* 1905), deutscher Psychiater und NS-Euthanasietäter
- Wenzel, Gina (* 1986), deutsche Filmregisseurin
- Wenzel, Götz Thomas (* 1957), deutscher Autor und Künstler
- Wenzel, Hanni (* 1956), liechtensteinische SkirennläuferinHanni Wenzel (* 1956)

Hanni Wenzel (* 1956)

- Wenzel, Hans Jürgen (1939–2009), deutscher Komponist und Dirigent
- Wenzel, Hans-Eckardt (* 1955), deutscher Liedermacher und LyrikerHans-Eckardt Wenzel (* 1955)

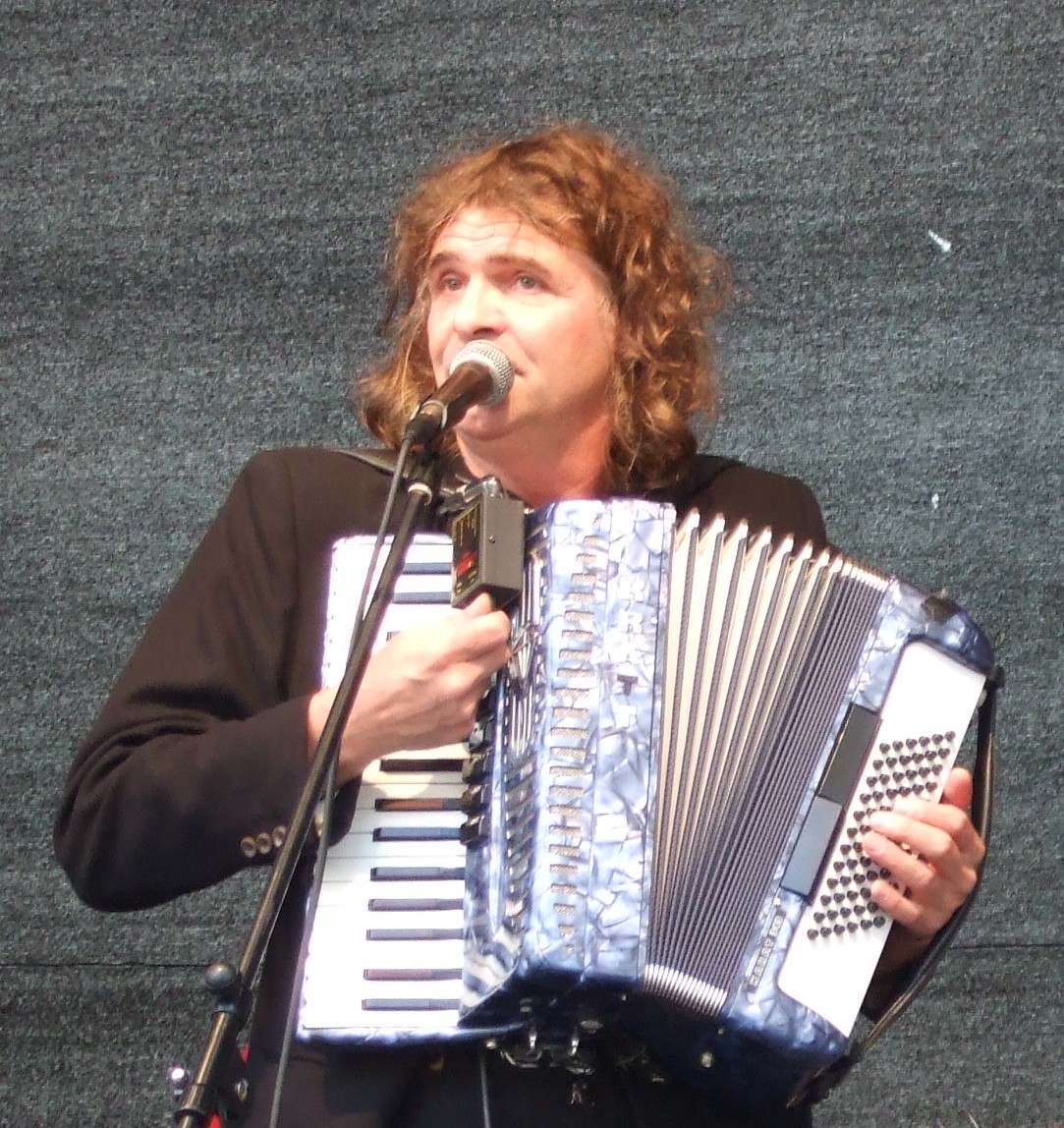
Hans-Eckardt Wenzel (* 1955)

- Wenzel, Hans-Georg (1945–1999), deutscher Geodät, Geophysiker und Hochschullehrer
- Wenzel, Hans-Joachim (1938–2020), deutscher Sozialgeograph
- Wenzel, Harald (* 1955), deutscher Soziologe und Hochschullehrer
- Wenzel, Hartmut (1947–2020), deutscher Ruderer
- Wenzel, Heidemarie (* 1945), deutsche Schauspielerin
- Wenzel, Heiko Frank (* 1970), deutscher evangelikaler Theologe und Professor für Altes Testament an der Freien Theologischen Hochschule Gießen (FTH)
- Wenzel, Heinrich (1855–1893), deutscher Sprachforscher, Indologe und Tibetologe
- Wenzel, Heinz-Dieter (* 1946), deutscher Wirtschaftswissenschaftler
- Wenzel, Heribert (1929–2017), deutscher Politiker (SPD), MdL
- Wenzel, Hermann (1863–1944), deutscher Komponist
- Wenzel, Hermann (1882–1954), deutscher Wirtschaftsmanager
- Wenzel, Hermann (* 1938), deutscher Erziehungswissenschaftler und Hochschullehrer
- Wenzel, Horst (* 1921), deutscher Politiker (SED), Vorsitzender des Rats des Bezirks Gera in der DDR
- Wenzel, Horst (1922–2013), deutscher Mathematiker
- Wenzel, Horst (1927–2009), deutscher Jugendbuchautor, Pädagoge und Verfasser regionaler kulturhistorischen Werke
- Wenzel, Horst (1941–2024), deutscher Germanist
- Wenzel, Horst (* 1944), deutscher Fußballspieler
- Wenzel, Hugo (1891–1940), deutscher Politiker (KPD), MdL
- Wenzel, Joachim (1927–1958), deutscher Journalist (DDR)
- Wenzel, Joachim (1940–2009), deutscher Richter, Vizepräsident des Bundesgerichtshofs (2002–2005)
- Wenzel, Johann (1902–1969), deutscher Funker des sowjetischen Militär-Nachrichtendienstes GRU
- Wenzel, Johann (1918–2009), deutscher Ingenieur, Technikhistoriker und Uhrenforscher
- Wenzel, Johannes (1843–1911), deutscher Geistlicher und Politiker (Zentrum), MdR
- Wenzel, Johannes (1930–2023), deutscher Germanist, Direktor des Herder-Instituts der Universität Leipzig
- Wenzel, Joseph (1768–1808), deutscher Mediziner und Hochschullehrer
- Wenzel, Julia (* 1990), deutsche Politikerin (Bündnis 90/Die Grünen) und Landtagsabgeordnete in Nordrhein-Westfalen
- Wenzel, Jürgen (1950–2023), deutscher Grafiker und Maler
- Wenzel, Kai (* 1978), deutscher Kunsthistoriker, Kurator und Autor
- Wenzel, Karl (1769–1827), deutscher Mediziner
- Wenzel, Karl (1887–1947), deutscher Kirchenmaler
- Wenzel, Karl (1914–1985), deutscher Fußballspieler
- Wenzel, Karl Egbert (1930–1998), deutscher Rechtsanwalt und Medienrechtler
- Wenzel, Karlheinz (* 1932), deutscher Maler und Grafiker
- Wenzel, Käthe (* 1972), deutsche Künstlerin
- Wenzel, Katrin (* 1963), deutsche Rundfunkredakteurin
- Wenzel, Keirut (* 1972), deutscher Schauspieler, Komiker und Moderator
- Wenzel, Kirsten (* 1961), deutsche Olympiasiegerin im Rudern
- Wenzel, Klaus (* 1949), deutscher Lehrer und Präsident des Bayerischen Lehrer- und Lehrerinnenverbandes
- Wenzel, Klaus-Peter (1936–2015), deutscher Chirurg, Hygieniker und Medizinhistoriker
- Wenzel, Knut (* 1962), deutscher römisch-katholischer Theologe
- Wenzel, Kurtis (* 1991), kanadischer Biathlet und Skilangläufer
- Wenzel, Lajos (* 1979), deutscher Schauspieler und Regisseur
- Wenzel, Lothar (1924–1983), deutscher Diplomat, Botschafter der DDR
- Wenzel, Marek (* 1977), deutscher Volleyballspieler
- Wenzel, Margarete (* 1964), österreichische Geschichtenerzählerin, Philosophin und Erzähl-Referentin in der Erwachsenenbildung und Unternehmensberatung
- Wenzel, Markus (* 1988), deutscher Performancekünstler
- Wenzel, Mats (* 2002), luxemburgischer Radrennfahrer
- Wenzel, Matthias (* 1962), deutscher Sachbuchautor und Publizist
- Wenzel, Max (1879–1946), deutscher Lehrer und Mundartdichter
- Wenzel, Max (1882–1967), deutscher Rechtswissenschaftler und Staatsrechtslehrer
- Wenzel, Melanie (* 1969), deutsche Heilpraktikerin
- Wenzel, Mirjam (* 1972), deutsche Literaturwissenschaftlerin und Direktorin des Jüdischen Museums Frankfurt
- Wenzel, Nele (* 2001), deutsche Handballspielerin
- Wenzel, Olivia (* 1985), deutsche Schriftstellerin, Dramaturgin, Musikerin und PerformerinOlivia Wenzel (* 1985)

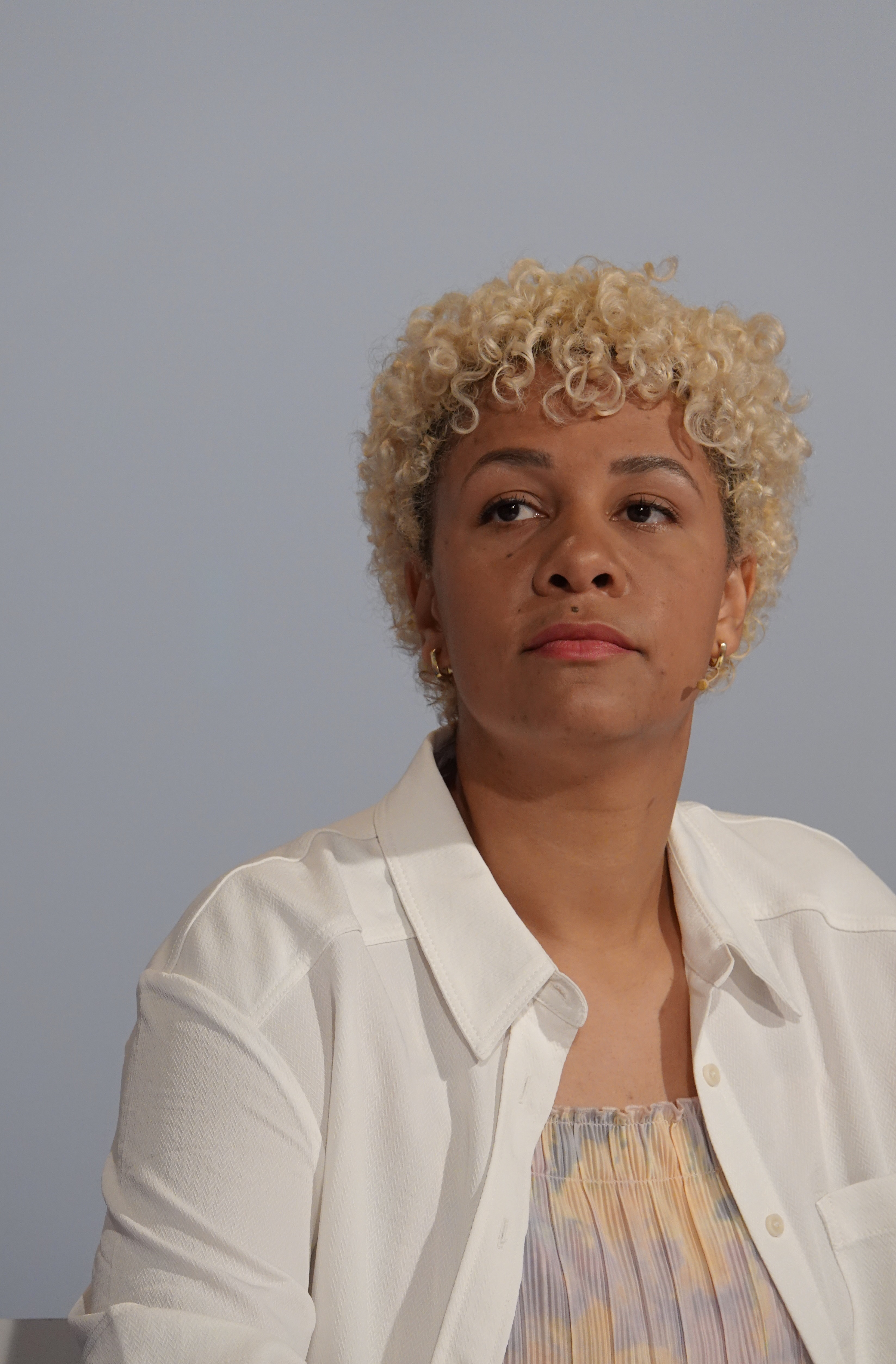
Olivia Wenzel (* 1985)

- Wenzel, Otto (1840–1929), Journalist, deutscher Genossenschaftsdirektor, beteiligt an der Einführung der „Allgemeinen Normal-Unfallverhütungsvorschriften“ in der deutschen Industrie
- Wenzel, Peter (* 1939), deutscher Fußballspieler
- Wenzel, Peter (* 1952), deutscher Gewichtheber
- Wenzel, Peter (* 1963), deutscher Politiker (CDU), Staatsrat
- Wenzel, Petra (* 1961), liechtensteinische Skirennläuferin
- Wenzel, Ramona (* 1963), deutsche Wasserspringerin
- Wenzel, René (* 1971), deutscher Fußballspieler
- Wenzel, Richard (1889–1934), deutscher Maler
- Wenzel, Richard (1904–1980), deutscher Politiker (KPD/SED) und antifaschistischer Widerstandskämpfer
- Wenzel, Richard Nikolaus (* 1959), deutscher Komponist zeitgenössischer ernster Musik sowie Organist
- Wenzel, Richard P. (* 1940), US-amerikanischer Mediziner
- Wenzel, Rolf (1934–2018), deutscher Offizier
- Wenzel, Rüdiger (* 1953), deutscher Fußballspieler
- Wenzel, Rudolf (1904–1992), deutscher Politiker (NSDAP), MdR
- Wenzel, Rune (1901–1977), schwedischer Fußballspieler
- Wenzel, Siegfried (1929–2015), deutscher Wirtschaftsfunktionär, stellvertretender Vorsitzender der Staatlichen Plankommission der DDR
- Wenzel, Sigrid, deutsche Informatikerin und Hochschullehrerin
- Wenzel, Sigrid (* 1934), deutsche Bildhauerin
- Wenzel, Silke (1977–2019), deutsche Chemikerin
- Wenzel, Simon (* 1989), deutscher Eishockeyspieler
- Wenzel, Stefan (* 1962), deutscher Politiker (Bündnis 90/Die Grünen), MdB
- Wenzel, Susanne (* 1963), deutsche Tischtennisspielerin
- Wenzel, Tanja (* 1978), deutsche SchauspielerinTanja Wenzel (* 1978)
- Wenzel, Thomas, deutscher Musiker

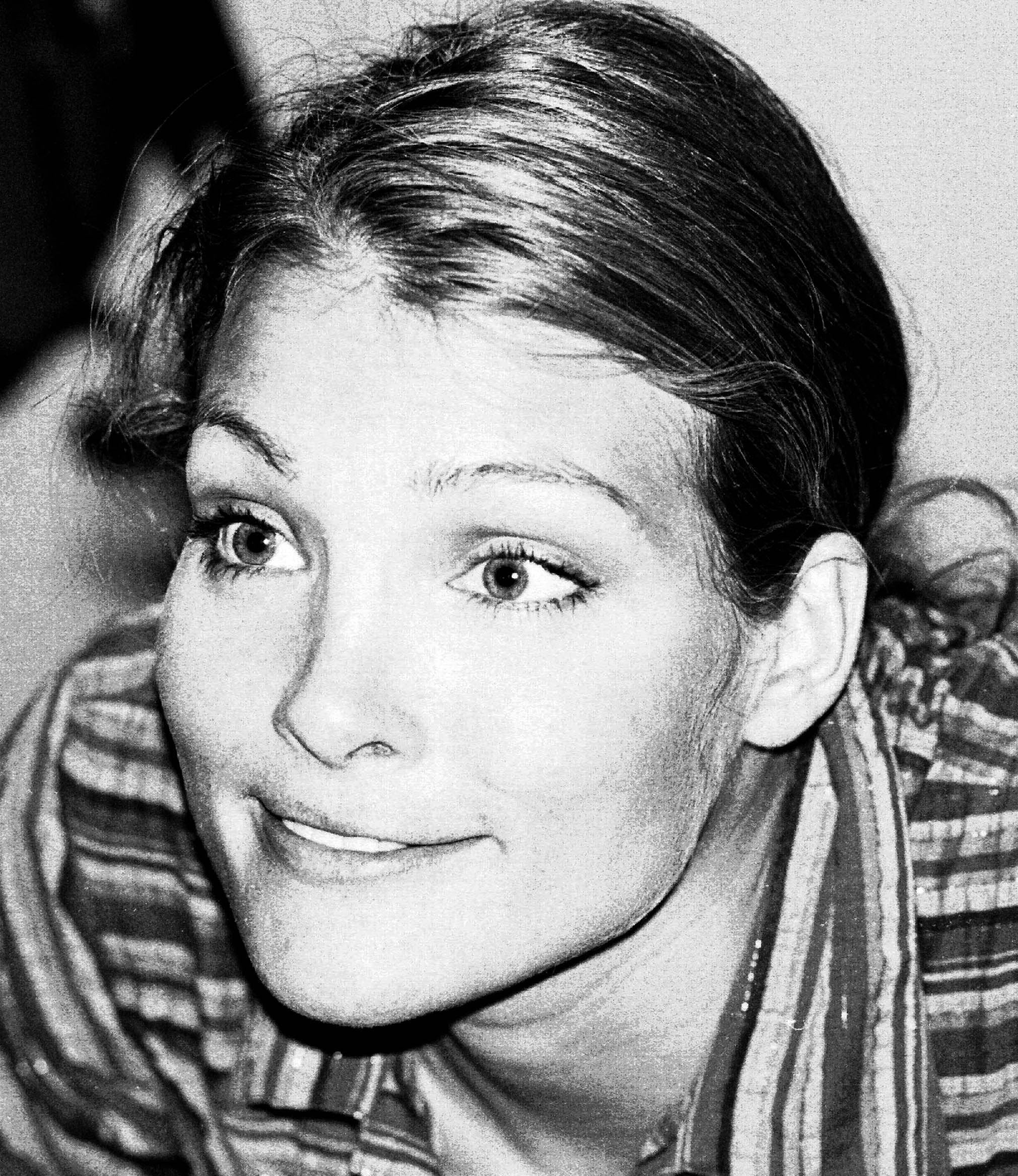
Tanja Wenzel (* 1978)

- Wenzel, Timo (* 1977), deutscher Fußballspieler und -trainer
- Wenzel, Tino (* 1973), deutscher Sportschütze
- Wenzel, Ute (* 1942), deutsche Rollkunstläuferin
- Wenzel, Uwe Justus (* 1959), deutscher Philosoph und Journalist
- Wenzel, Volkmar (* 1955), deutscher Diplomat
- Wenzel, Walter (1929–2025), deutscher Namenforscher
- Wenzel, Werner (1937–2006), deutscher Unternehmer
- Wenzel, Wilhelm (1841–1914), Hörder Original und Stadtpoet
- Wenzel, Willi (1930–1999), deutscher Fußballspieler
- Wenzel, Wolfgang (1929–2021), deutscher Astronom
- Wenzel-Bürger, Eva (1932–2025), deutsche Grafikerin und Buchillustratorin
- Wenzel-Jelinek, Margret (1932–2021), österreichische Fotografin und Malerin
- Wenzel-Perillo, Brigitte (* 1949), deutsche Politikerin (CDU), MdEP
- Wenzelburger, Georg (1910–2000), deutscher Offizier und Ritterkreuzträger
- Wenzelburger, Georg (* 1981), deutscher Politikwissenschaftler
- Wenzelburger, Gottfried (* 1914), deutscher Fußballspieler
- Wenzelburger, Karl Theodor (1839–1918), deutscher Historiker
- Wenzelburger, Nick (* 1999), deutscher American-Football-Spieler
- Wenzeler, Nicole (* 1976), deutsche Fußballspielerin
- Wenzig, Josef (1807–1876), böhmischer Schriftsteller und Librettist
- Wenzinger, August (1905–1996), Schweizer Cellist, Gambist, Musikpädagoge und Dirigent
- Wenzinger, Gerd (1943–1997), deutscher Allgemeinmediziner und Mörder
- Wenzinger, Louise C. (1901–1995), Schweizer Redaktorin und Frauenrechtlerin
- Wenzkat, Ingrid (1933–2020), deutsche Kunstkritikerin
- Wenzke, Rüdiger (* 1955), deutscher Historiker
- Wenzky, Oskar (1911–1980), deutscher Jurist und Kriminalpolizist
- Wenzl, Aloys (1887–1967), deutscher Philosoph
- Wenzl, Andrea (* 1979), österreichische Schauspielerin
- Wenzl, Andreas (* 1993), deutscher Basketballspieler
- Wenzl, Erwin (1921–2005), österreichischer Politiker (ÖVP), Landtagsabgeordneter, Landesrat, Landeshauptmann von OberösterreichErwin Wenzl (1921–2005)

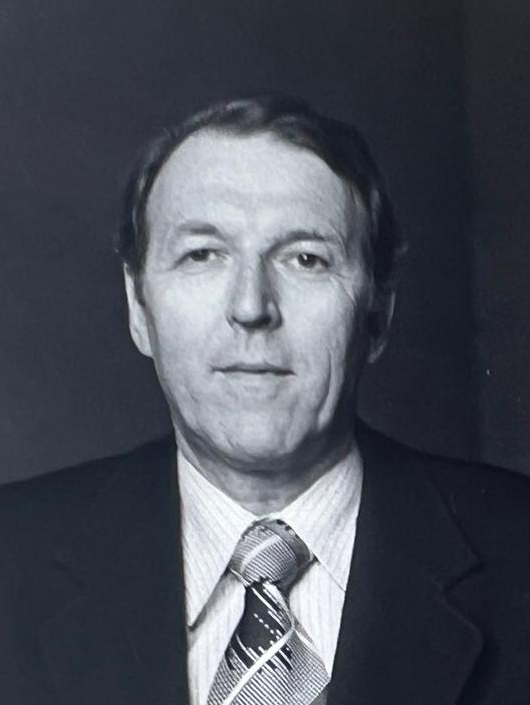
Erwin Wenzl (1921–2005)

- Wenzl, Franz (* 1925), österreichischer Landwirt, Politiker und Bankmanager
- Wenzl, Heinz (* 1938), österreichischer Fußballspieler
- Wenzl, Helmut (1934–2018), deutscher Physiker
- Wenzl, Josef (* 1984), deutscher Skilangläufer
- Wenzl, Julia (* 1990), deutsche Handballspielerin
- Wenzl, Karl (1903–1942), deutscher Politiker (NSDAP), MdR
- Wenzl, Konrad (1893–1945), österreichischer Politiker (SDAP), Landtagsabgeordneter
- Wenzl, Martin (* 1984), deutscher Schauspieler
- Wenzl, Michael (* 1991), deutscher Basketballspieler
- Wenzl, Nico (* 2001), deutscher Basketballspieler
- Wenzlaff, Franz (1810–1888), deutscher Pädagoge, Abgeordneter und Vizepräsident der Mecklenburgischen Abgeordnetenversammlung, Schuldirektor und Professor an der Berliner Bauakademie
- Wenzlaff, Friedhelm (1940–1998), deutscher Fußballtrainer und Schlagertexter
- Wenzlaff, Gustav (* 1864), deutscher Landwirt und Politiker (DNVP), MdL
- Wenzlaff, Max (1891–1974), deutscher Maler
- Wenzlaff, Michael (* 1968), deutscher Basketballspieler
- Wenzlawski, Karsten (* 1959), deutscher Fußballspieler
- Wenzler, Andrea, deutsche Filmeditorin
- Wenzler, Ben (* 2000), deutscher American-Football-Spieler
- Wenzler, Ernst Günter (* 1954), deutscher Theologe und Autor
- Wenzler, Franz (1893–1942), deutscher Regisseur
- Wenzler, Ludwig (* 1938), deutscher römisch-katholischer Theologe
- Wenzler, Sarah Wilhelmina, US-amerikanische Malerin
- Wenzler, Thomas (* 1962), deutscher Jurist (Fachanwalt für Steuerrecht) und Fachbuchautor
- Wenzlhuemer, Roland (* 1976), österreichischer Historiker
- Wenzo († 1190), Abt des Klosters Liesborn